# الأرض المقدسة وسوريا وإدوميا والعربية ومصر والنوبة
كانت الأرض المقدسة وسوريا وإدوميا والجزيرة العربية ومصر والنوبة رحلة سفر لفلسطين في القرن التاسع عشر وأكبر أعمال الرسام الإسكتلندي ديفيد روبرتس احتوت على 250 مطبوعة حجرية رسمها لويس هيج من رسومات روبرتس المائية. تم نشره لأول مرة بالاشتراك بين 1842 و1849، في إصدارين منفصلين: الأول هو: الأرض المقدسة، وسوريا، وإدوميا والعربية والثاني كان مصر والنوبة. كتب وليام بروكيدون وجورج كرولي جزءً كبيرًا من النص، حيث كتب كراولي التاريخ، وكتب بروكيدون الأجزاء الوصفية.
لقد وُصفت بأنها «إحدى أحاسيس نشر الفن في منتصف العصر الفيكتوري»، وقد تجاوزت جميع مشاريع الطباعة الحجرية السابقة الأخرى من حيث الحجم، وكانت واحدة من أغلى المطبوعات في القرن التاسع عشر. وصف متحف المتروبوليتان للفنون هيج بأنه «أفضل مصمم مطبوعات مطبوعات حجرية وأكثرهم انتاجًا في ذلك الوقت»
وبحسب البروفيسور أنابيل وارتون، فقد «أثبتت الرحلة أنها الأكثر انتشارًا واستمرارية في أعمال الشرق التي تم تداولها في الغرب في القرن التاسع عشر».

## سفريات روبرتس ونشراته
بدأ روبرتس رحلته إلى المنطقة في أغسطس 1838. هبط في الإسكندرية، وقضى بقية عام 1838 في القاهرة. في فبراير 1839 سافر إلى فلسطين عبر السويس وجبل سيناء والبتراء. ومن غزة سافر إلى القدس وما حولها من أنحاء المنطقة. عاد إلى إنجلترا في نهاية عام 1839 بعد مرضه، عقب أن أمضى 11 شهرًا في المنطقة. تم مشاركة ما مجموعه 272 رسمًا تخطيطيًا بالألوان المائية مع الناشر.F.G مون في عام 1840 والذي دفع لروبرتس 3000 جنيه إسترليني مقابل حقوق النشر للرسومات.

## رد الفعل
كتب الناقد الفني الفيكتوري الشهير جون راسكن أن العمل كان «تصويرًا حقيقيًا لمشاهد ذات أهمية تاريخية ودينية. فهي مخلصة ومجهدة بما يتجاوز أي حدود من الطبيعة التي رأيتها على الإطلاق».

كتب مؤرخ الفن دير جون رولاند في كتاب سفره في Aquatint وLithography، (1770-1860) أن
«الأراضي المقدسة لروبرتس كانت واحدة من أهم مشاريع النشر في القرن التاسع عشر وأكثرها تفصيلًا، وكانت تأليهًا للطباعة الحجرية الملونة».
لاحظ جون جيمس موسكروب في عمل حديث حول معرفة القرن التاسع عشر بإسرائيل: «كان ديفيد روبرتس من أشهر الرسامين. إذا أنتج روبنسون الجغرافيا التاريخية للأرض المقدسة في القرن التاسع عشر، فقد وقع ذلك على عاتق الرسام الإسكتلندي، ديفيد روبرتس، لتوضيحها».

## النقد الاستشراقي
لقد تم انتقاد الصور على نطاق واسع لأنها تقدم منظورًا استشراقيًا للمنطقة. كتب عوزي بارام: «يتضح من نقد [إدوارد] سعيد للاستشراق أن روبرتس صنع مناظر طبيعية خلابة تجسد اهتماماتً وصورًا بريطانية، مناظر طبيعية تمت ترجمتها للنظرة الغربية. لم يكتف روبرتس بالتقاط المناظر الطبيعية لفلسطين؛ على غرار المستشرقين الآخرين، لقد صنع صورة للأرض المقدسة بدلًا من تمثيل كل ما رآه».
يذكر مايرز أن روبرتس كان «يضفي طابعًا شرقيًا على المثالية الخلابة في بيئة مشرقية»، وكتب بروكتور أن الصور لم تكن تمثيلًا دقيقًا بل بالأحرى صورة من الخيال الغربي. اقترح بيندينر تأثيراتً متعددة تكمن في أسلوب روبرتس الاستشراقي، بما في ذلك تحيزاته العرقية، والضمير الاجتماعي، والذوق الفخم، والثقة بالنفس، والشعور بالتاريخ، والمنافسات الدولية المعاصرة، والأسئلة الدينية في ذلك الوقت.

## قائمة المطبوعات الحجرية

### المجلد 1

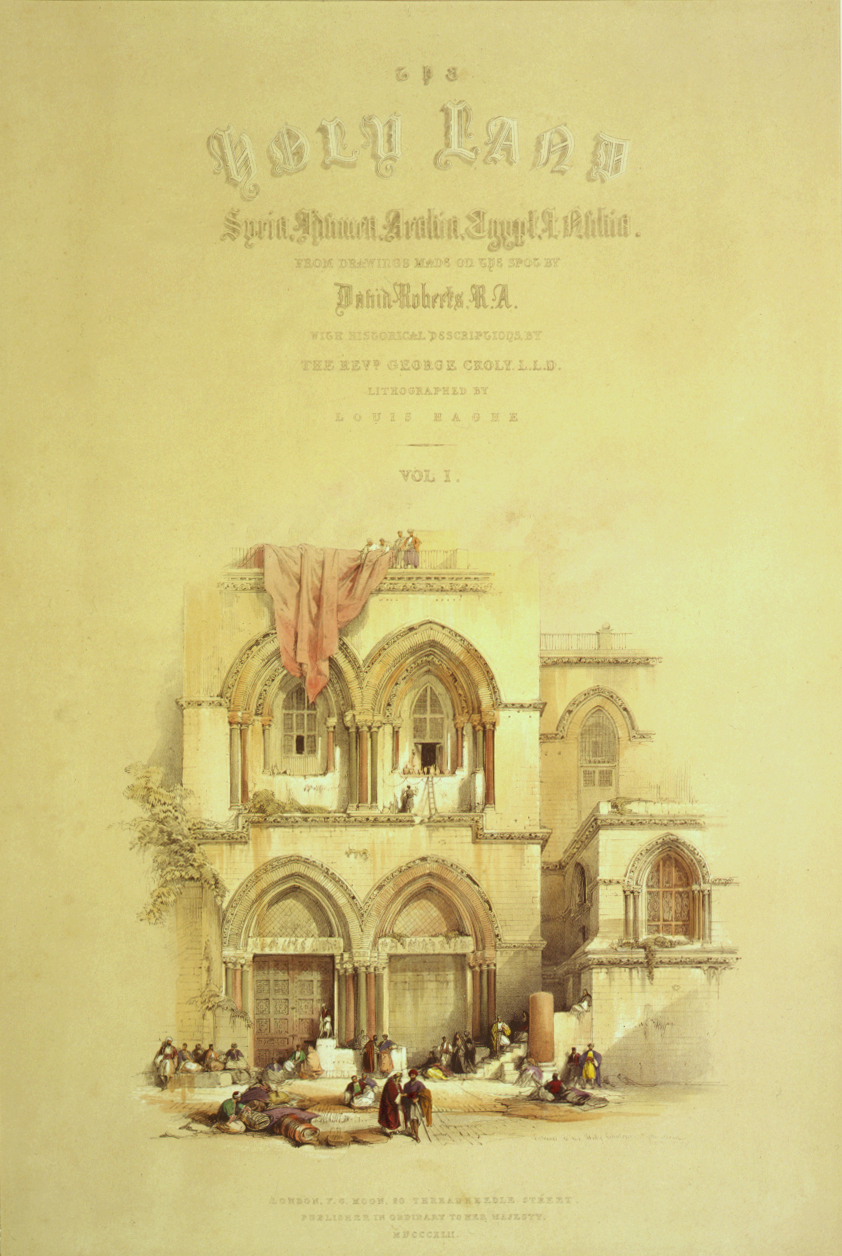
2. مدخل القبر المقدس
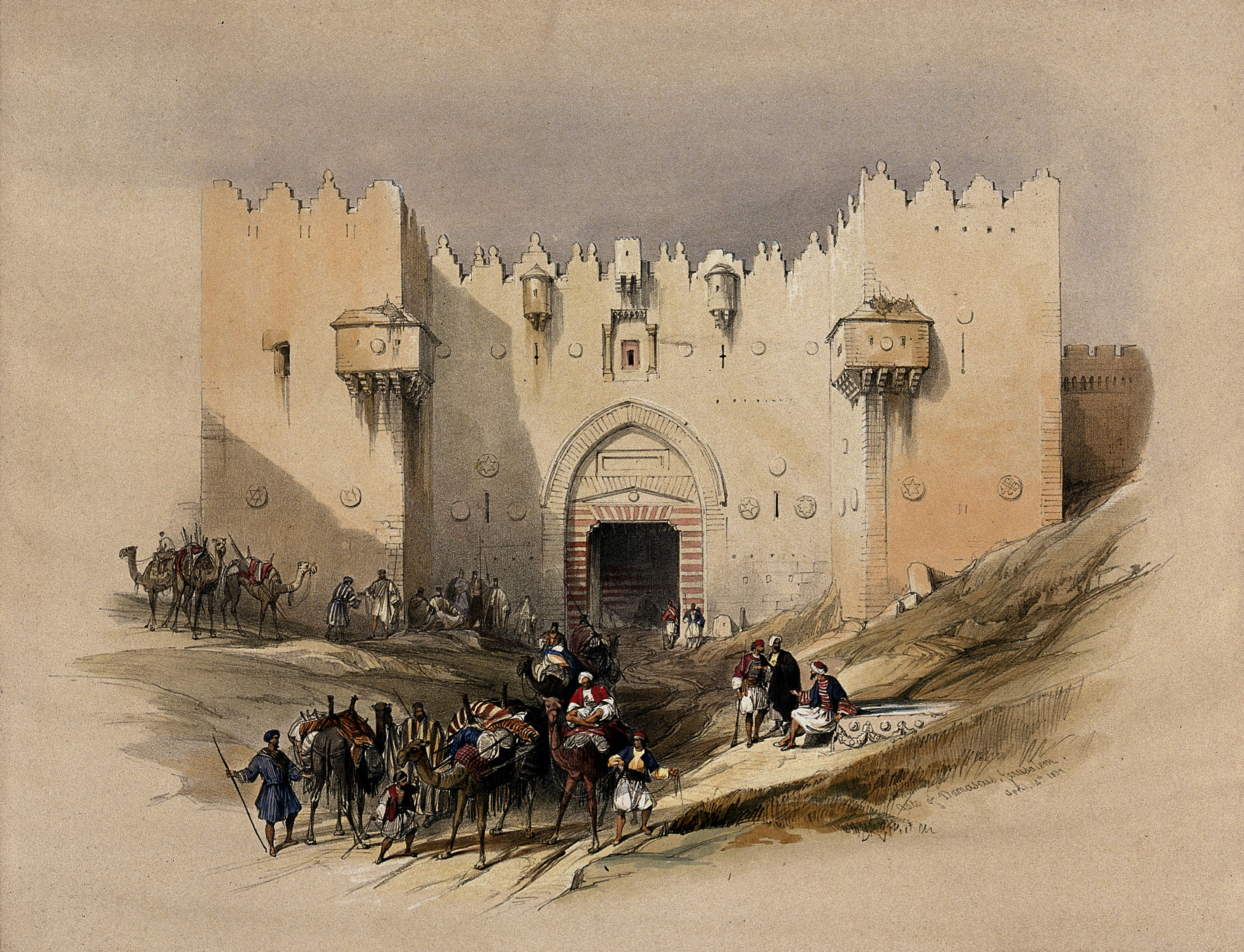
3. بوابة دمشق
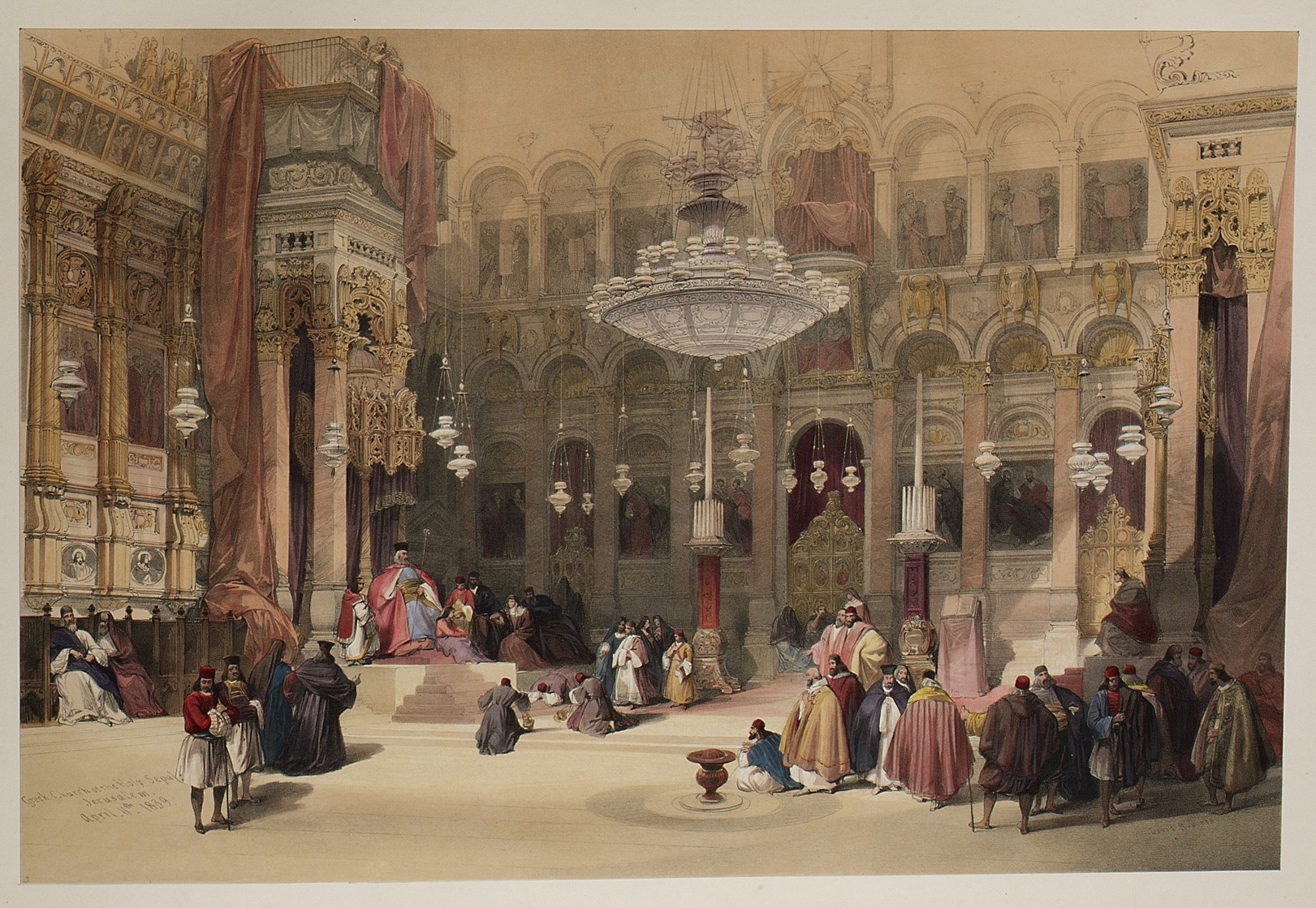
4. كنيسة القبر المقدس اليونانية
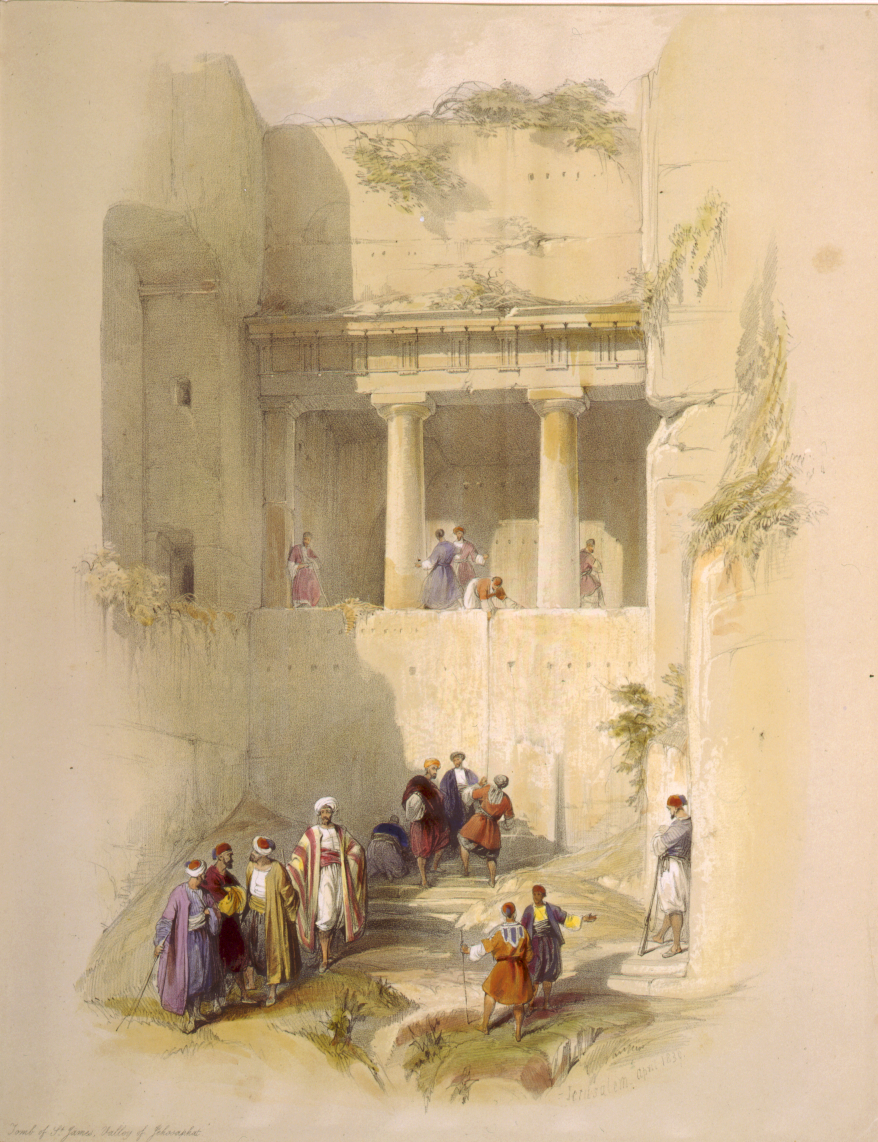
5. قبر القديس جيمس  [لغات أخرى]‏
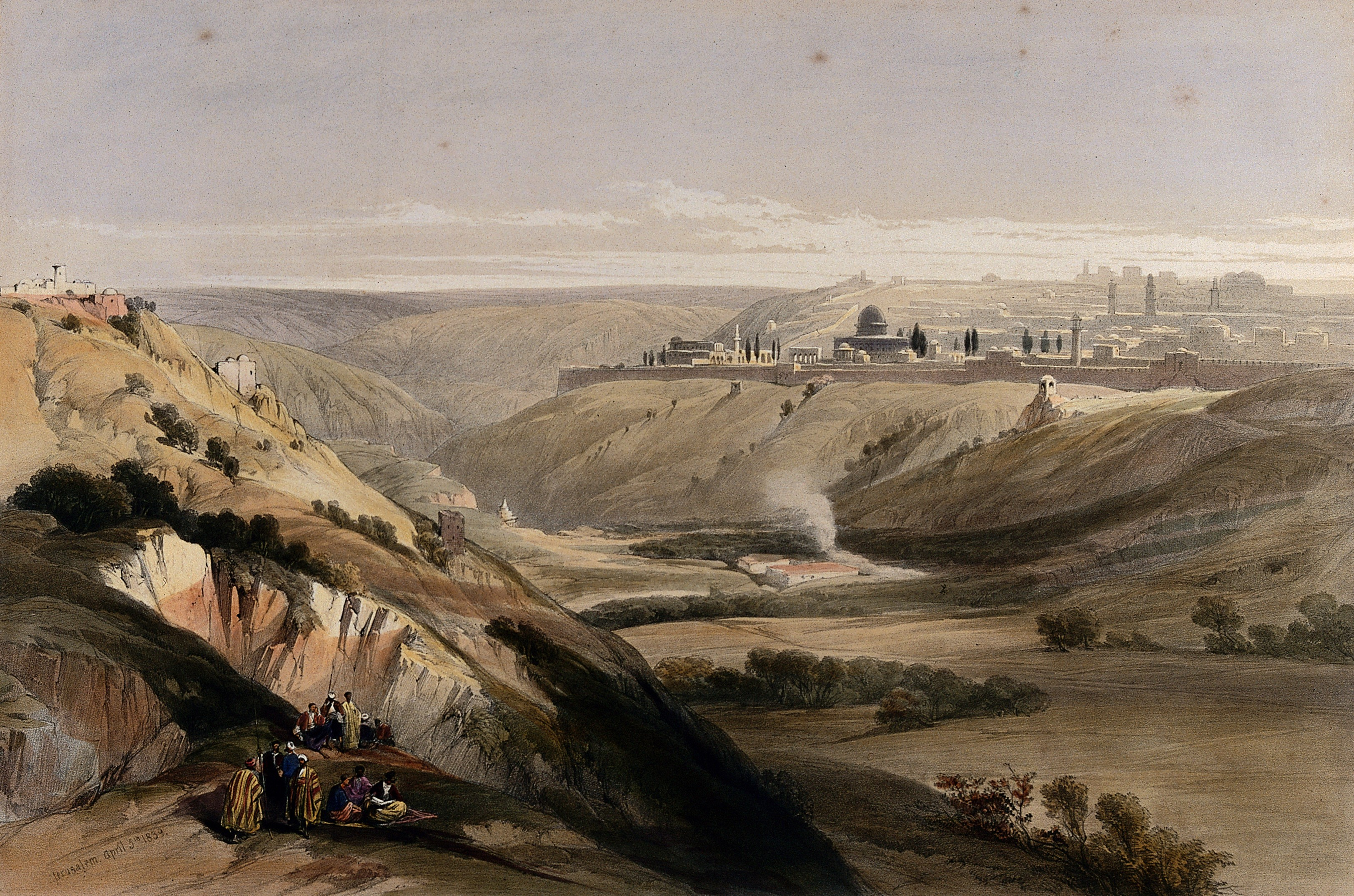
6. القدس من الطريق المؤدي إلى بيت عنيا.
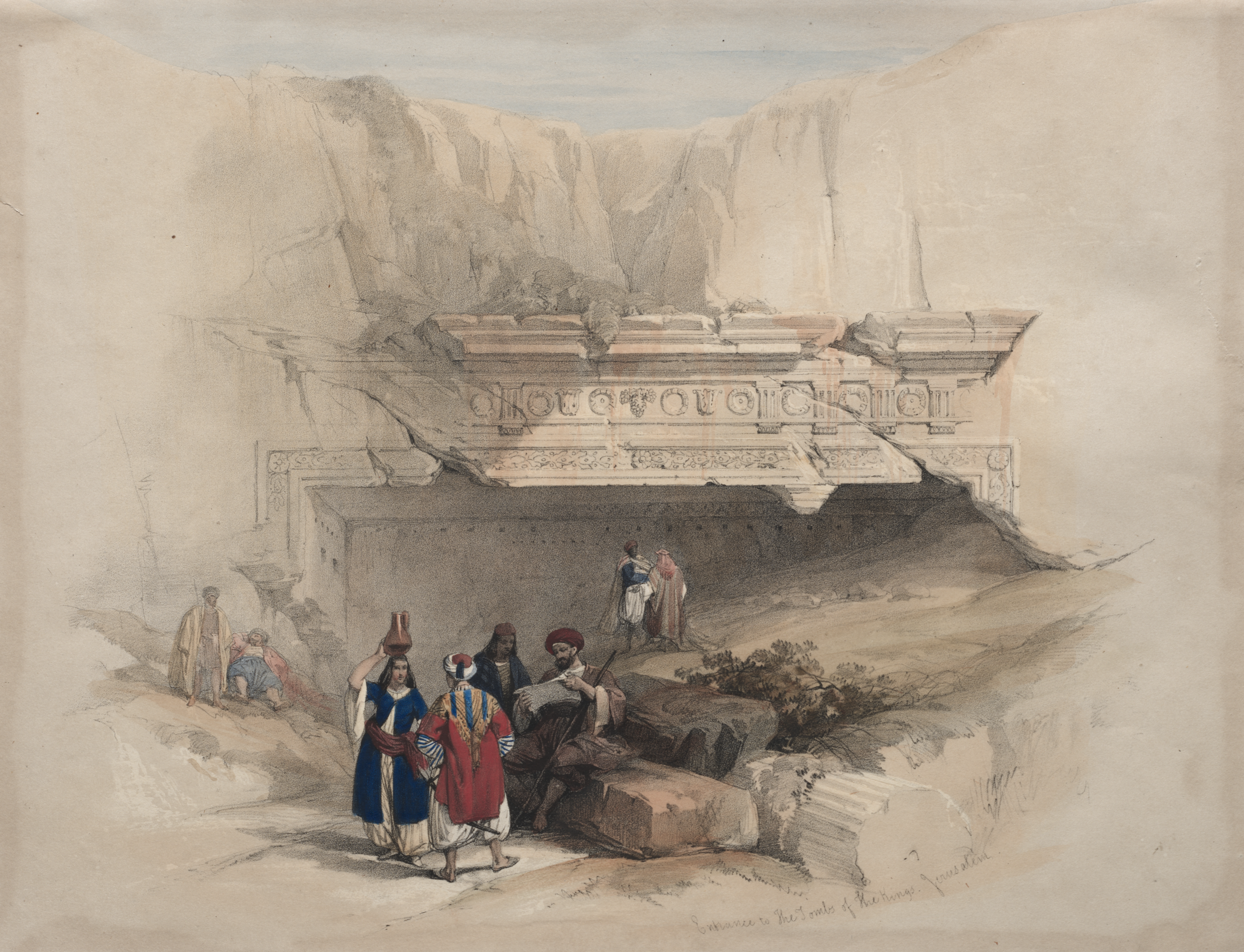
7. مدخل قبر الملوك
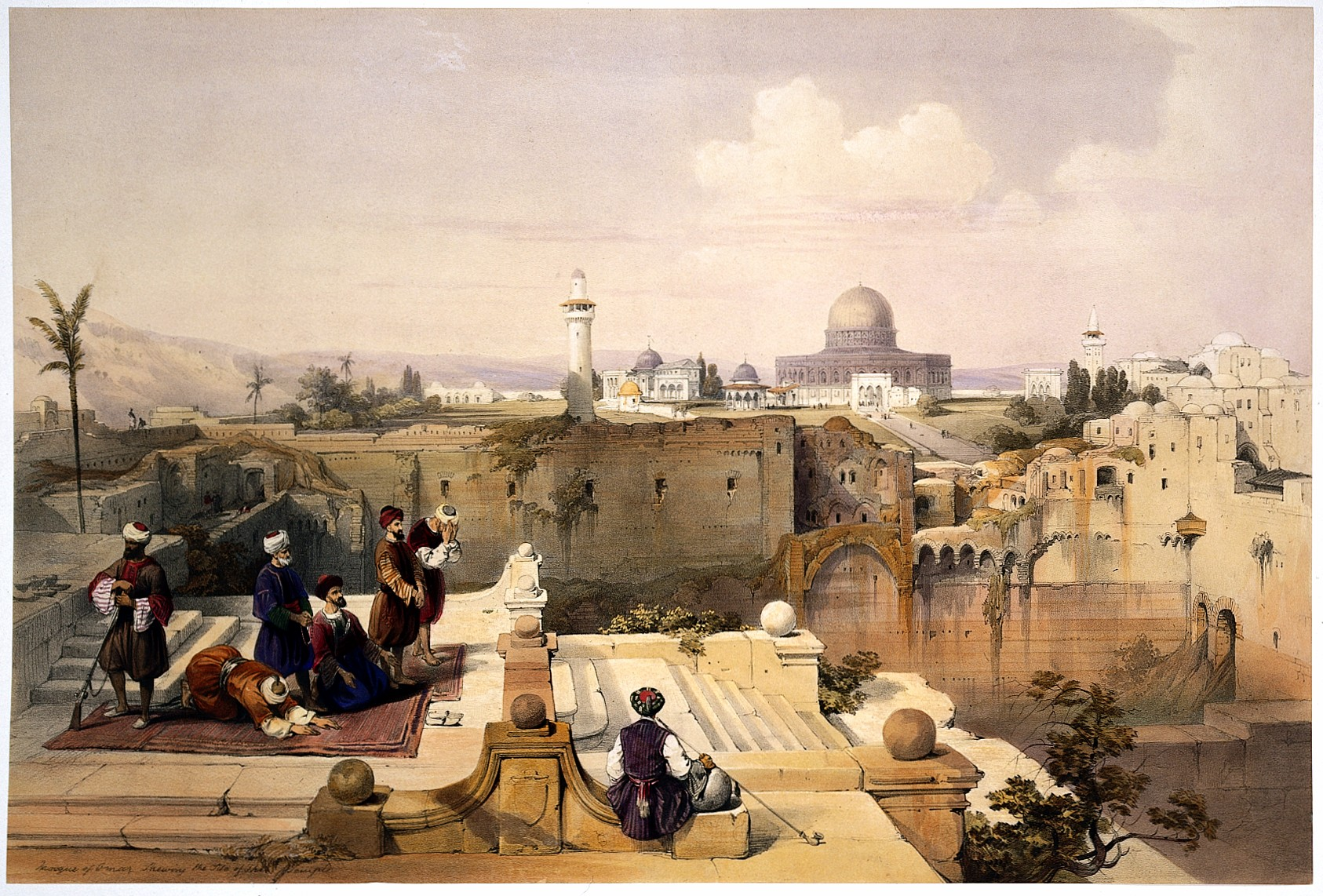
8. مسجد عمر على الموقع القديم للمعبد.
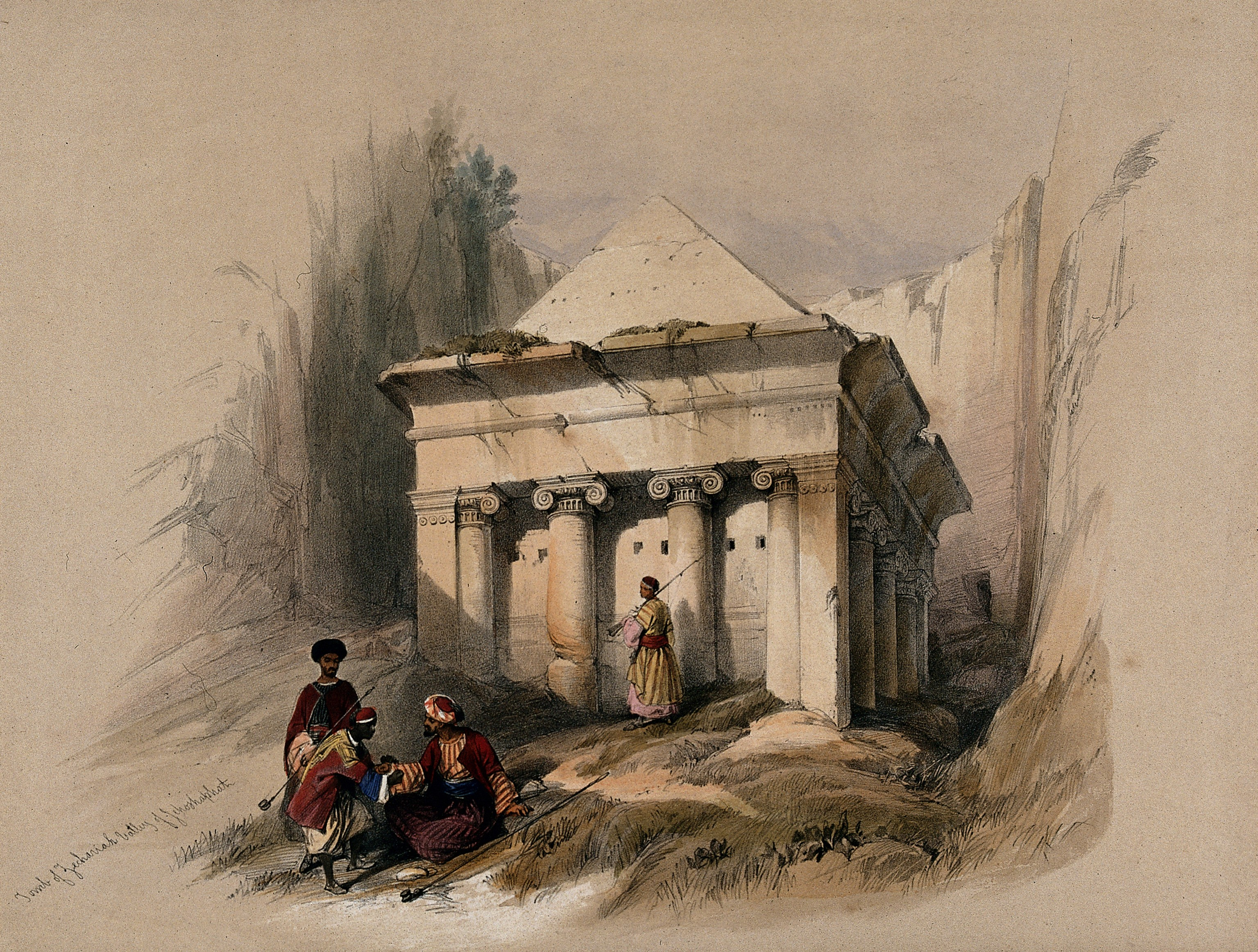
9. قبر زكريا  [لغات أخرى]‏
10. القدس من الجنوب.
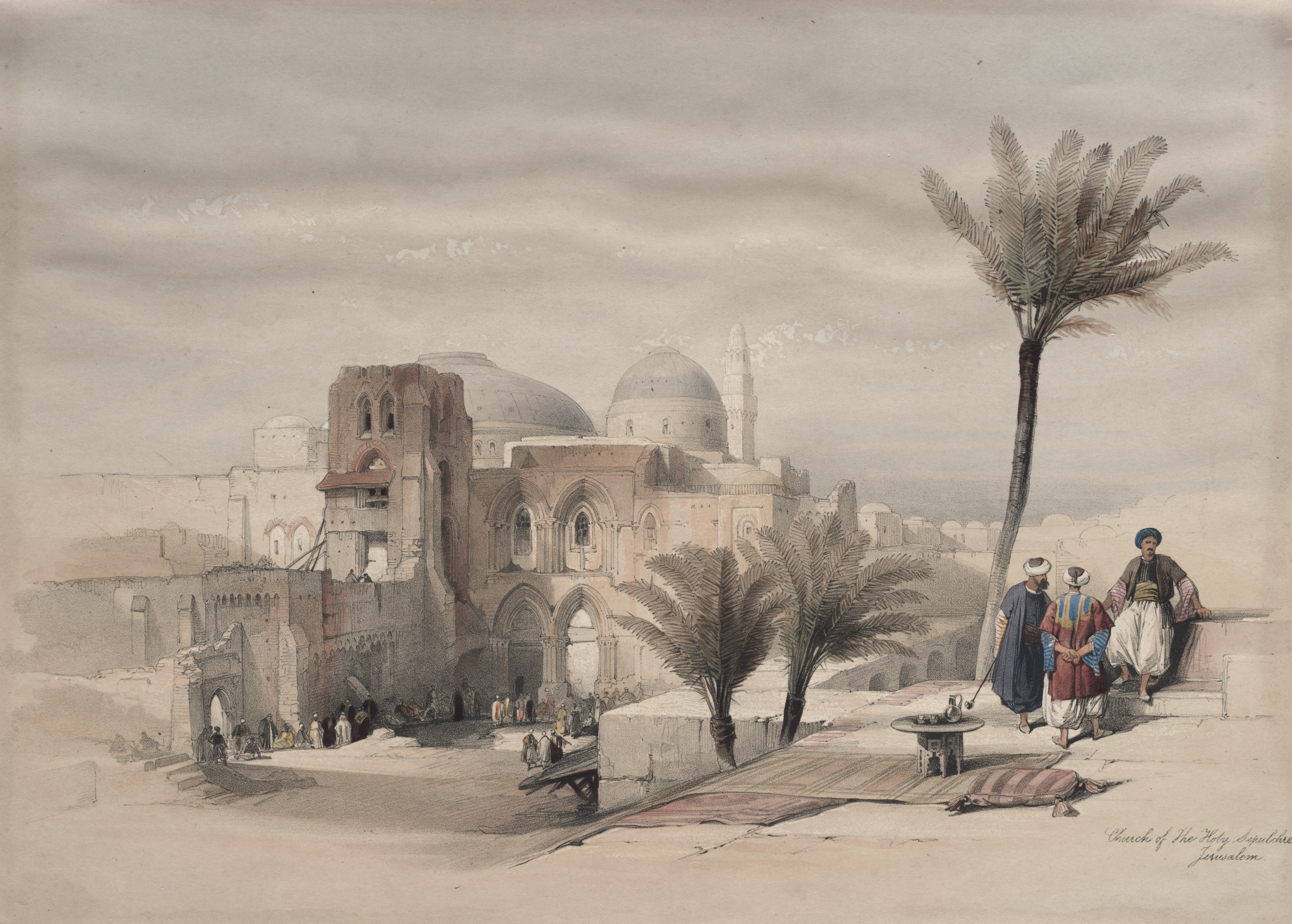
11. خارج القبر المقدس
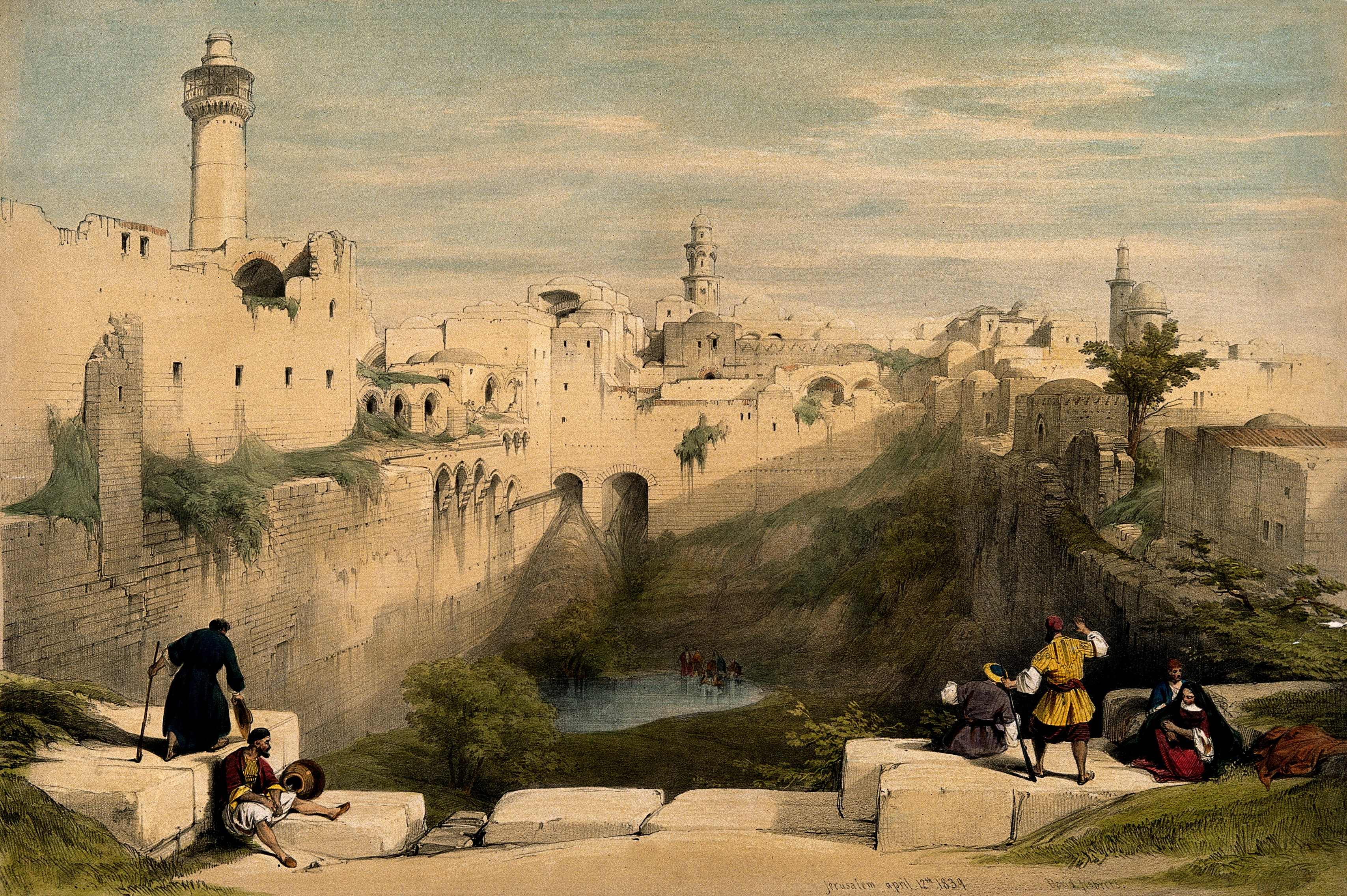
12. بركة بيثيسدا  [لغات أخرى]‏
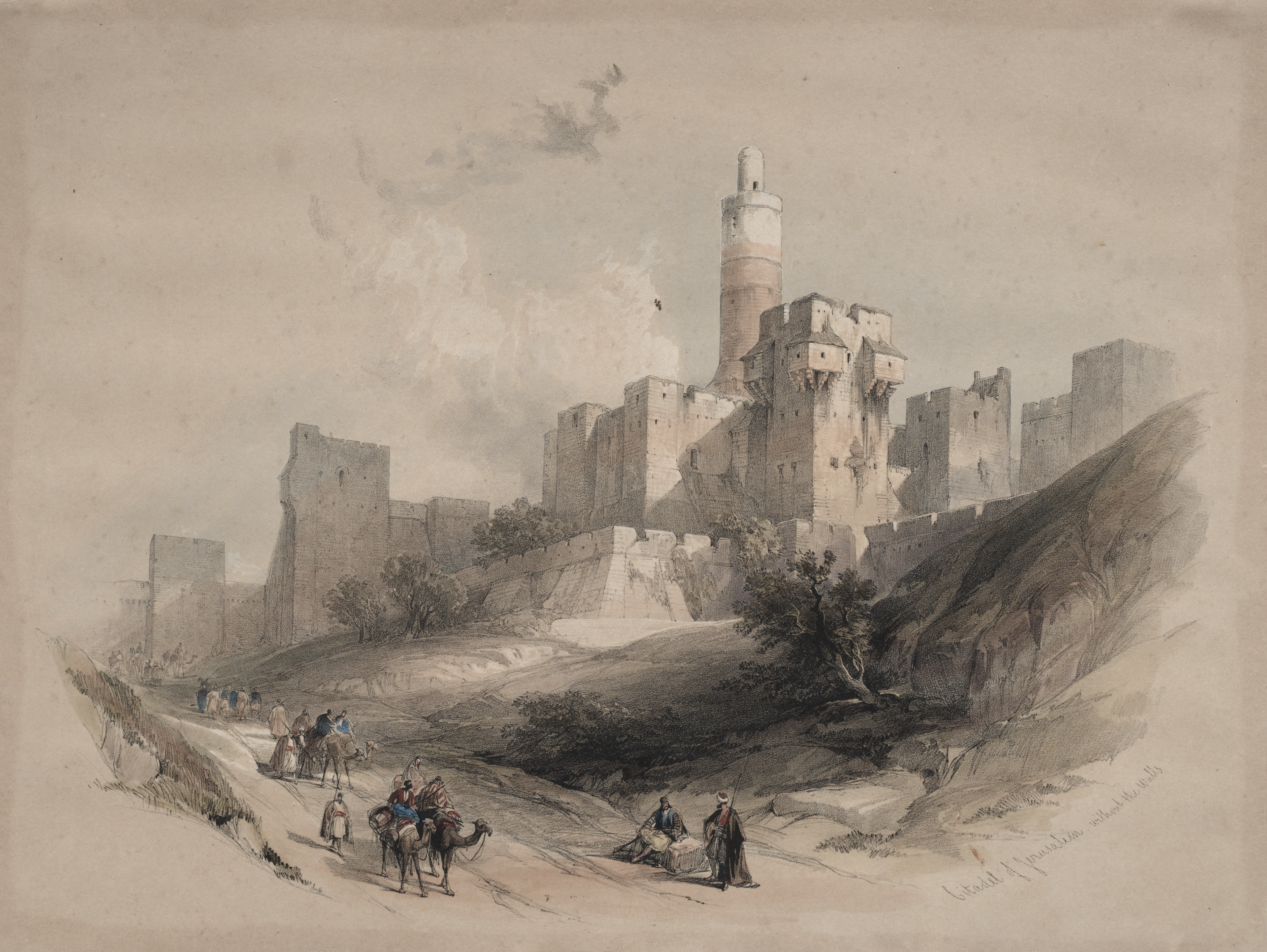
13. برج داود
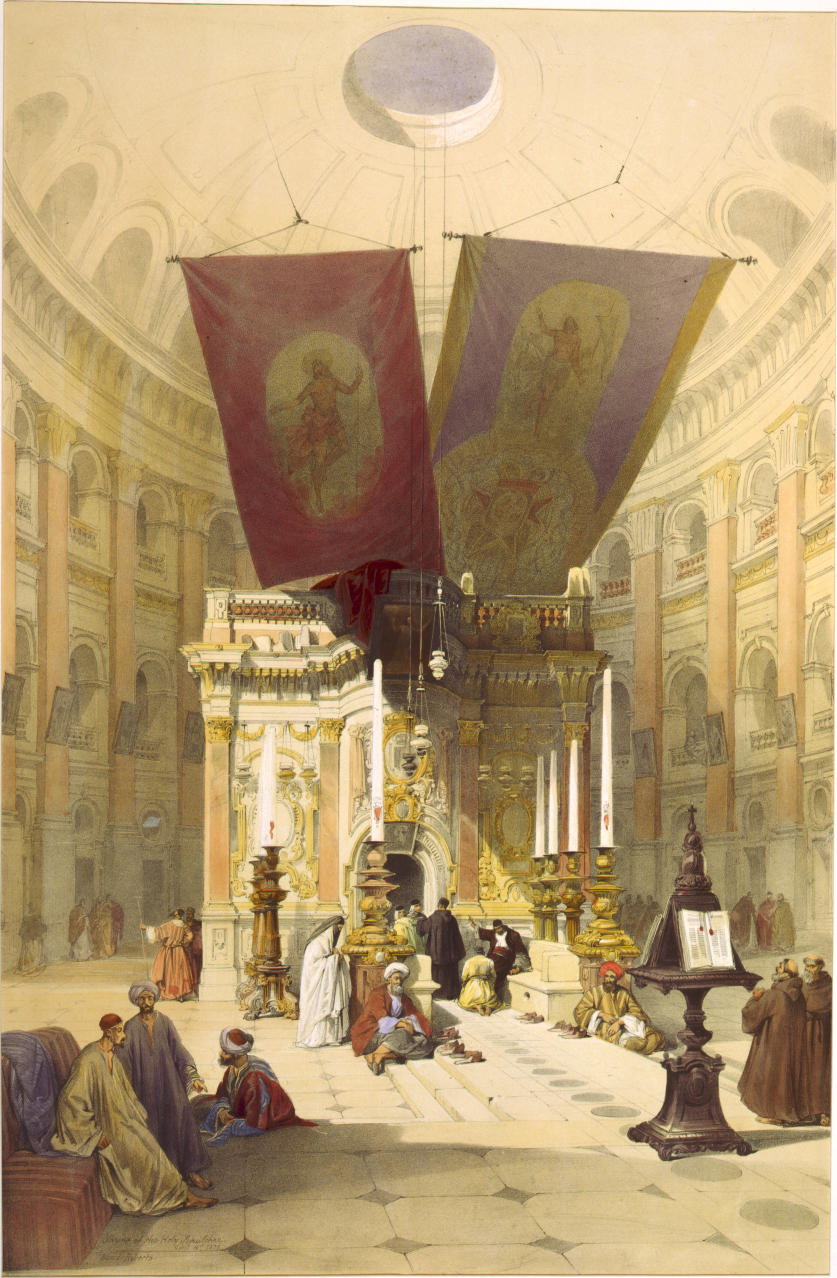
14. ضريح القيامة
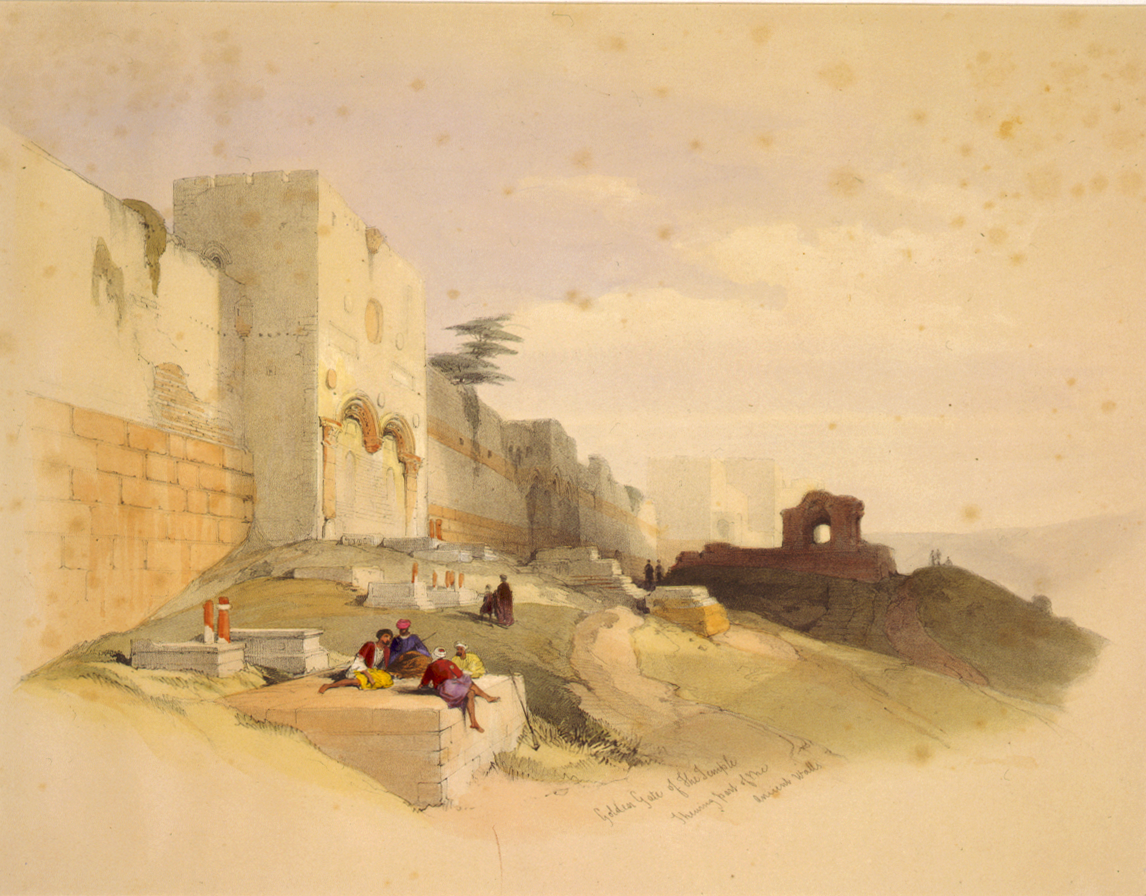
15. البوابة الذهبية
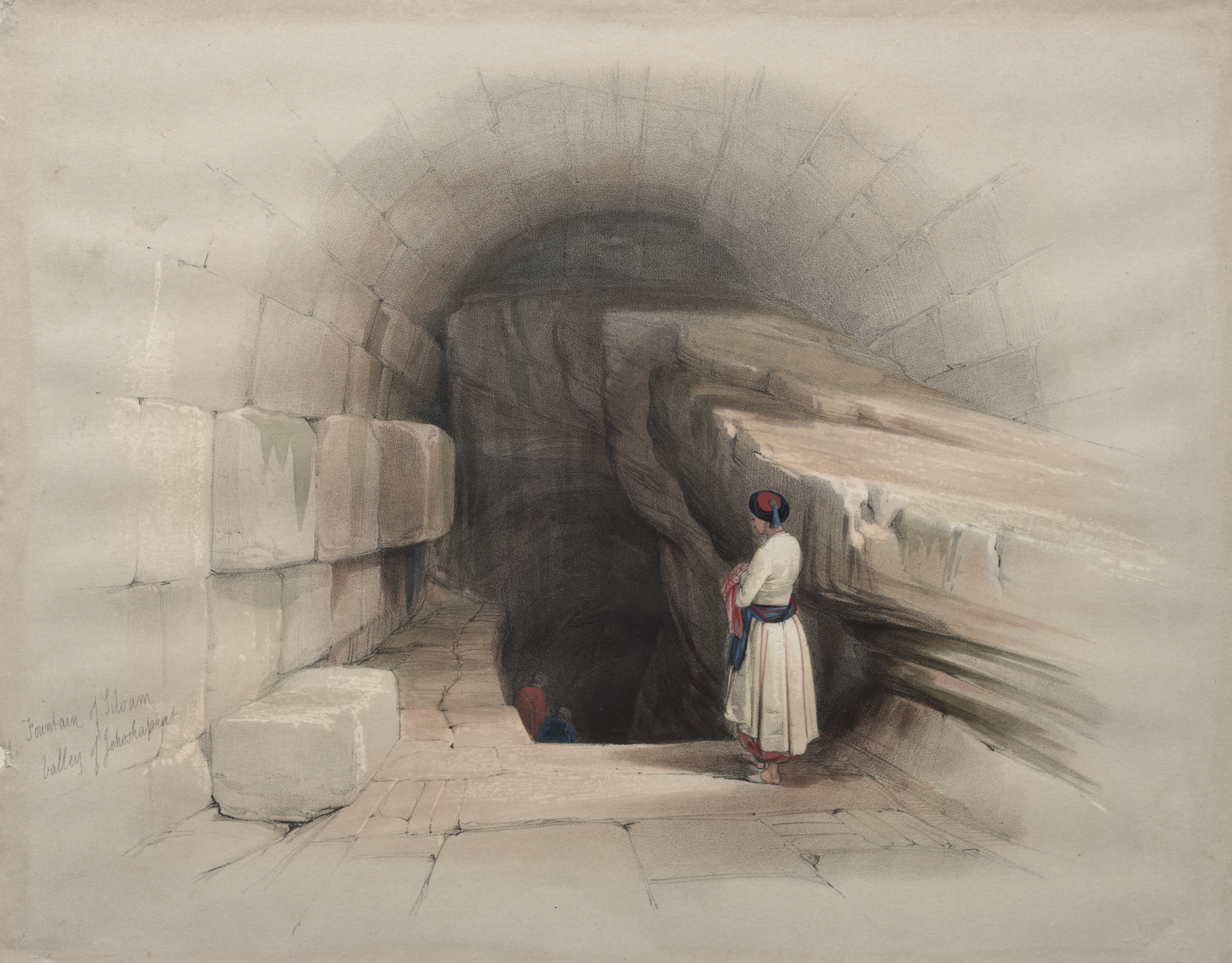
17. الينبوع العلوي لسلوام
18. القدس من جبل الزيتون.
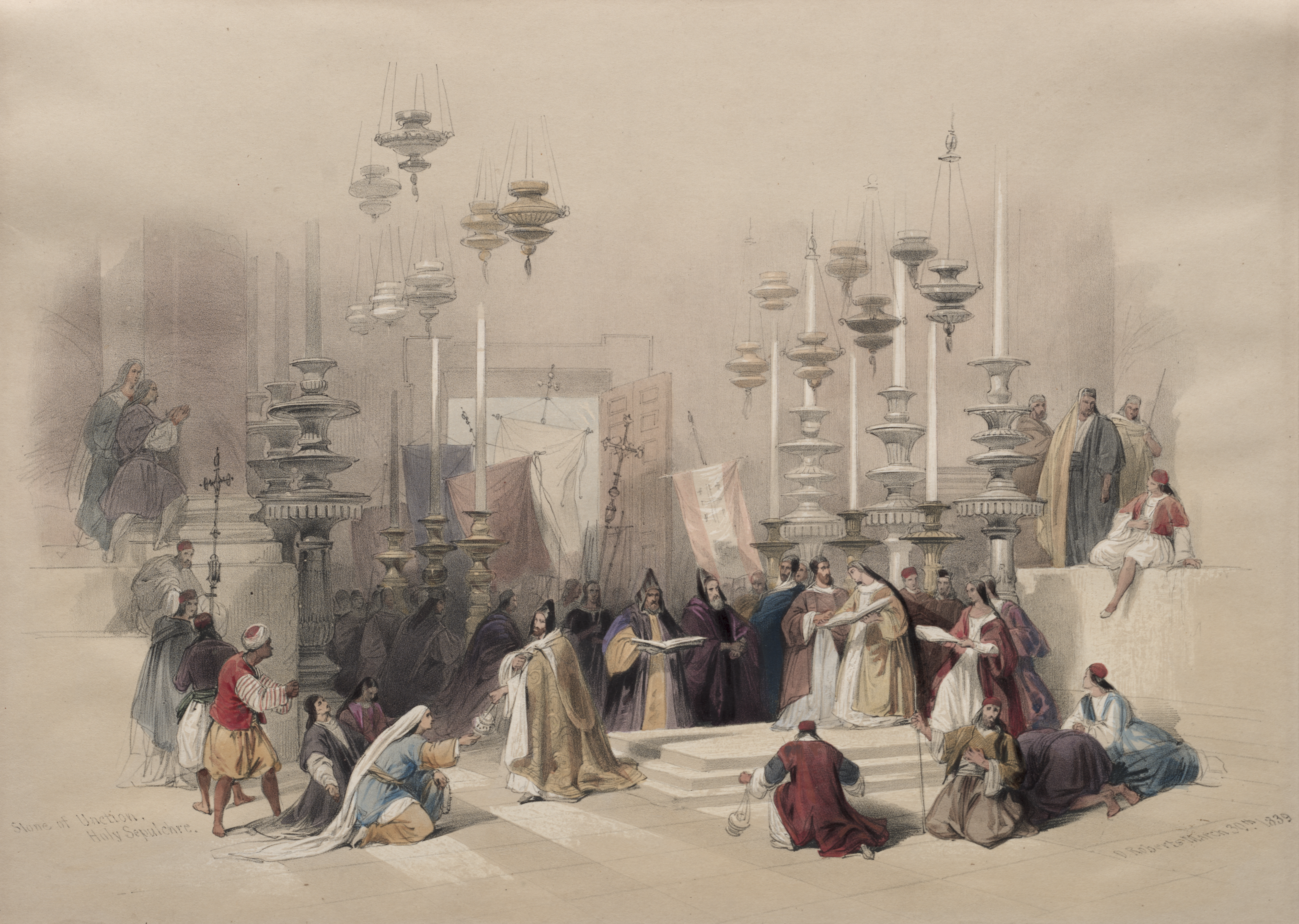
19. حجر Unction
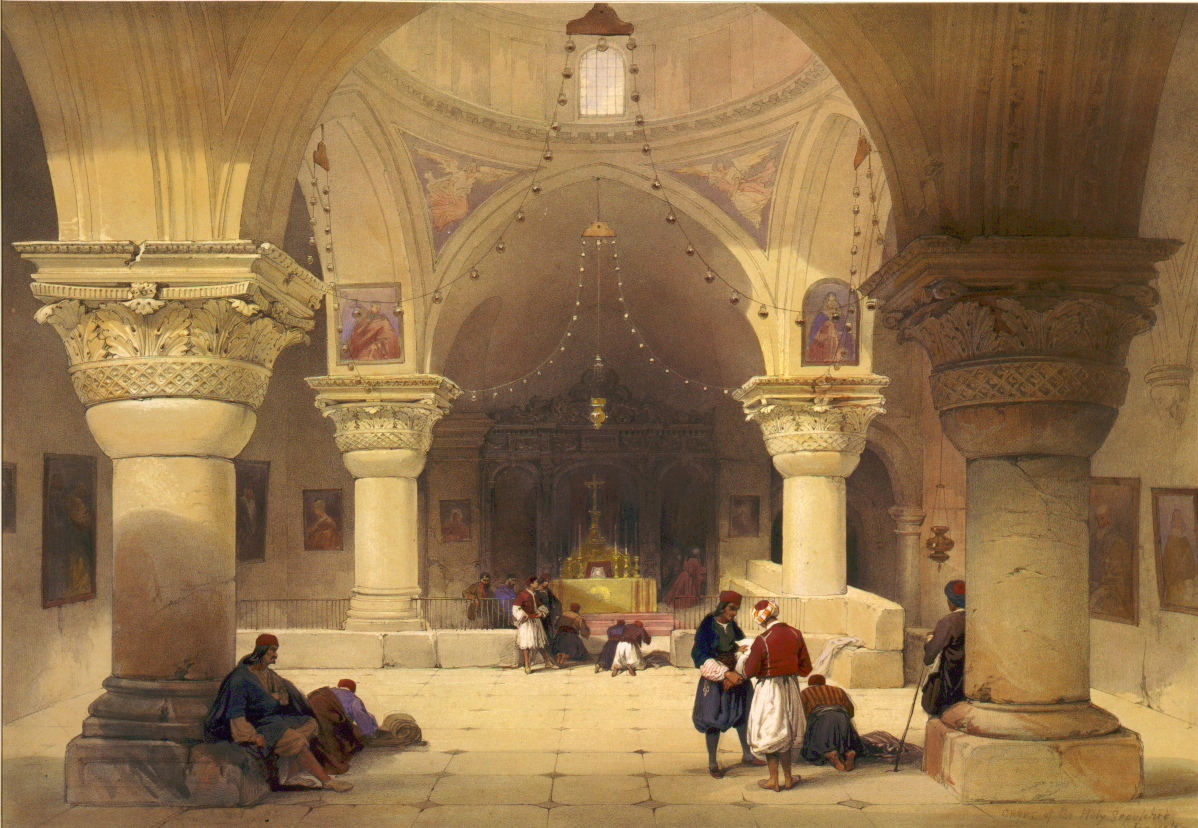
20. مصلى القديسة هيلانة
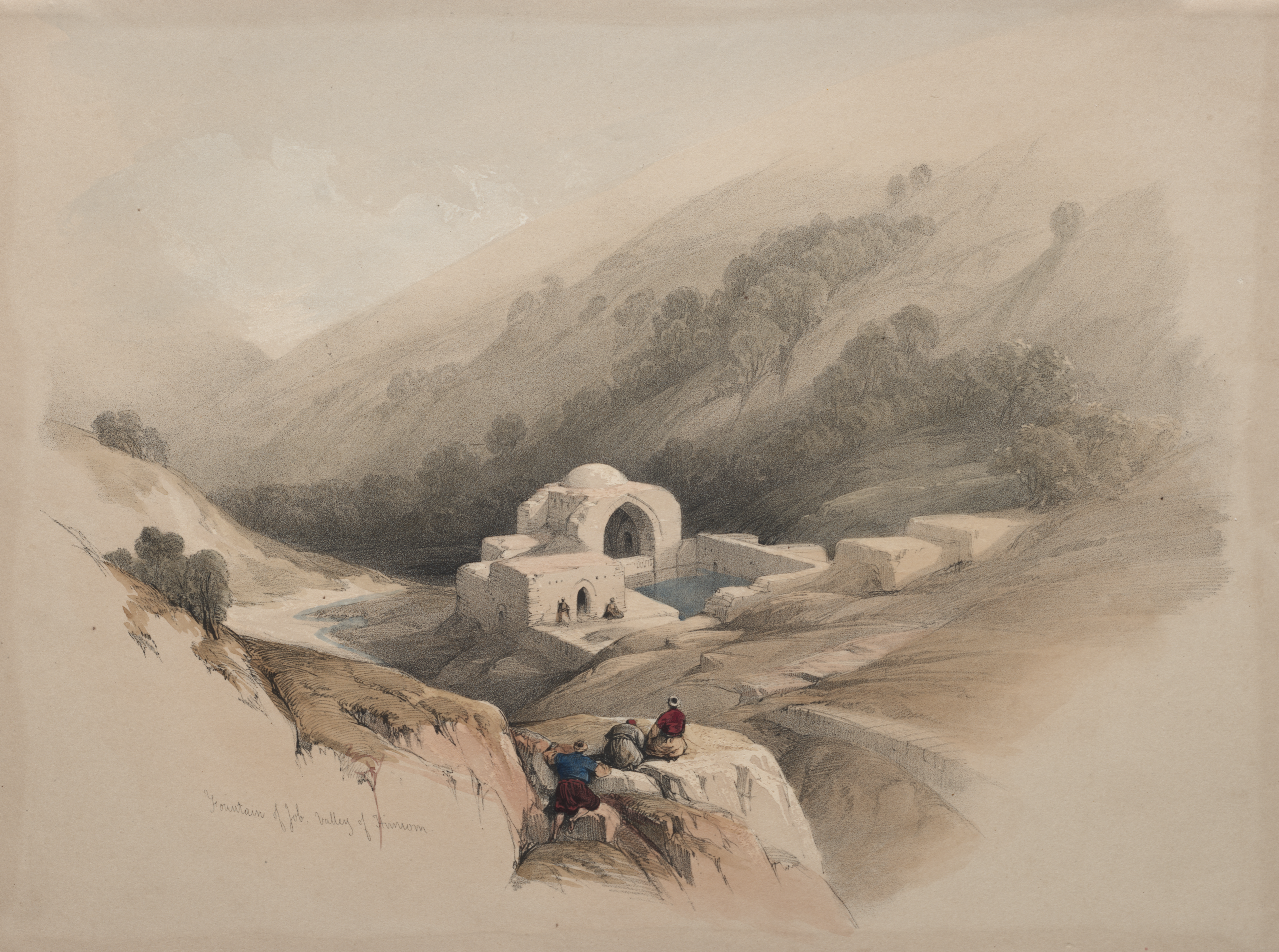
21. ينبوع الشغل  [لغات أخرى]‏
22. القدس من الشمال.
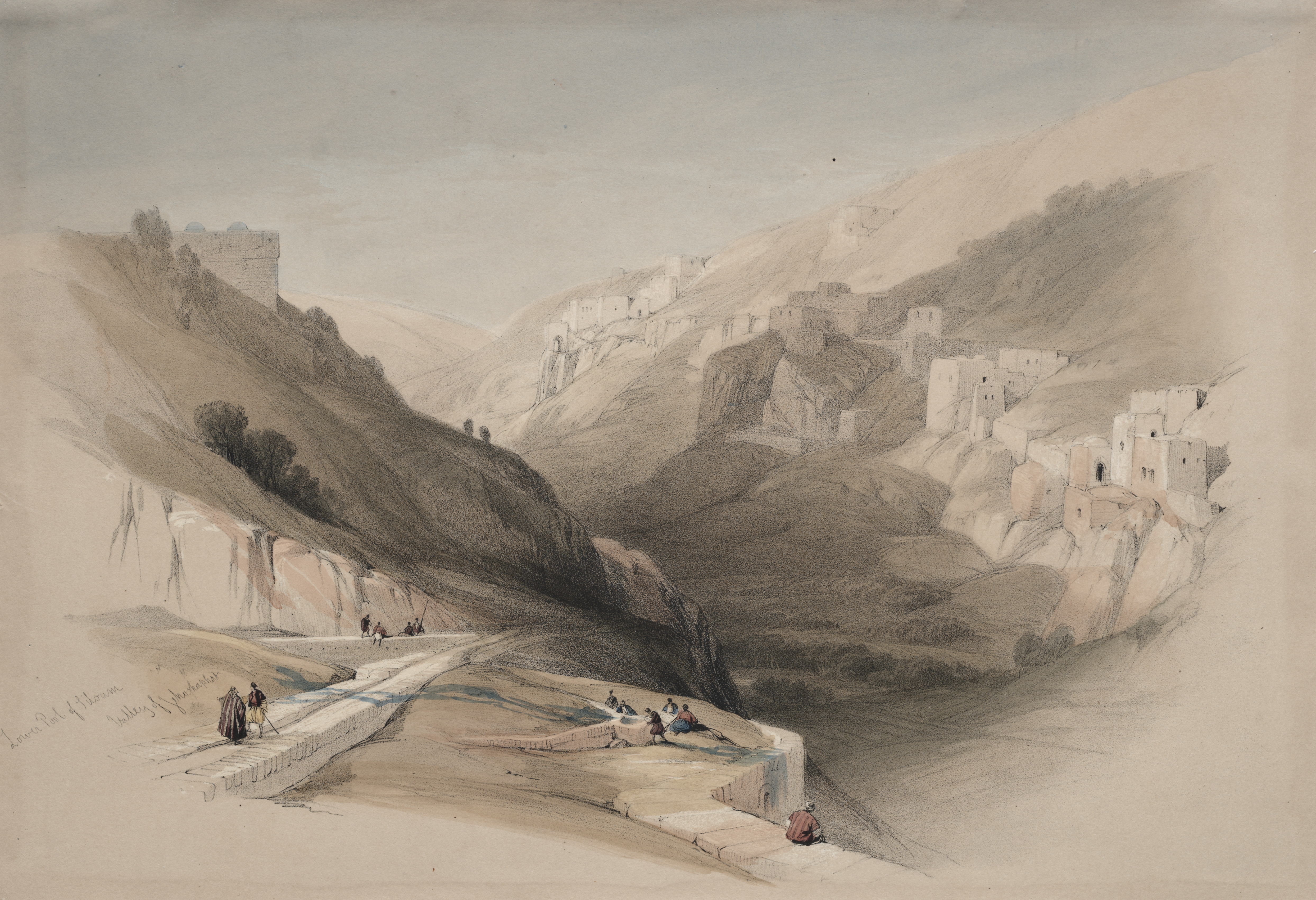
23. المجمع السفلي لسلوام
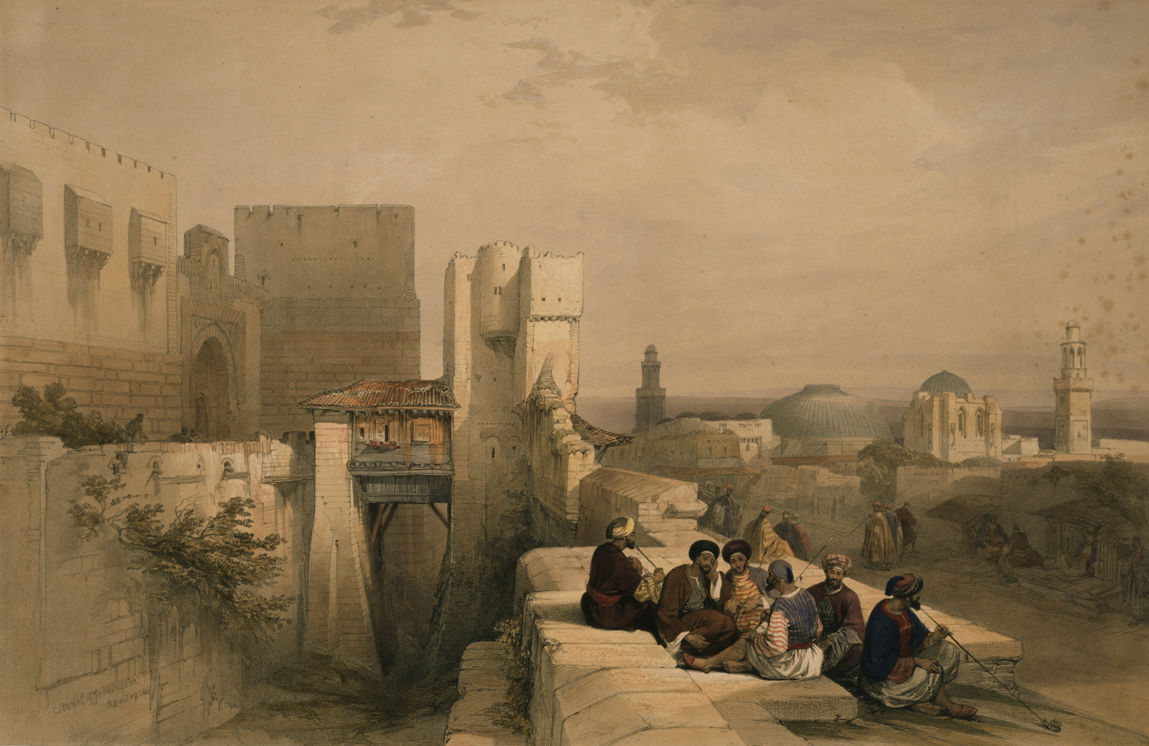
24. مدخل قلعة القدس.
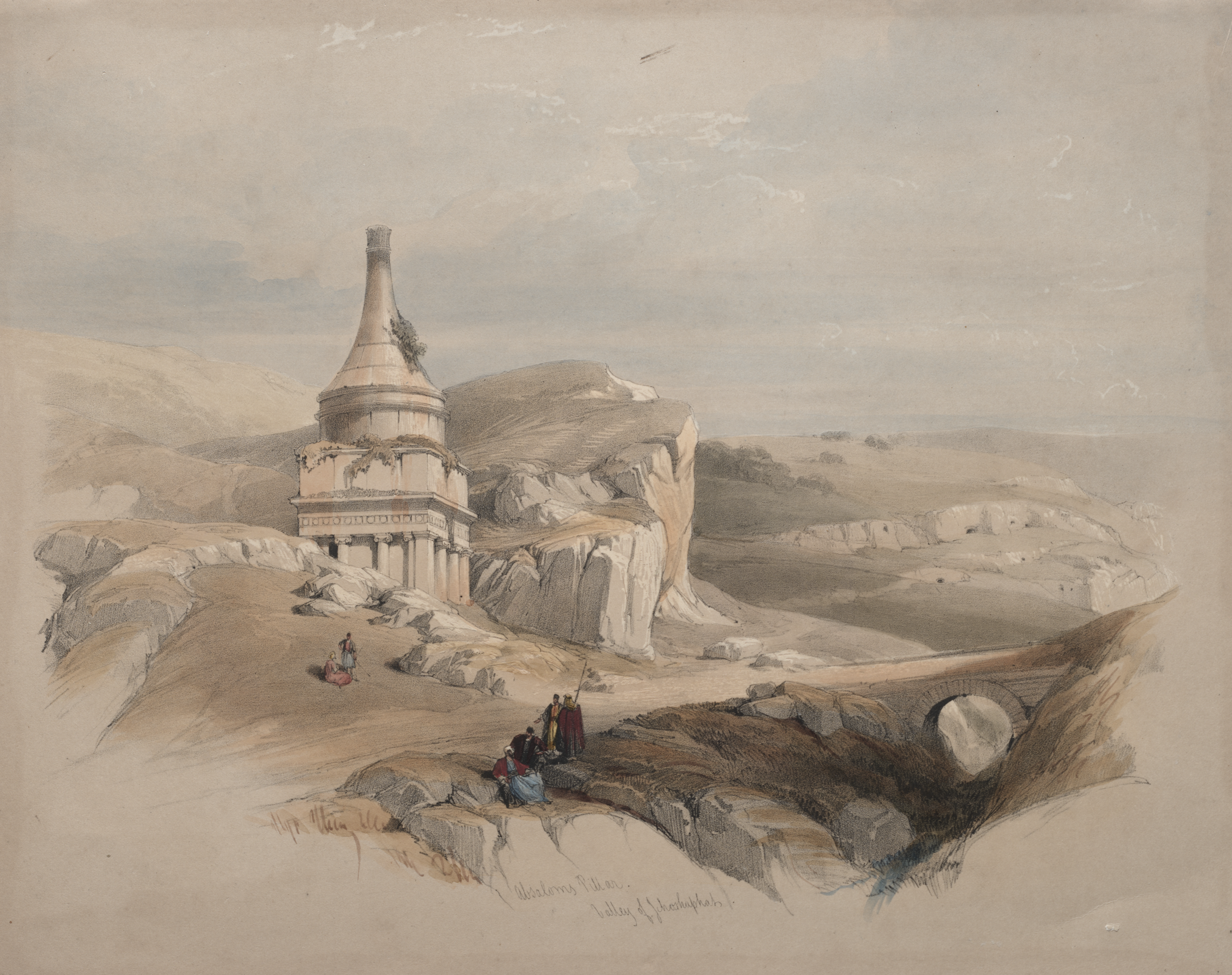
25. عمود أبشالوم  [لغات أخرى]‏
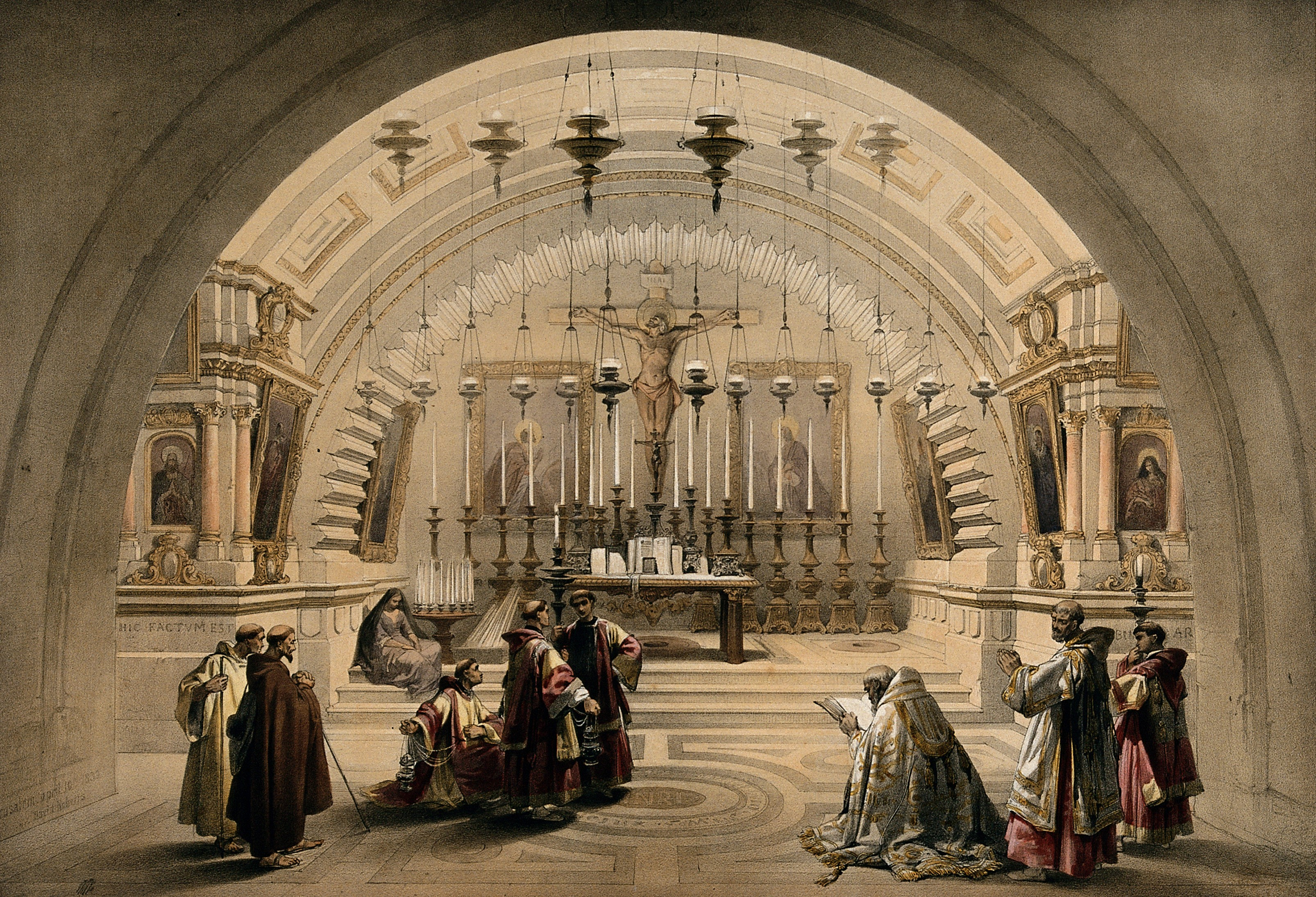
26 - الجلجلة
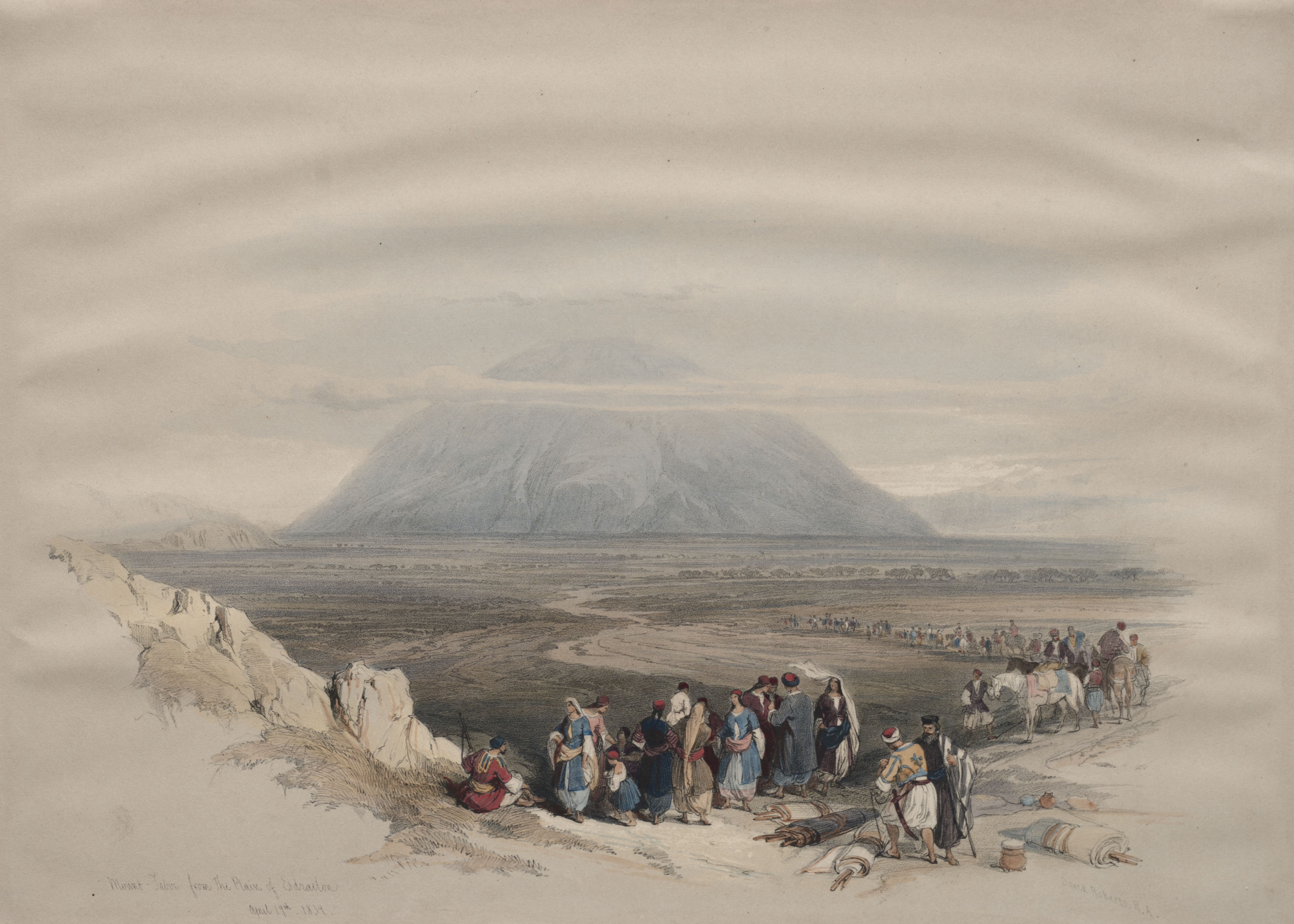
27- جبل طابور
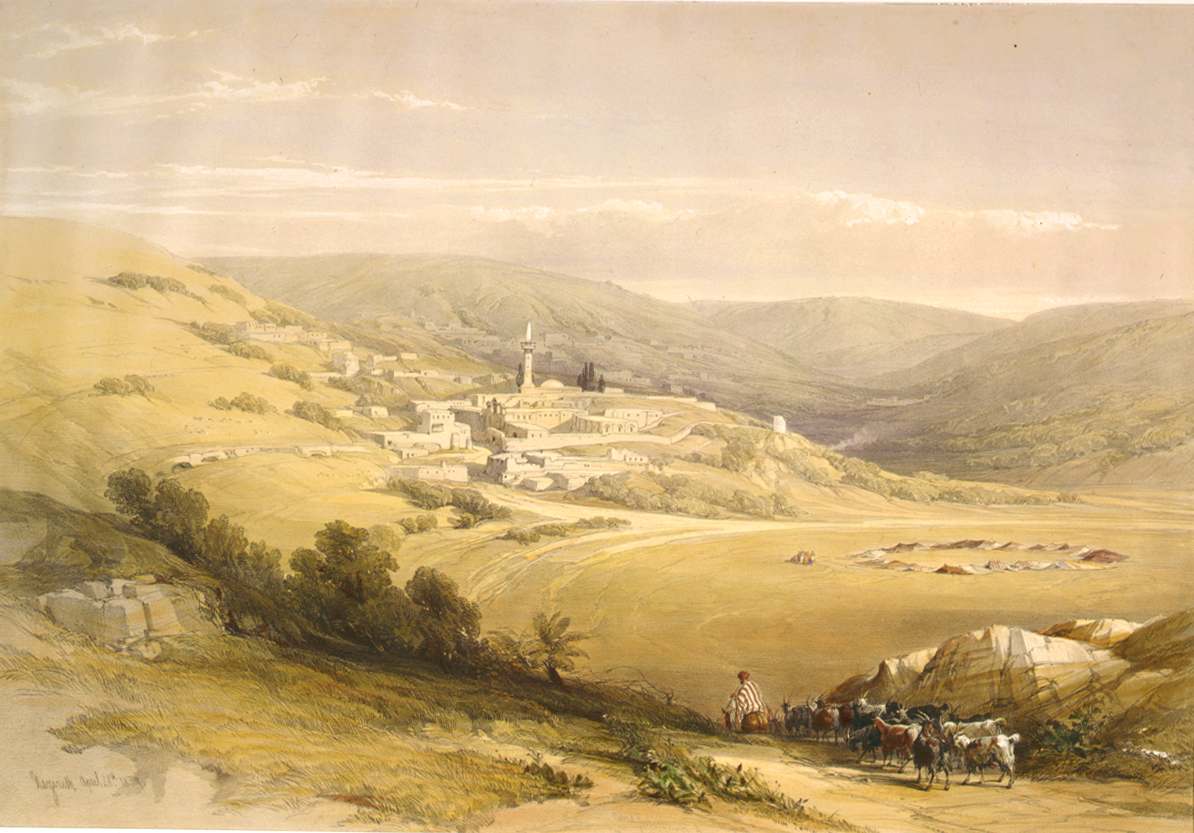
28. منظر عام للناصرة
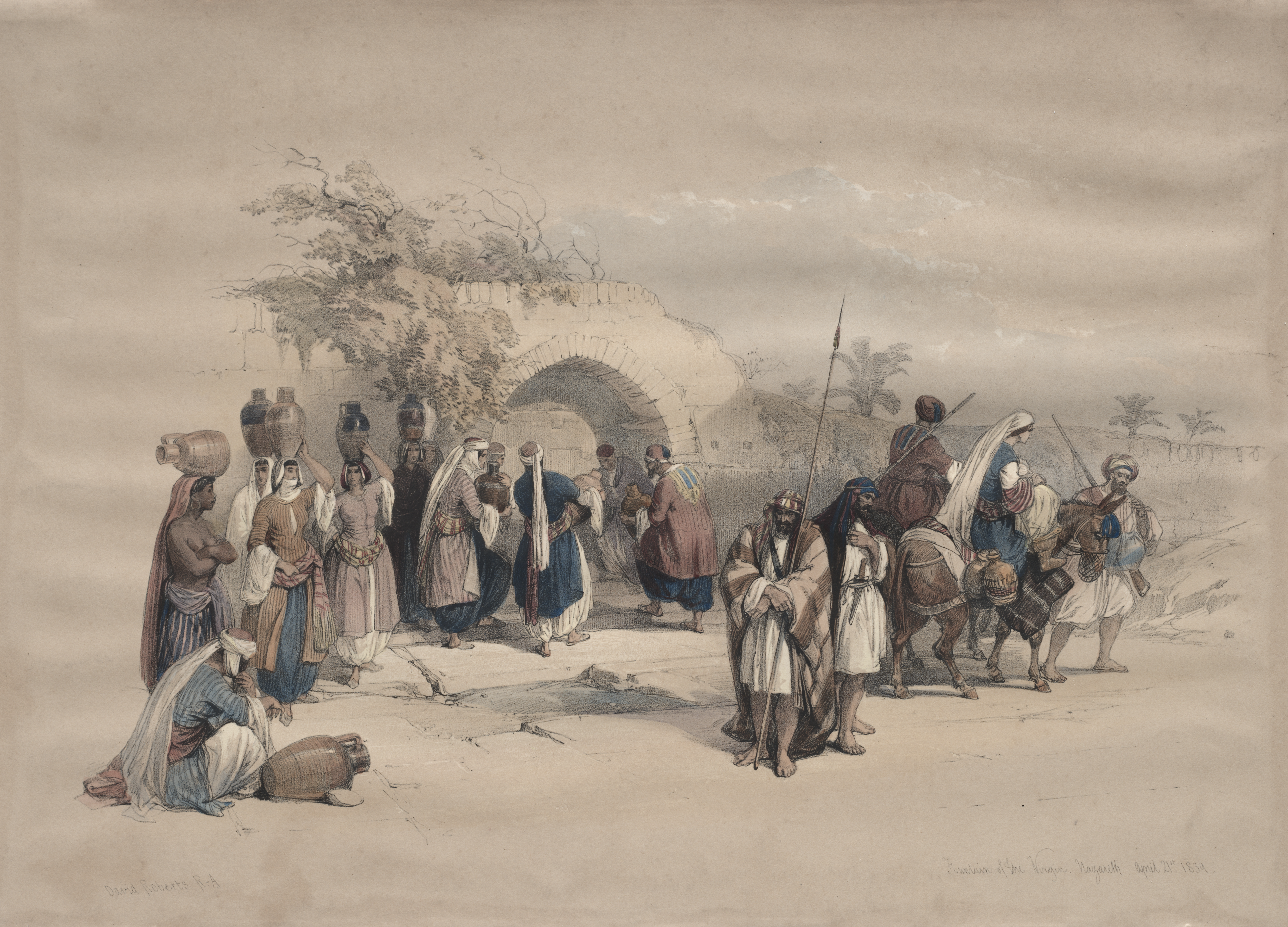
29. ينبوع العذراء، الناصرة.
30. دير تيرا سانتا، الناصرة.
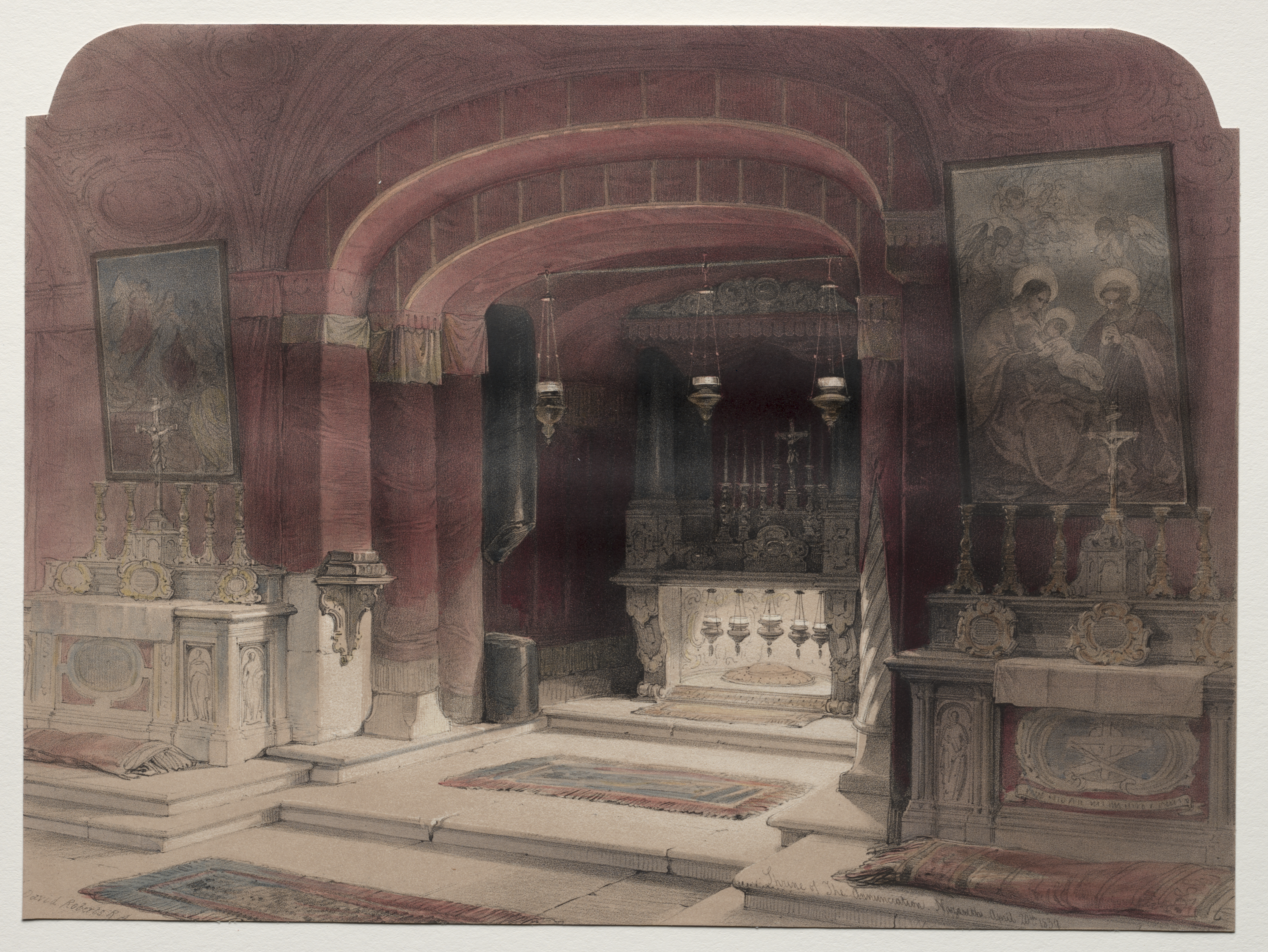
31. مزار البشارة، الناصرة.
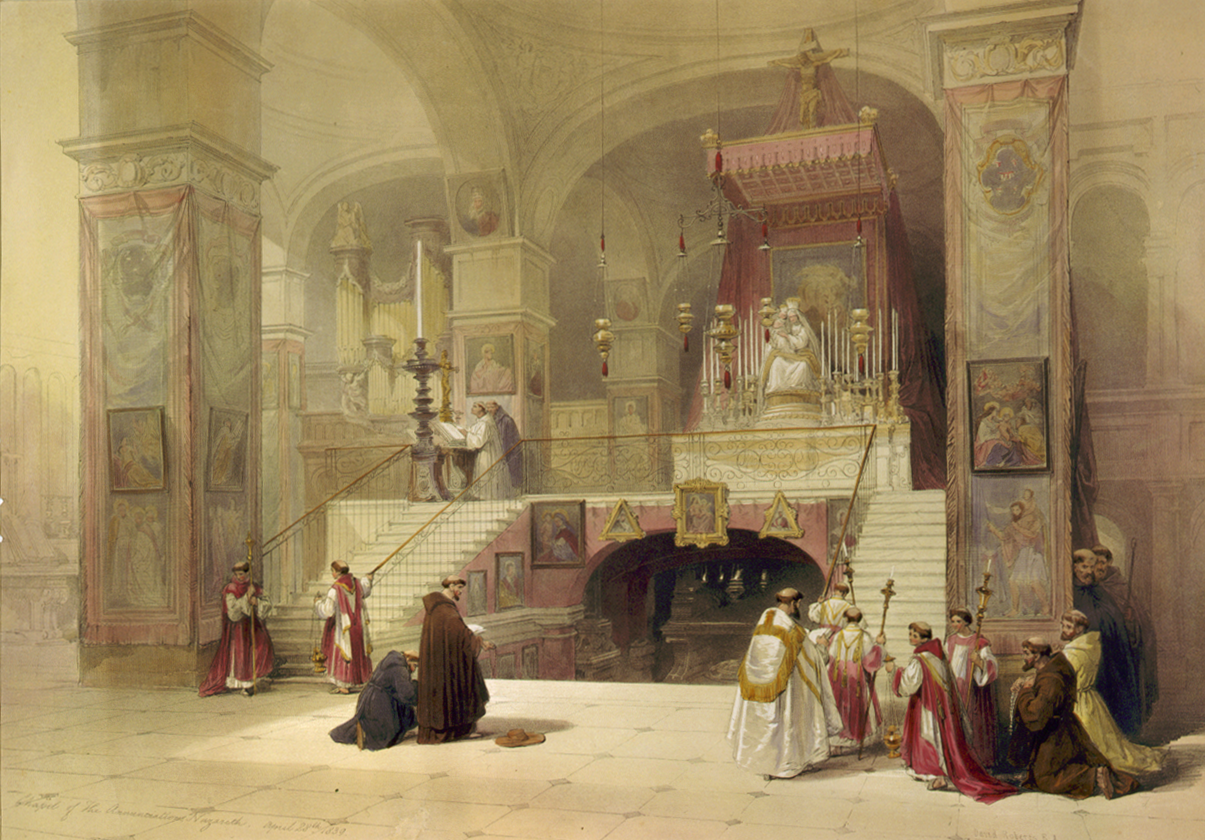
32. كنيسة البشارة، الناصرة.
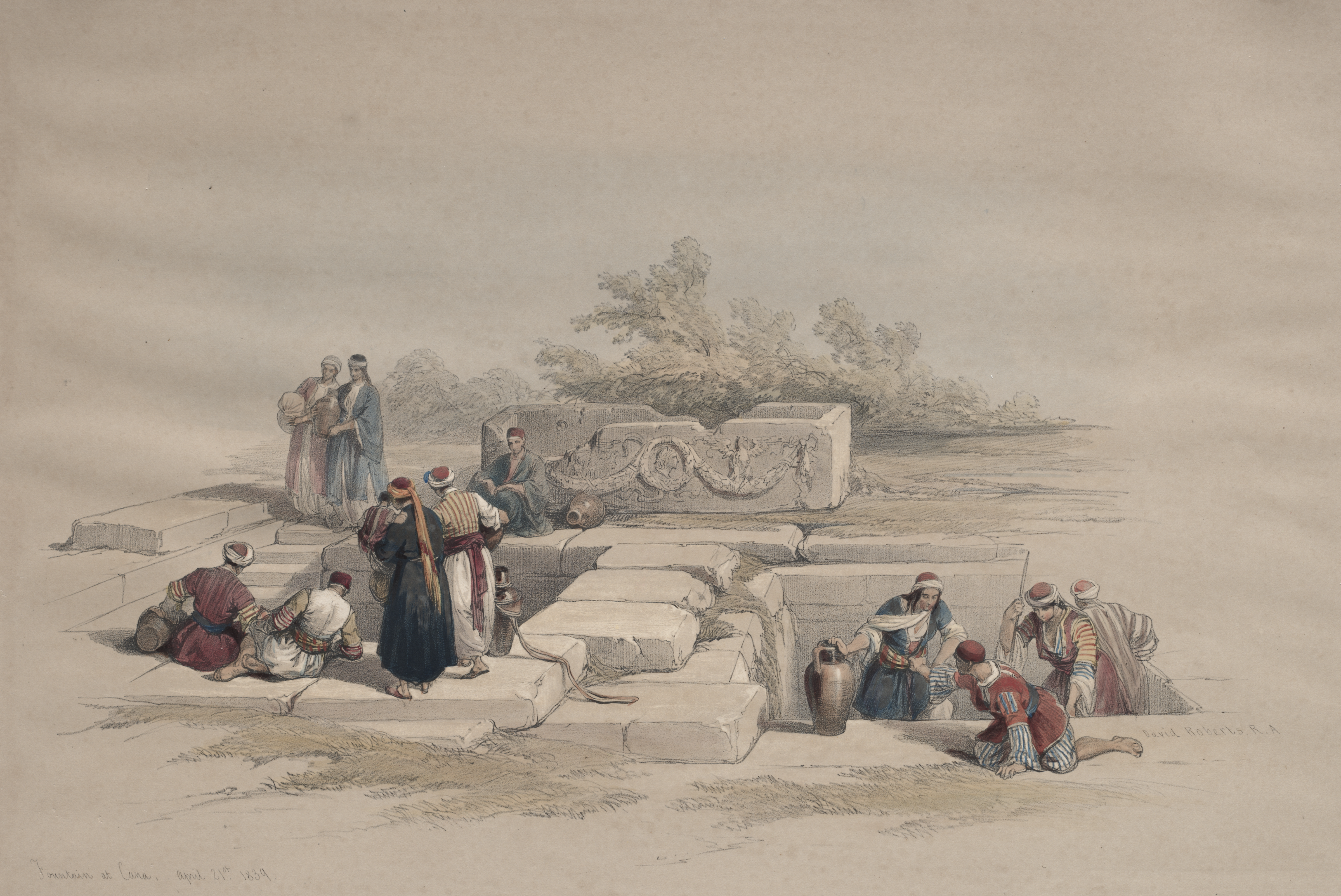
33. ينبوع قانا.
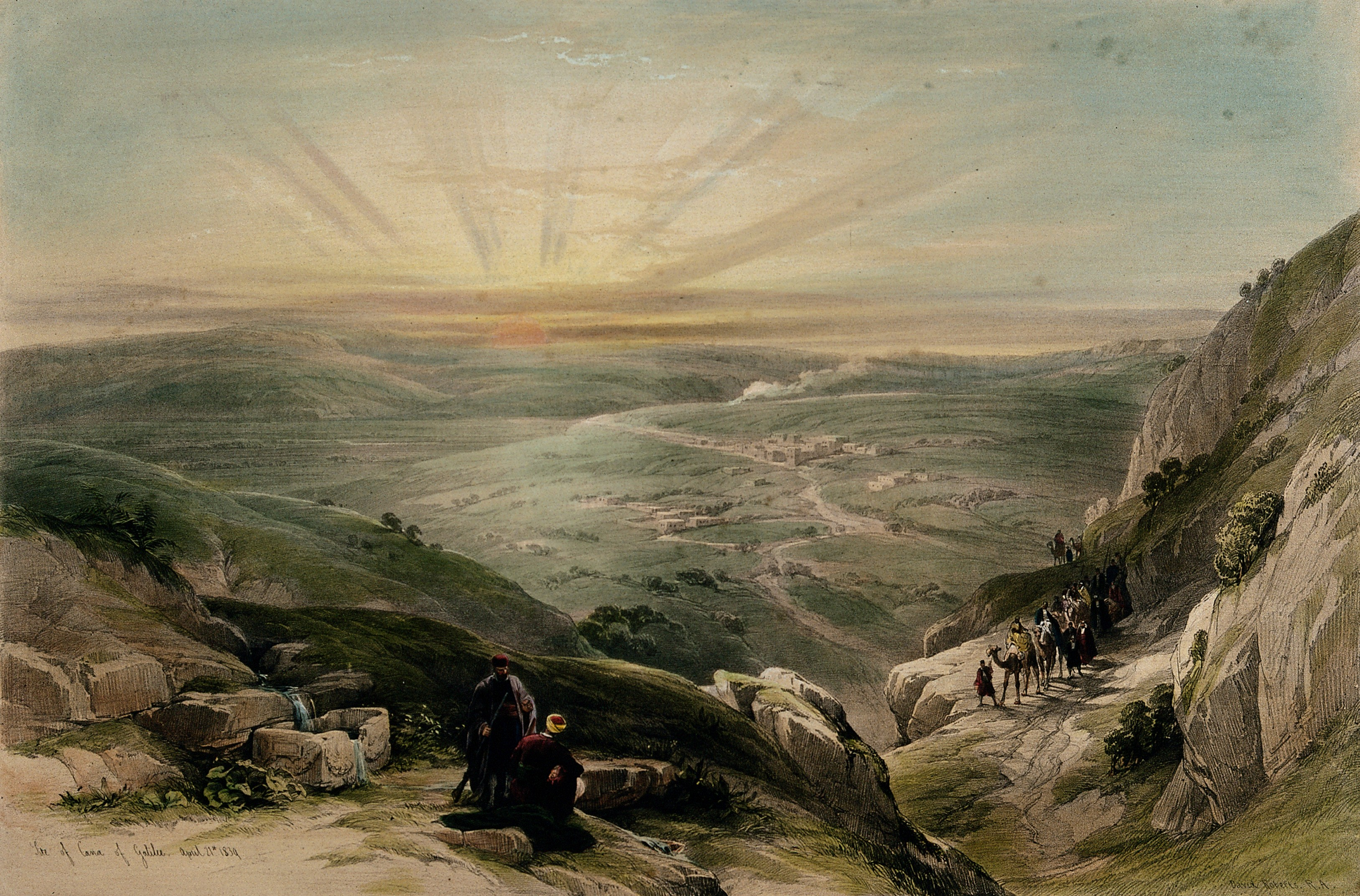
34. قانا. منظر عام.
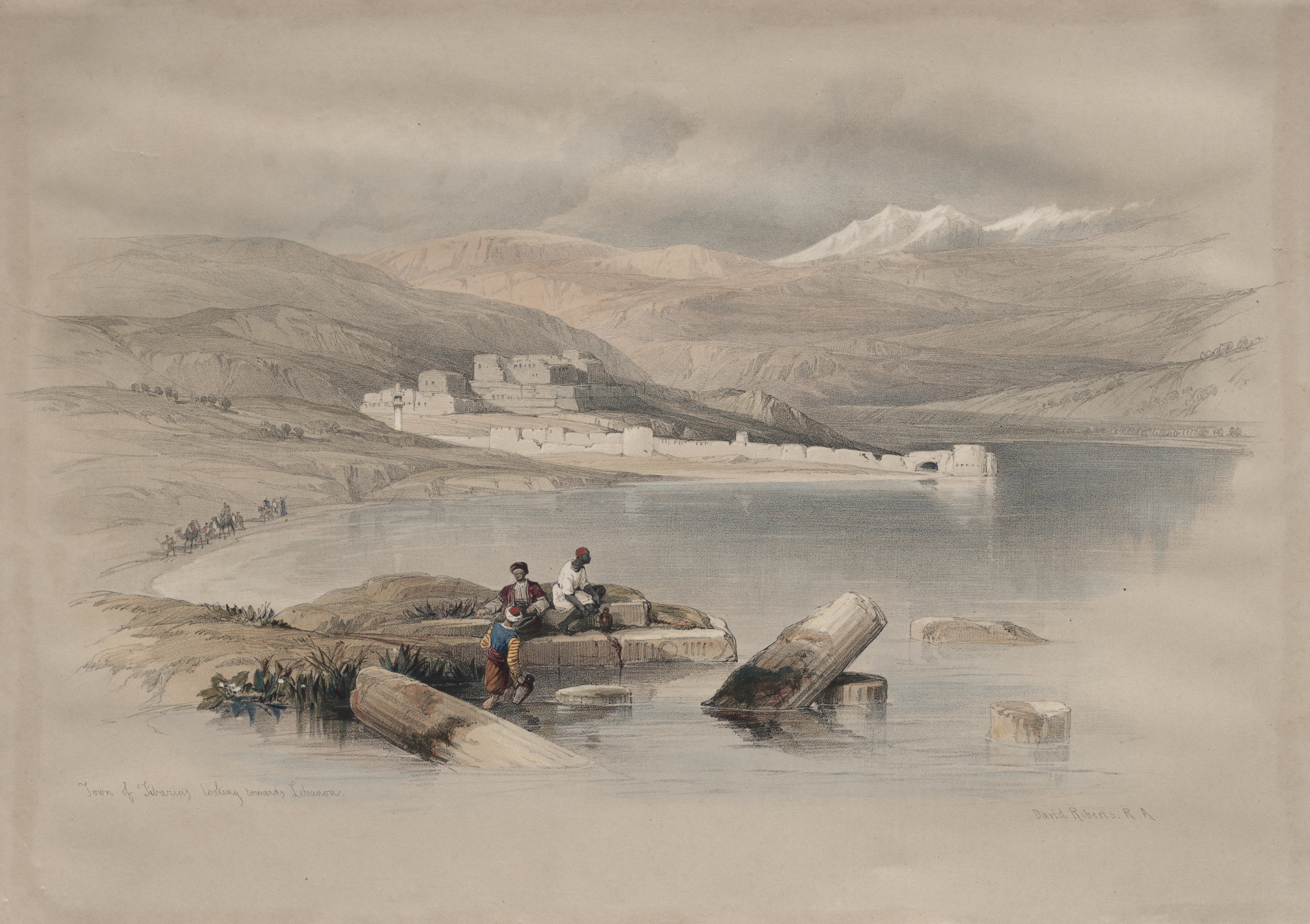
35. بلدة طبريا، نحو لبنان.
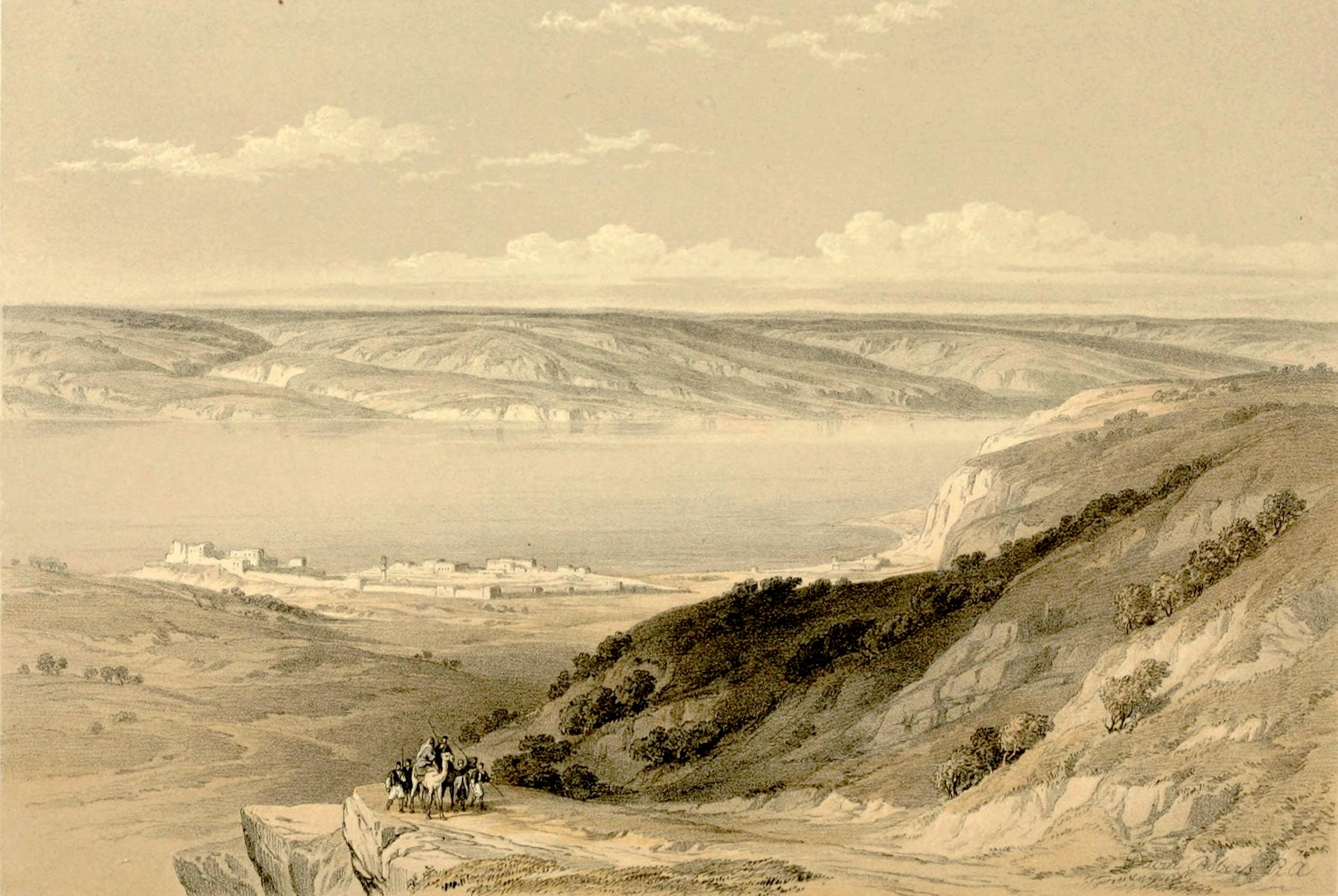
36. بحر طبريا، نحو باشان.
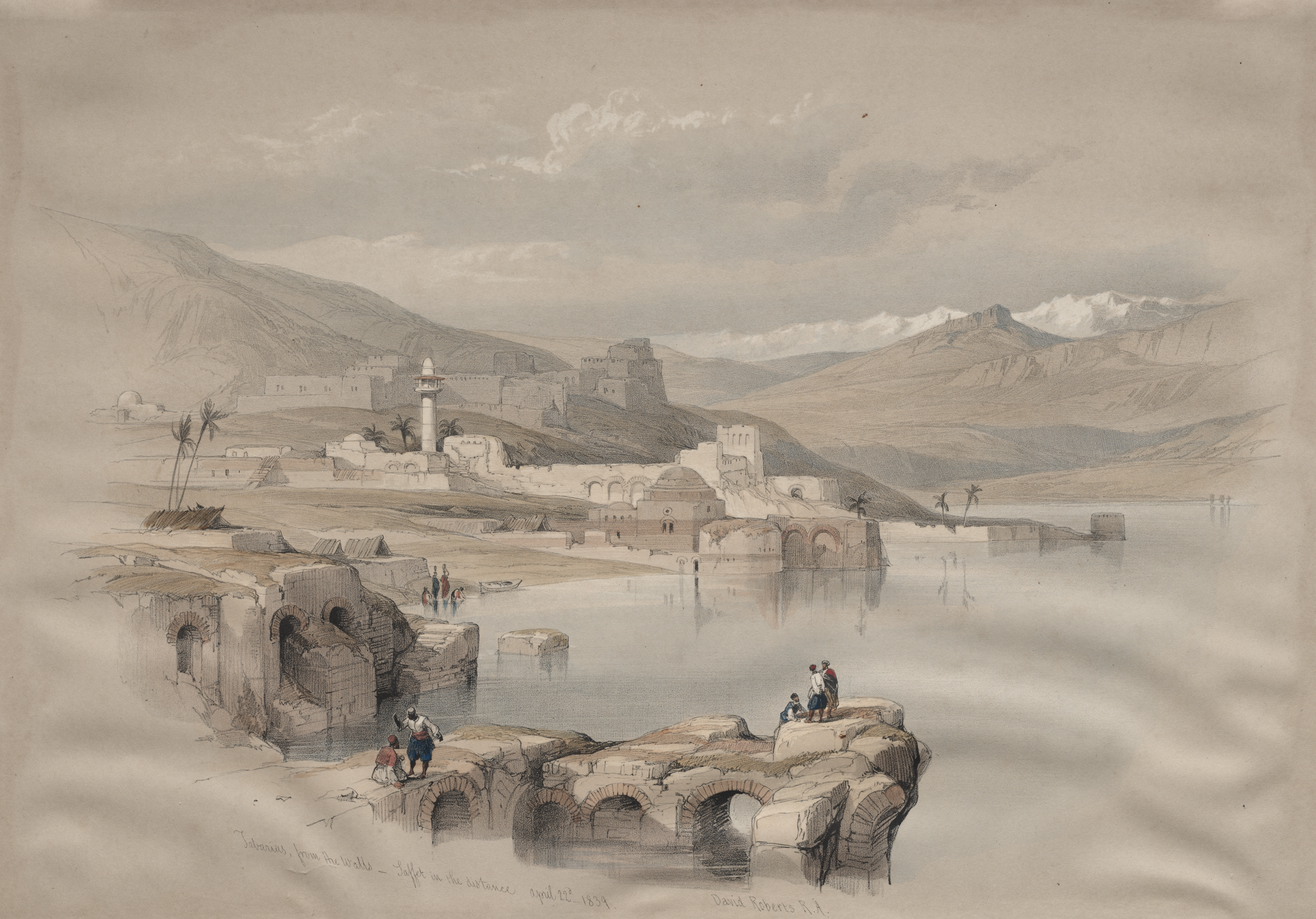
37. طبريا من الأسوار. صفد في المسافة.
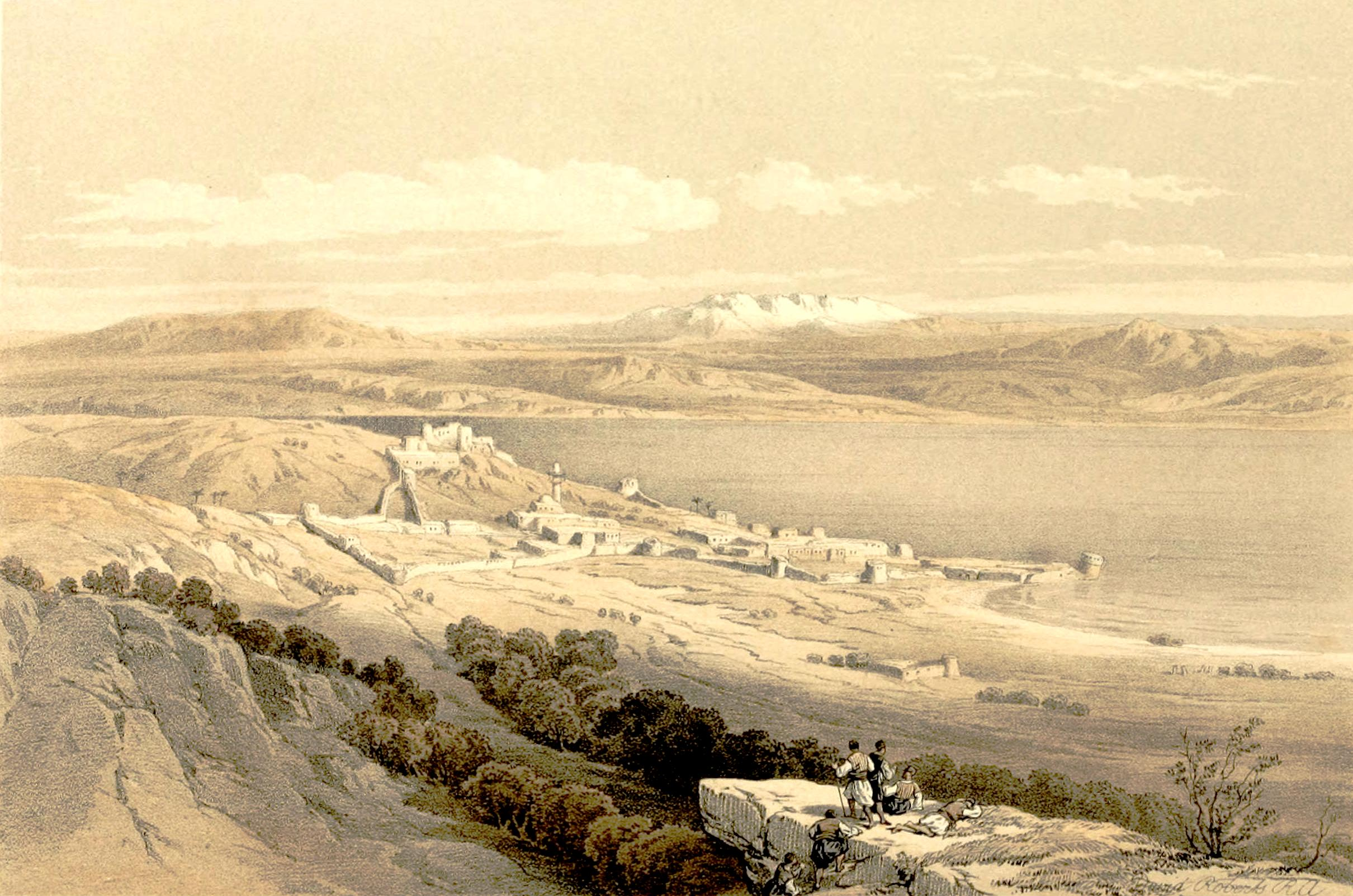
38. طبريا، نحو الشيخ.
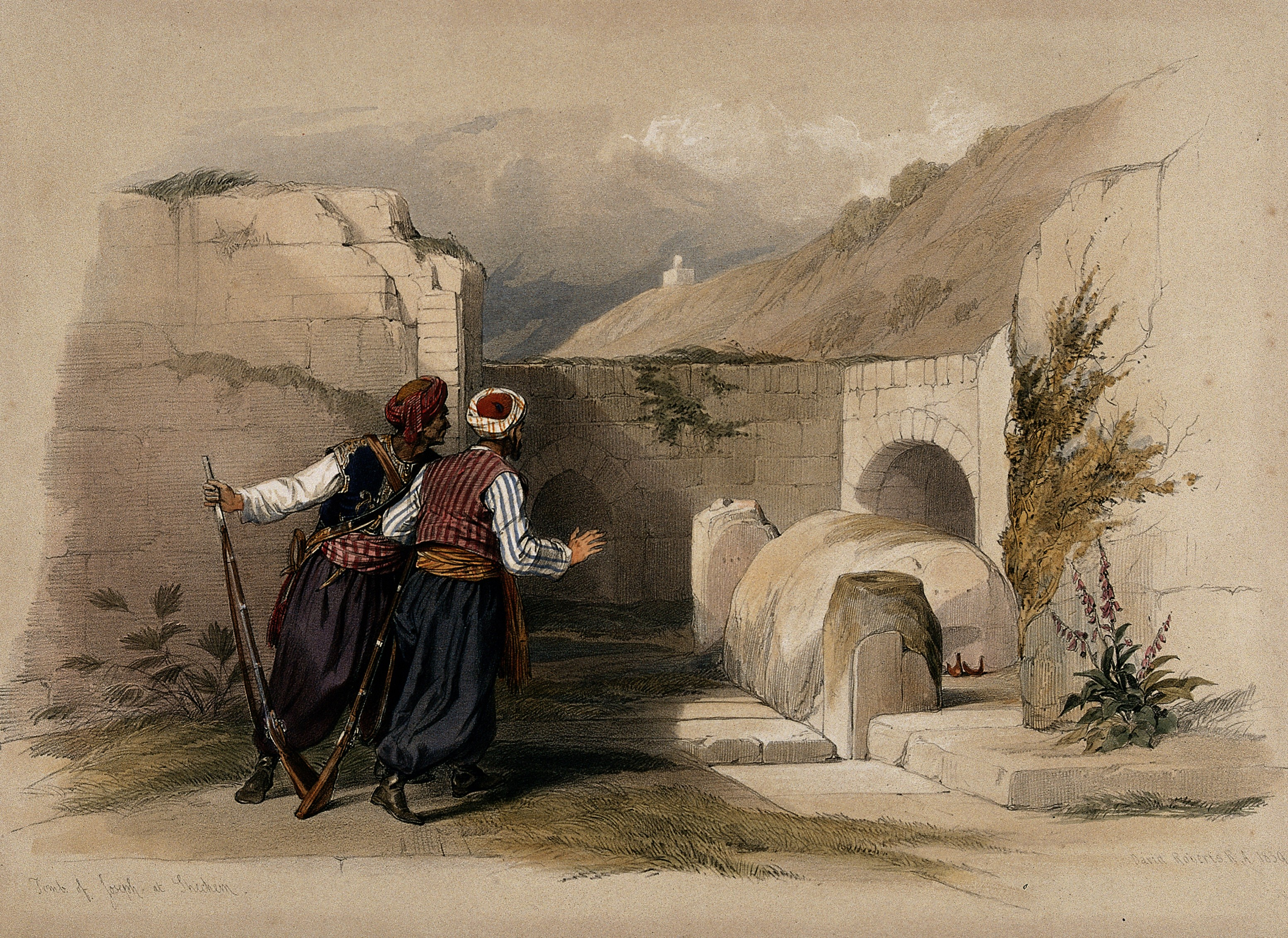
39. قبر يوسف في شكيم.
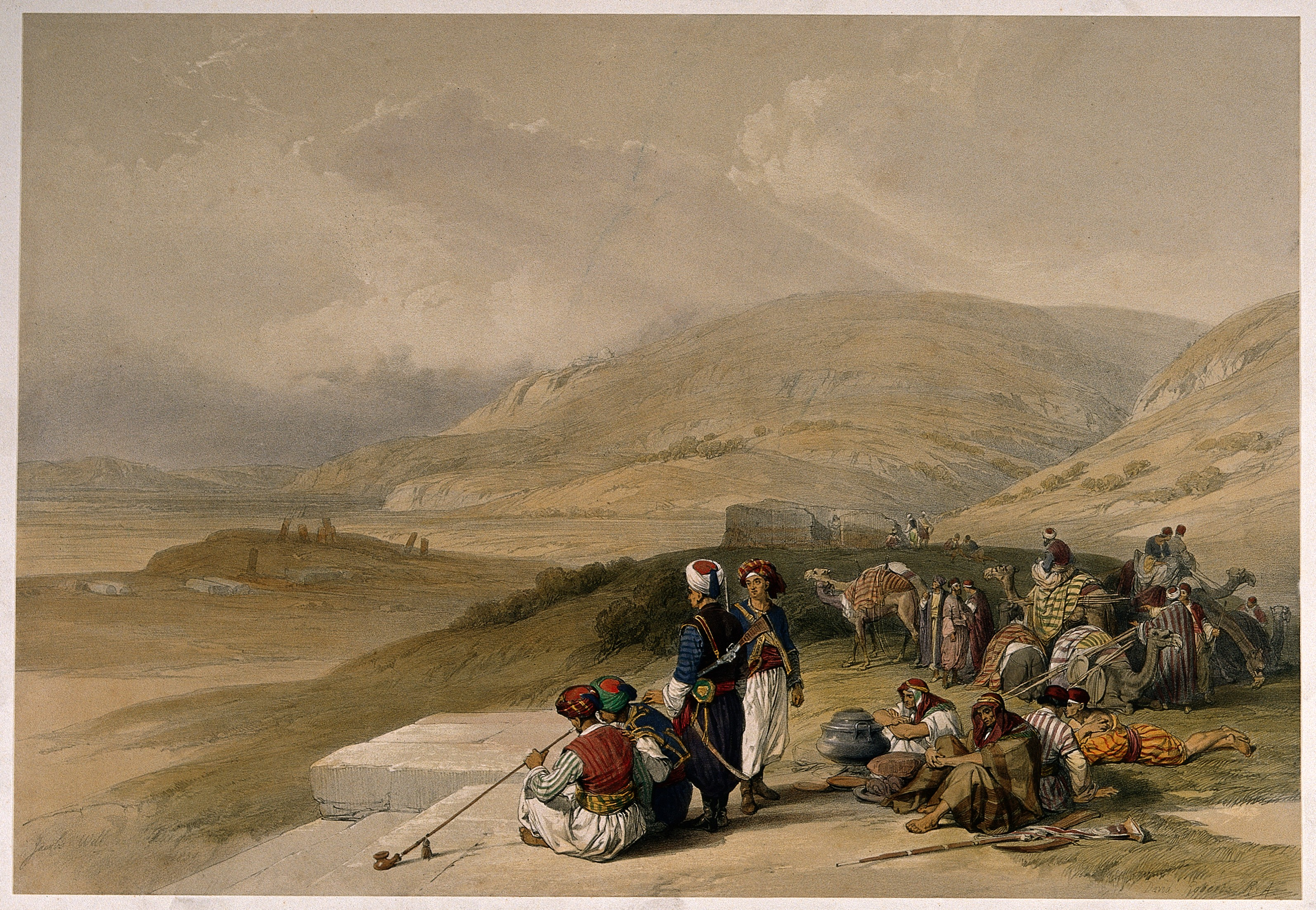
40. بئر يعقوب في شكيم.
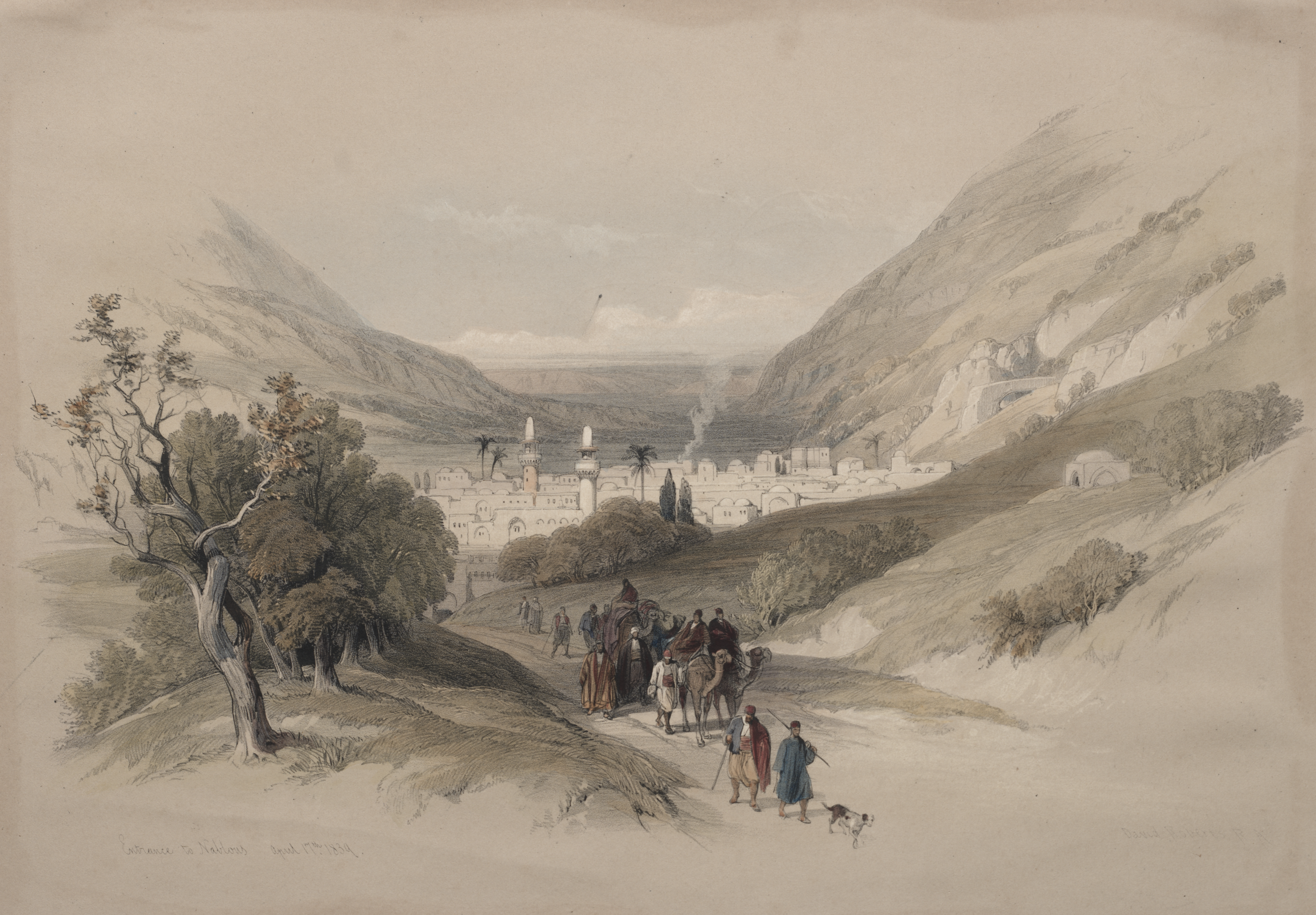
41. مدخل نابلس.
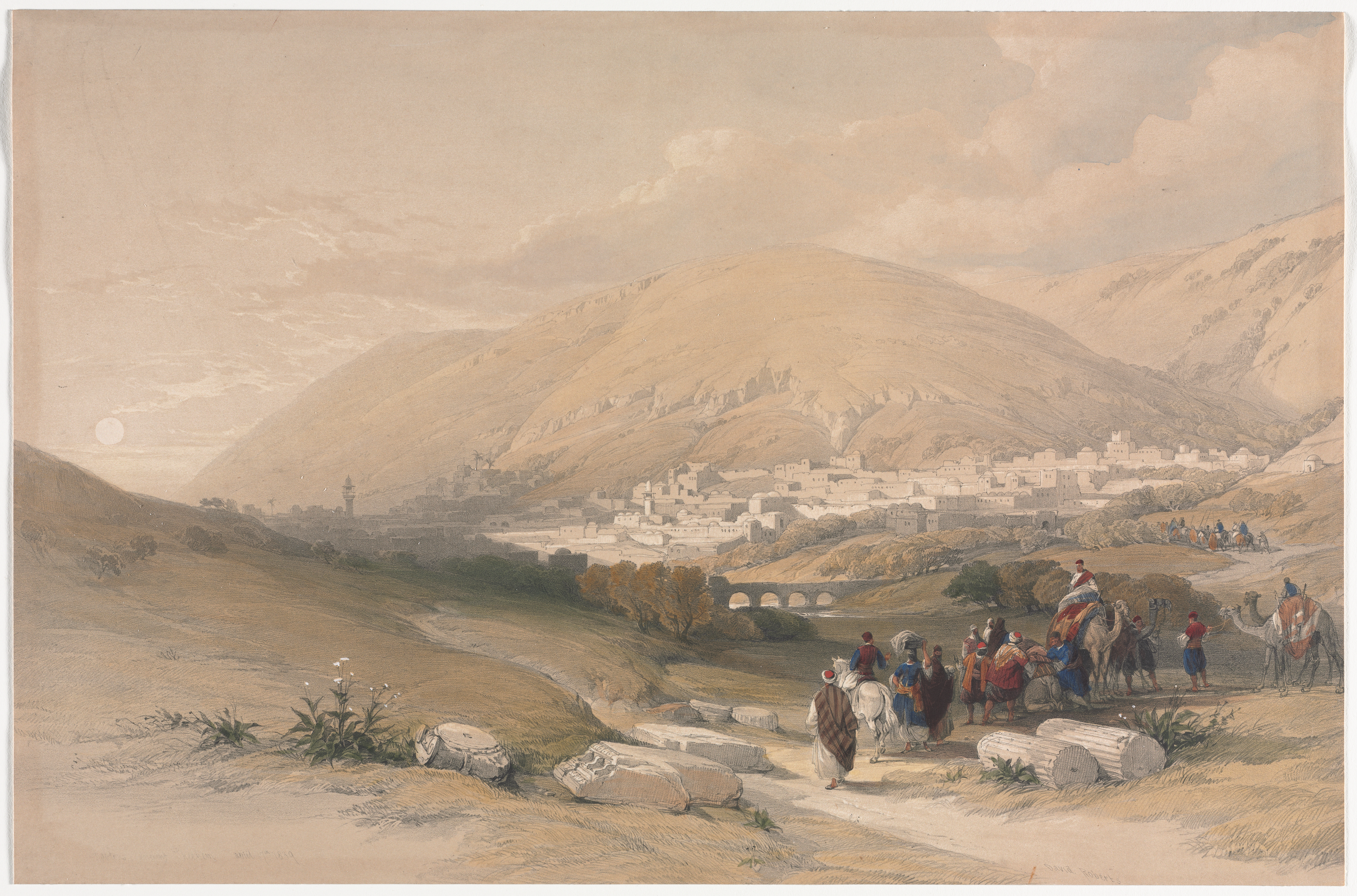
42. نابلوس، شكيم القديم.
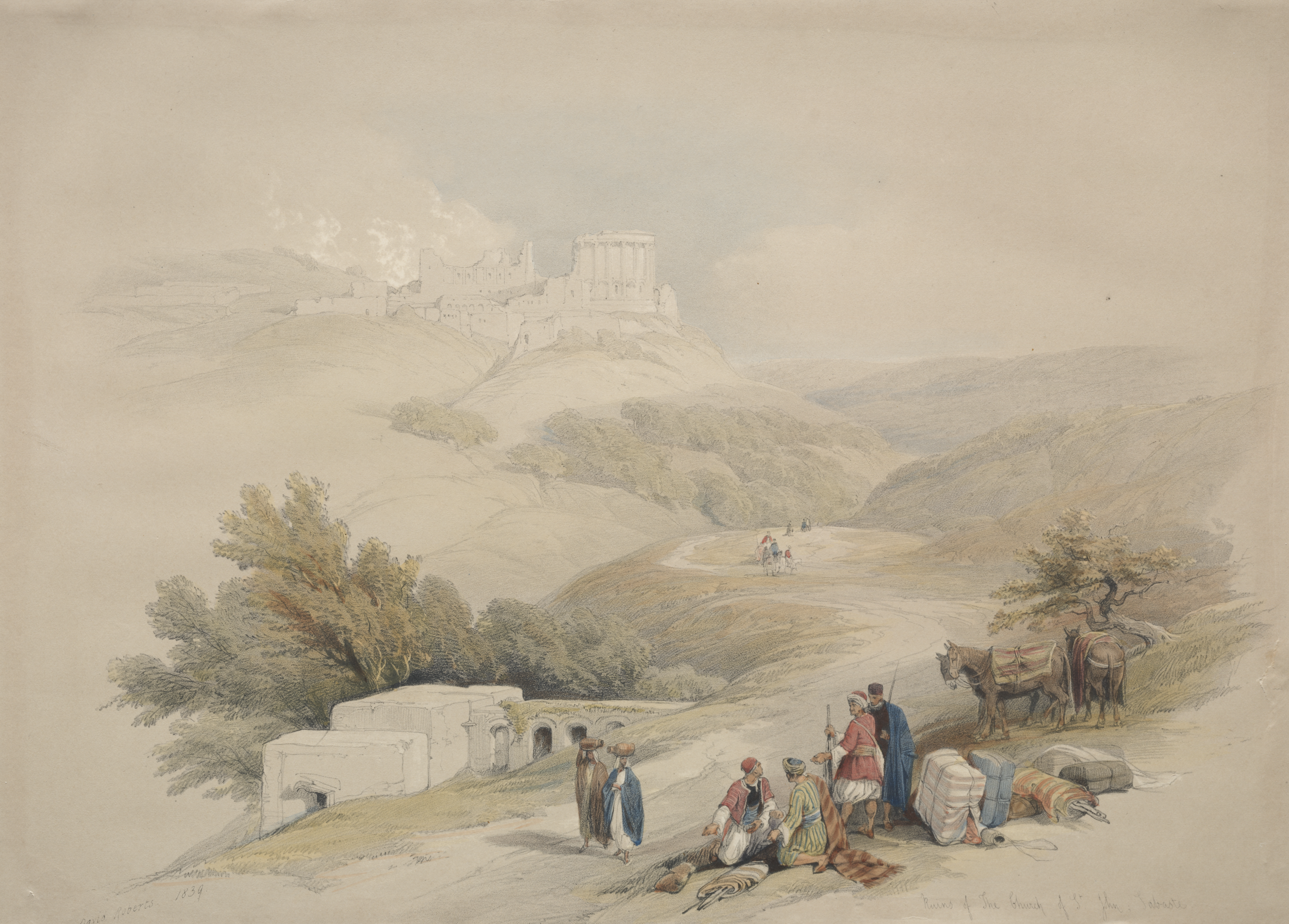
43. أنقاض كنيسة القديس يوحنا سبسطية.
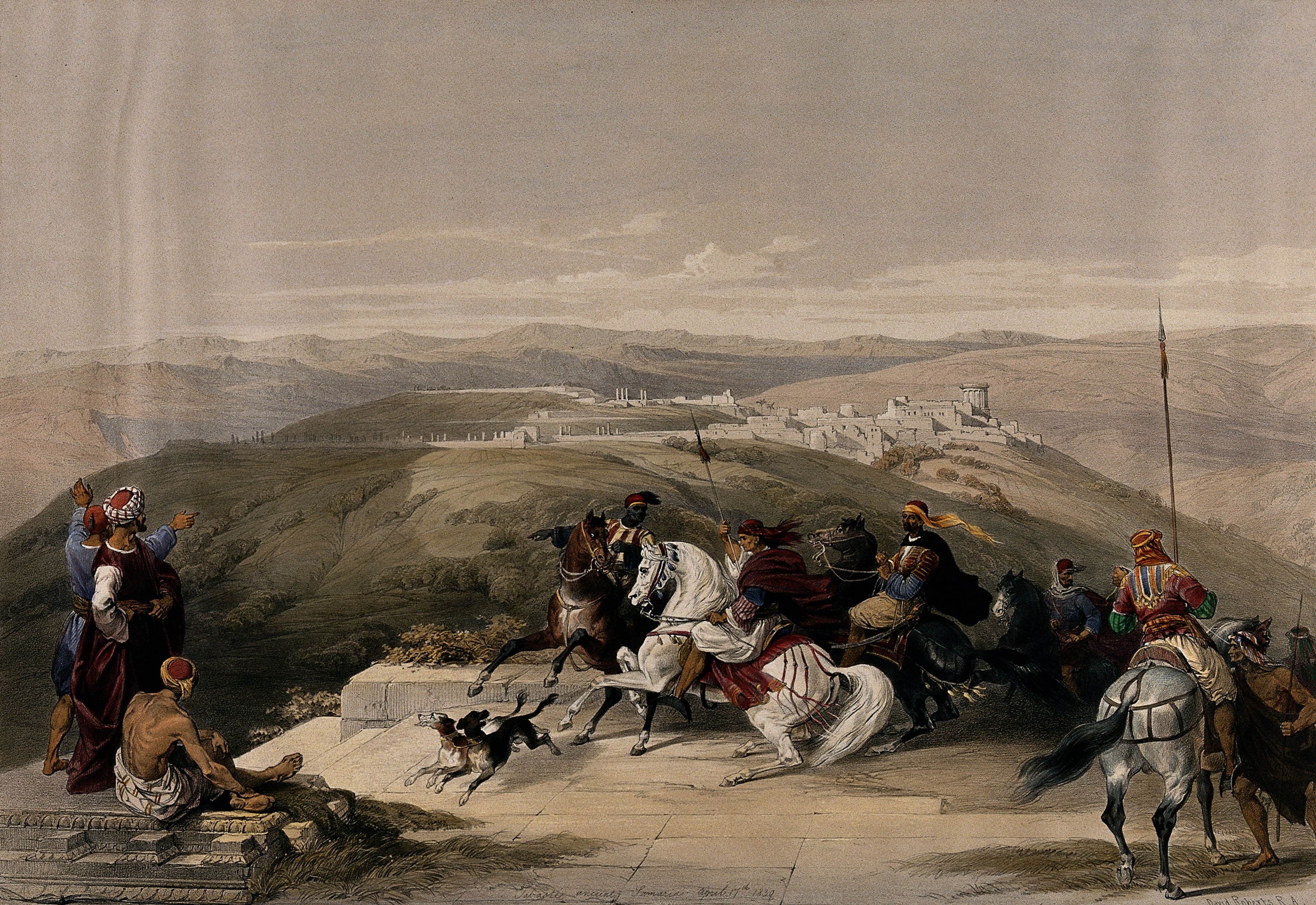
44. سبسطية السامرة القديمة.

### حجم 2

45. صفحة العنوان. بعلبك من النافورة.
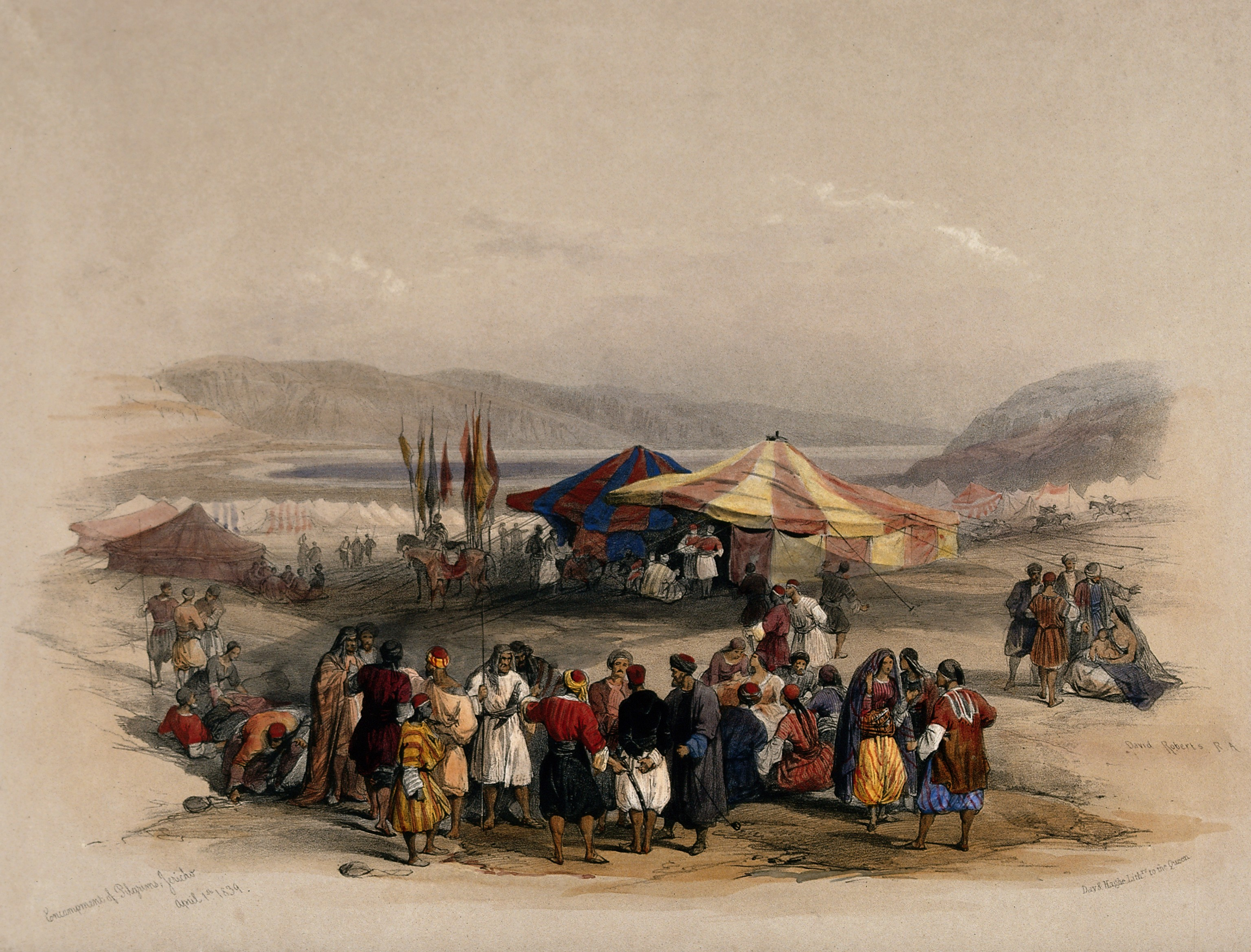
46. سكن الحجاج في أريحا.
47. النزول إلى وادي الأردن.
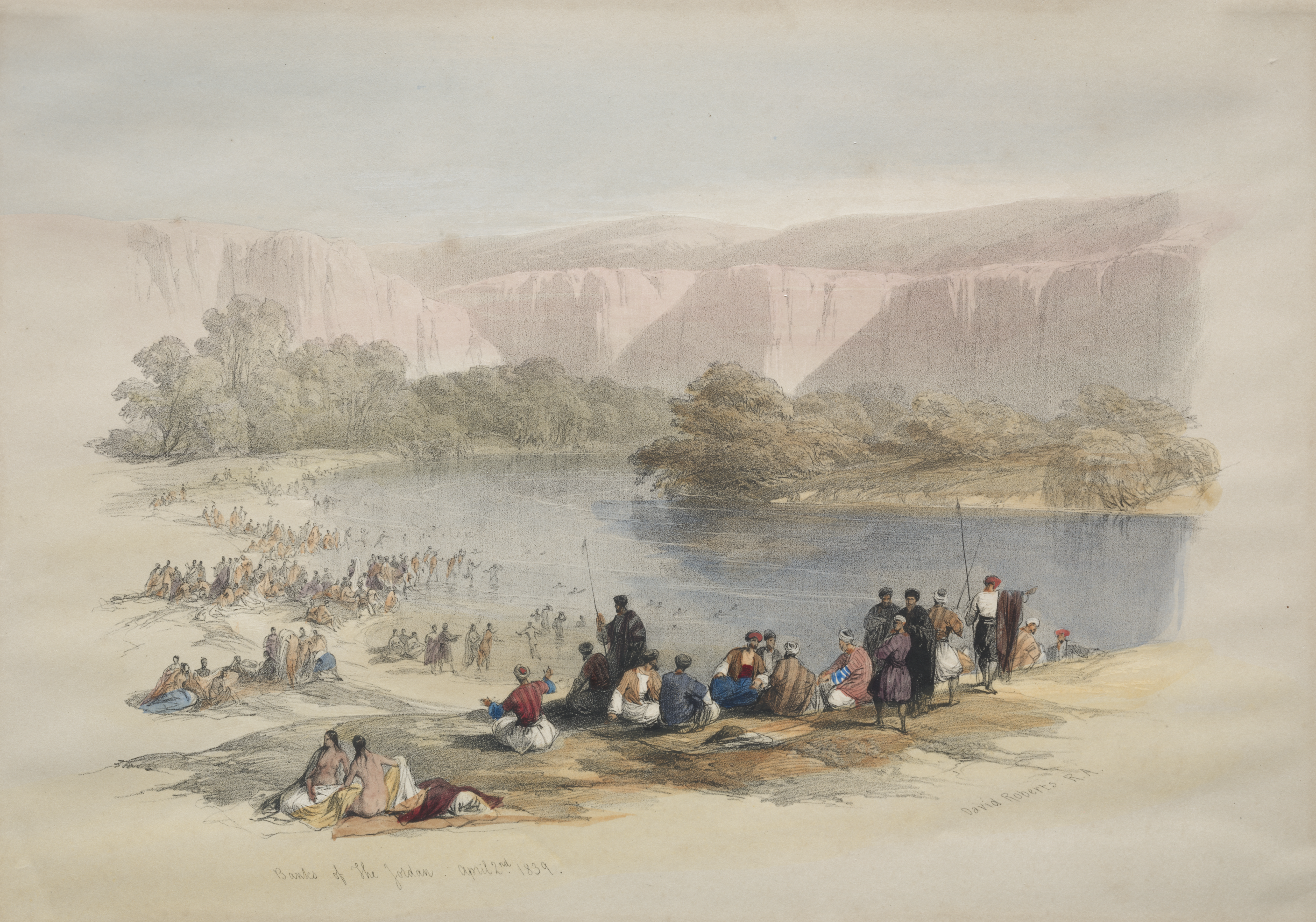
48. غمر الحجاج.
49- أريحا
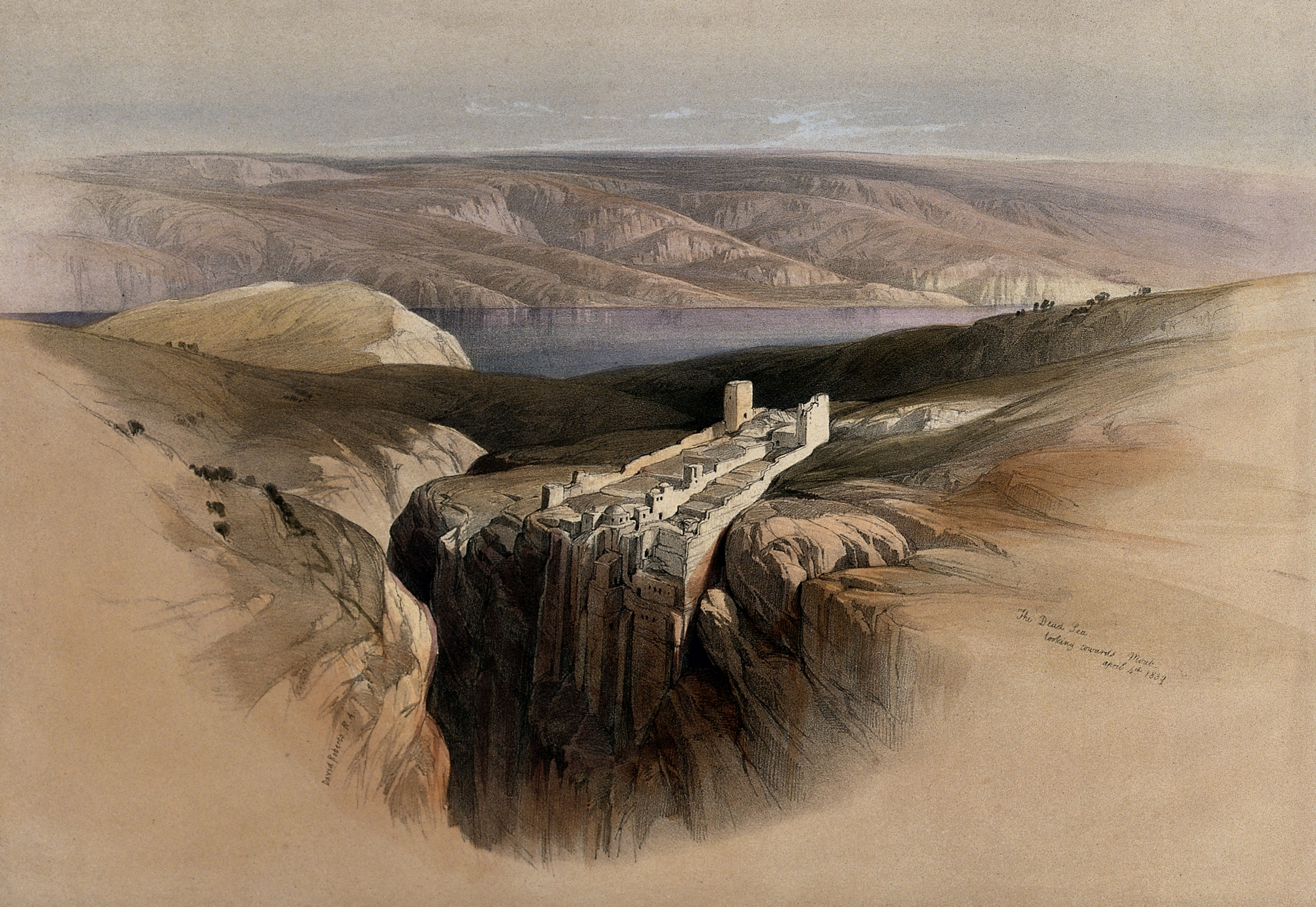
50. البحر الميت، نحو موآب.
51. دير مار سابا
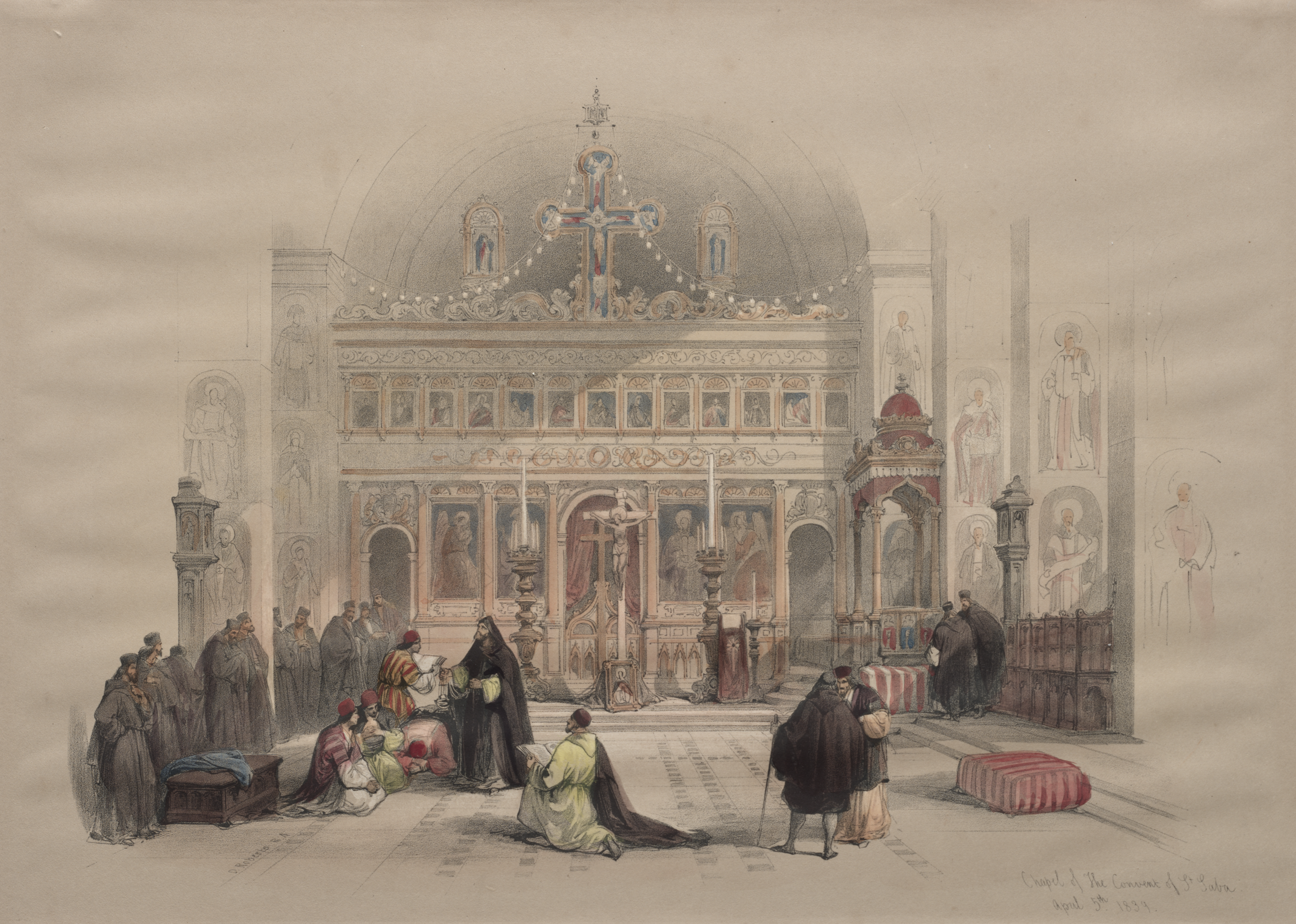
52. مصلى القديس سابا
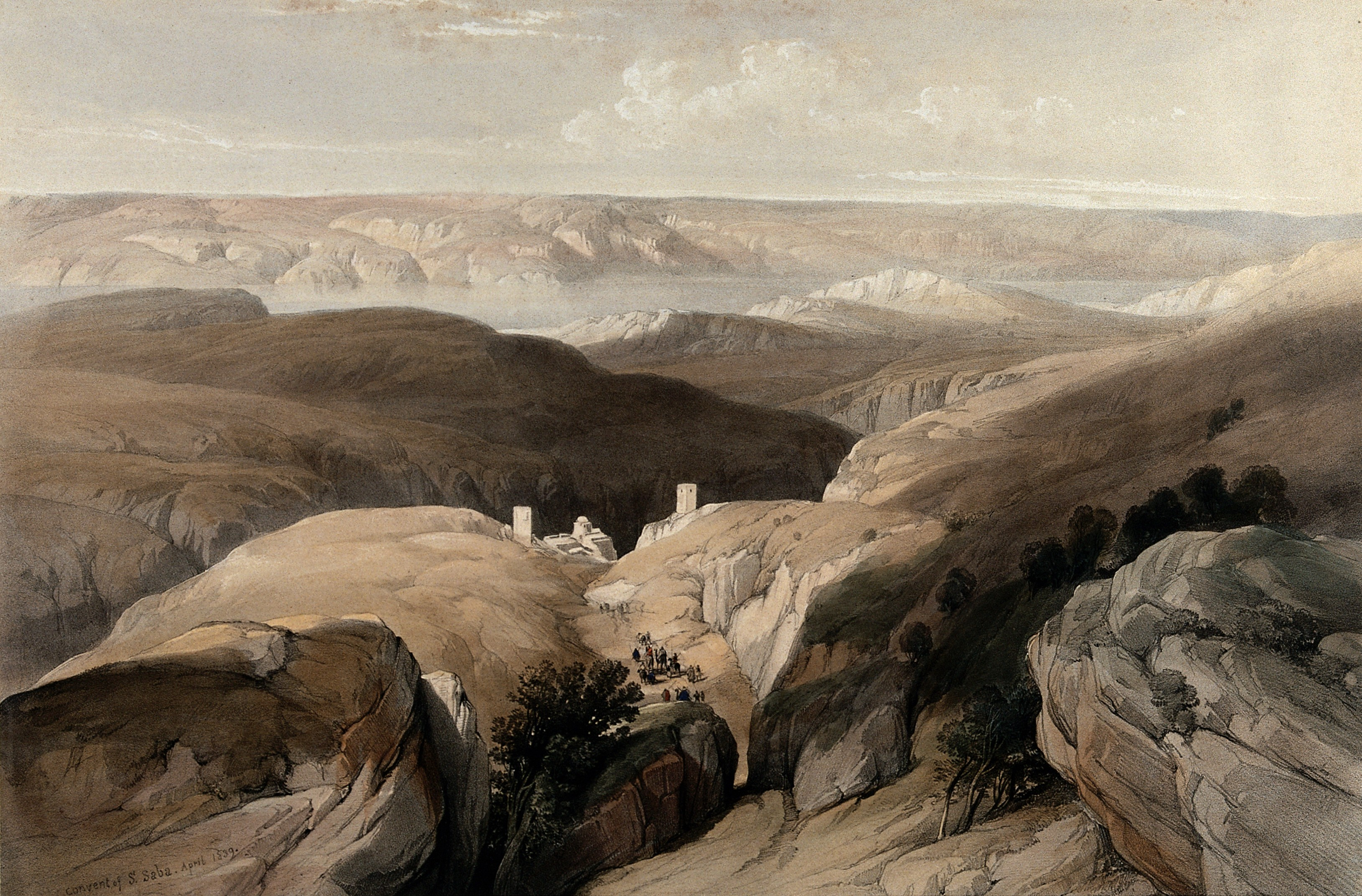
53. برية إنجيدي، بالقرب من دير القديس سابا.
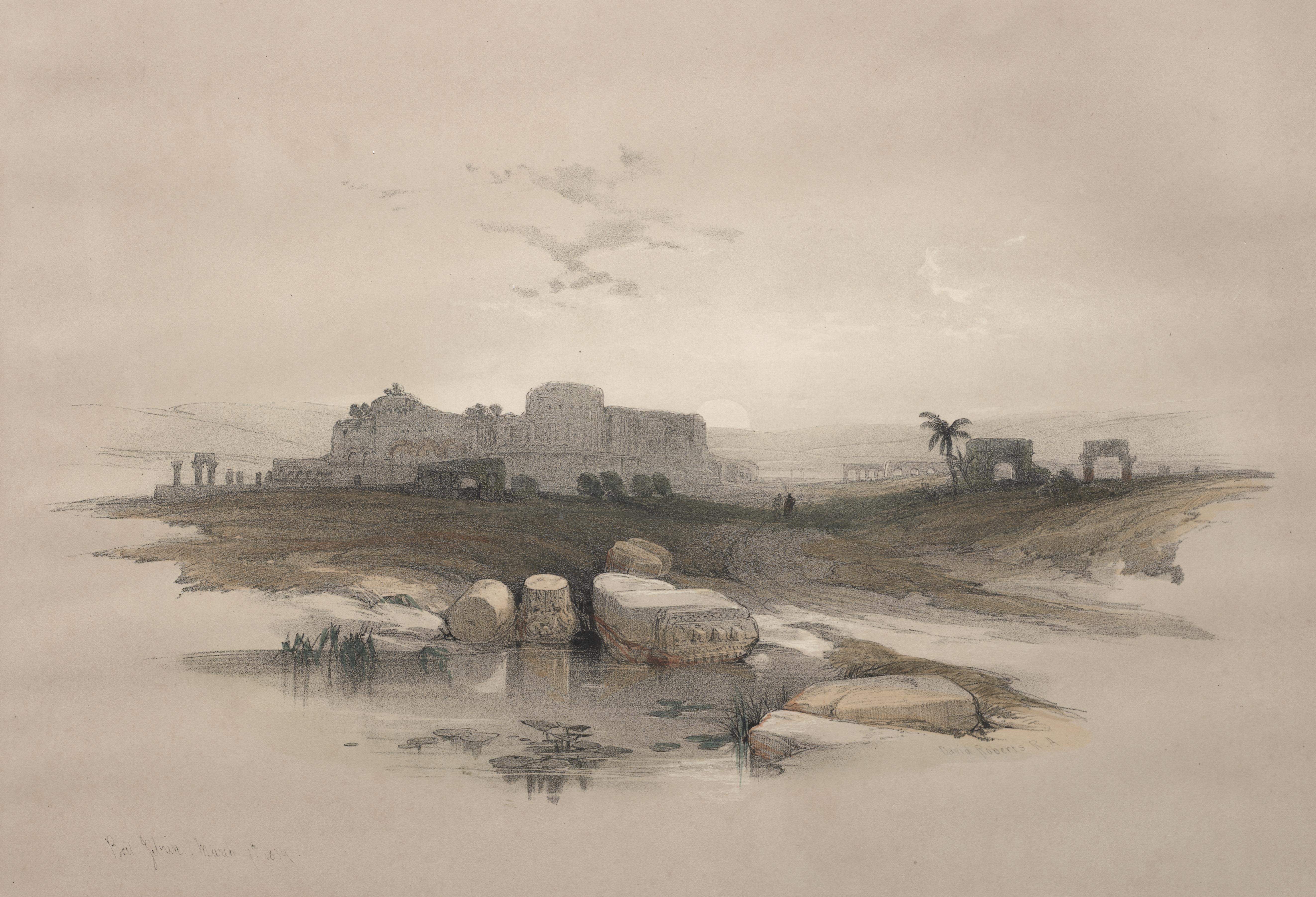
54. بيت جبرين، أو إليوثروبوليس.
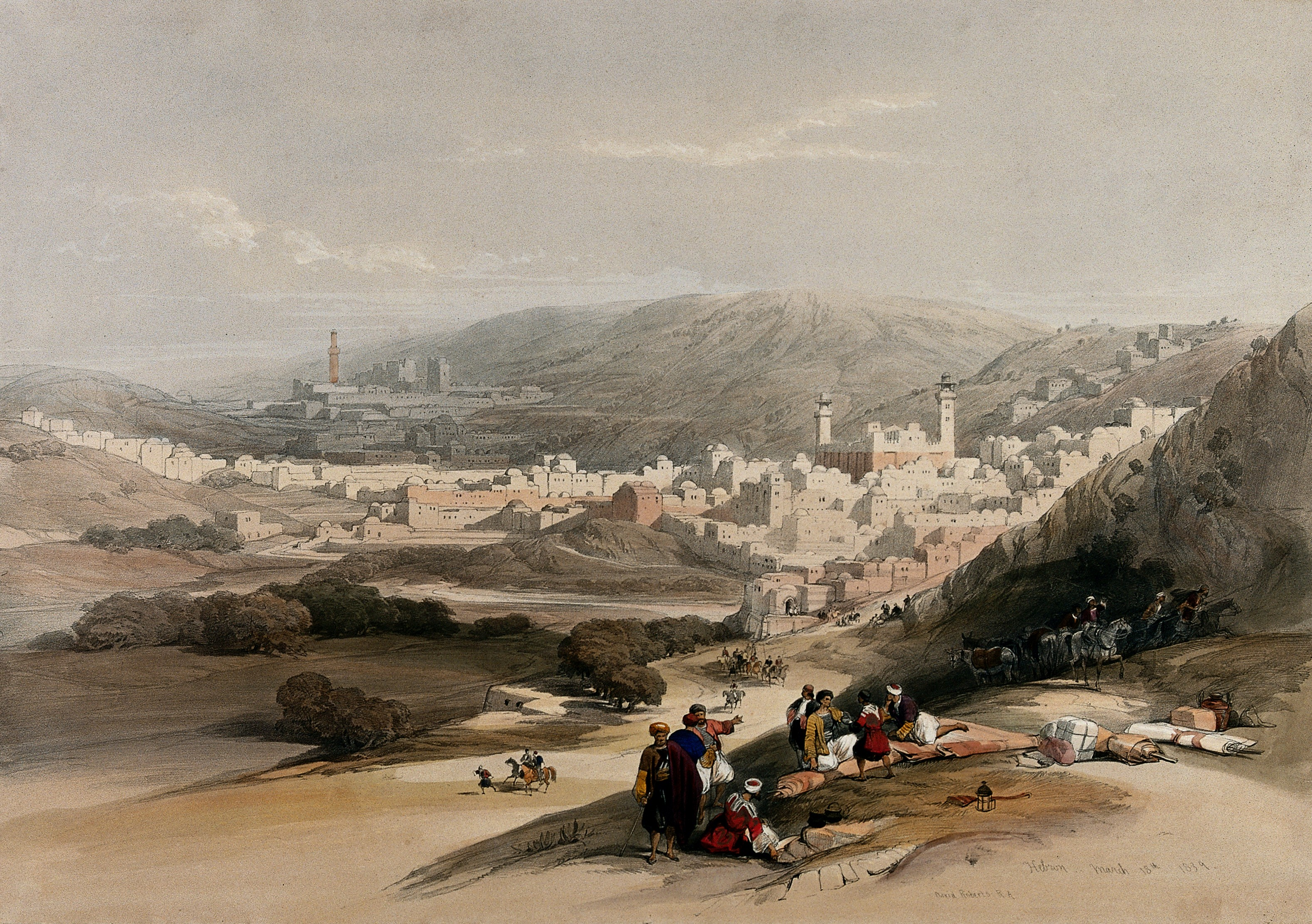
55. الخليل.
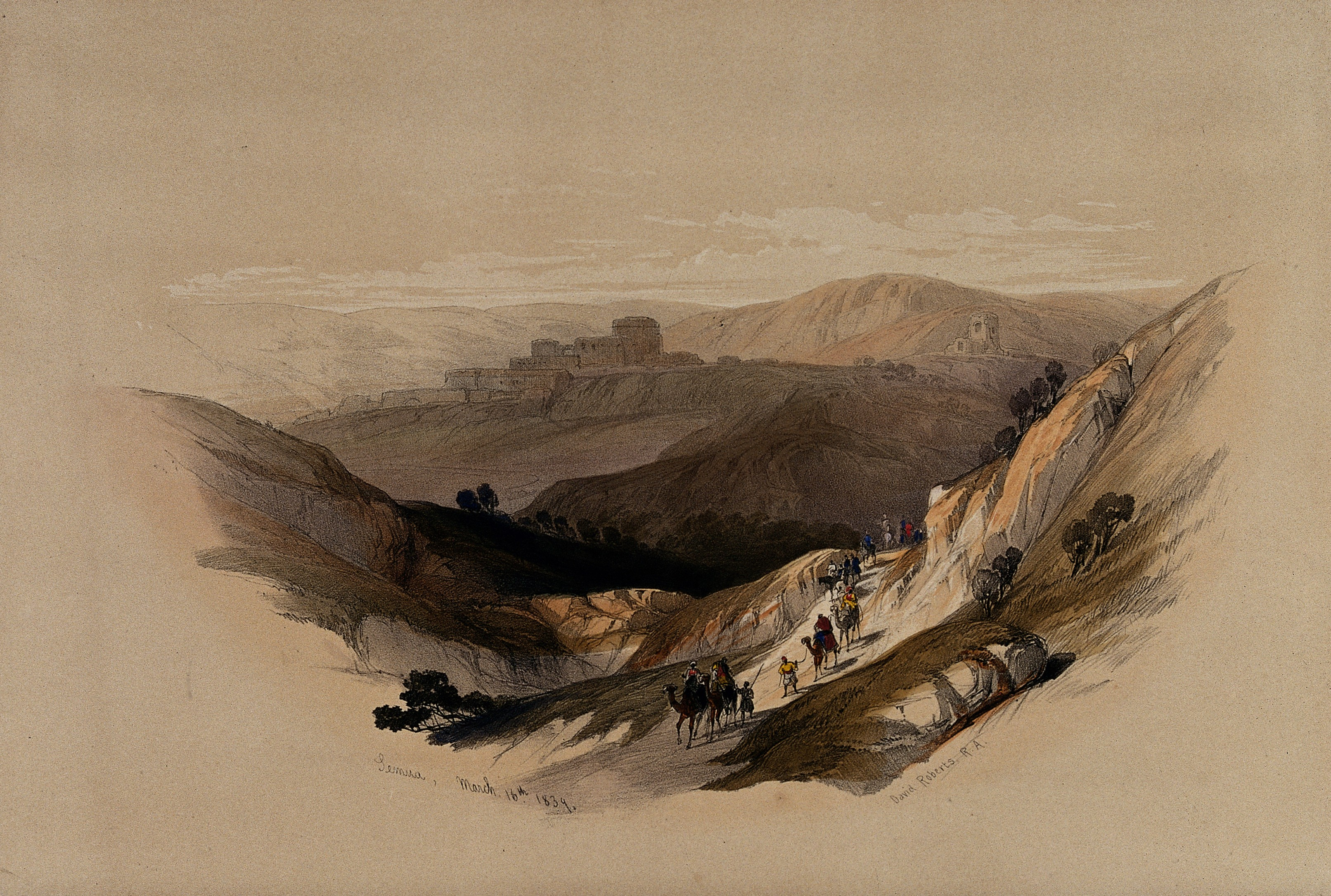
56. أطلال السموع.
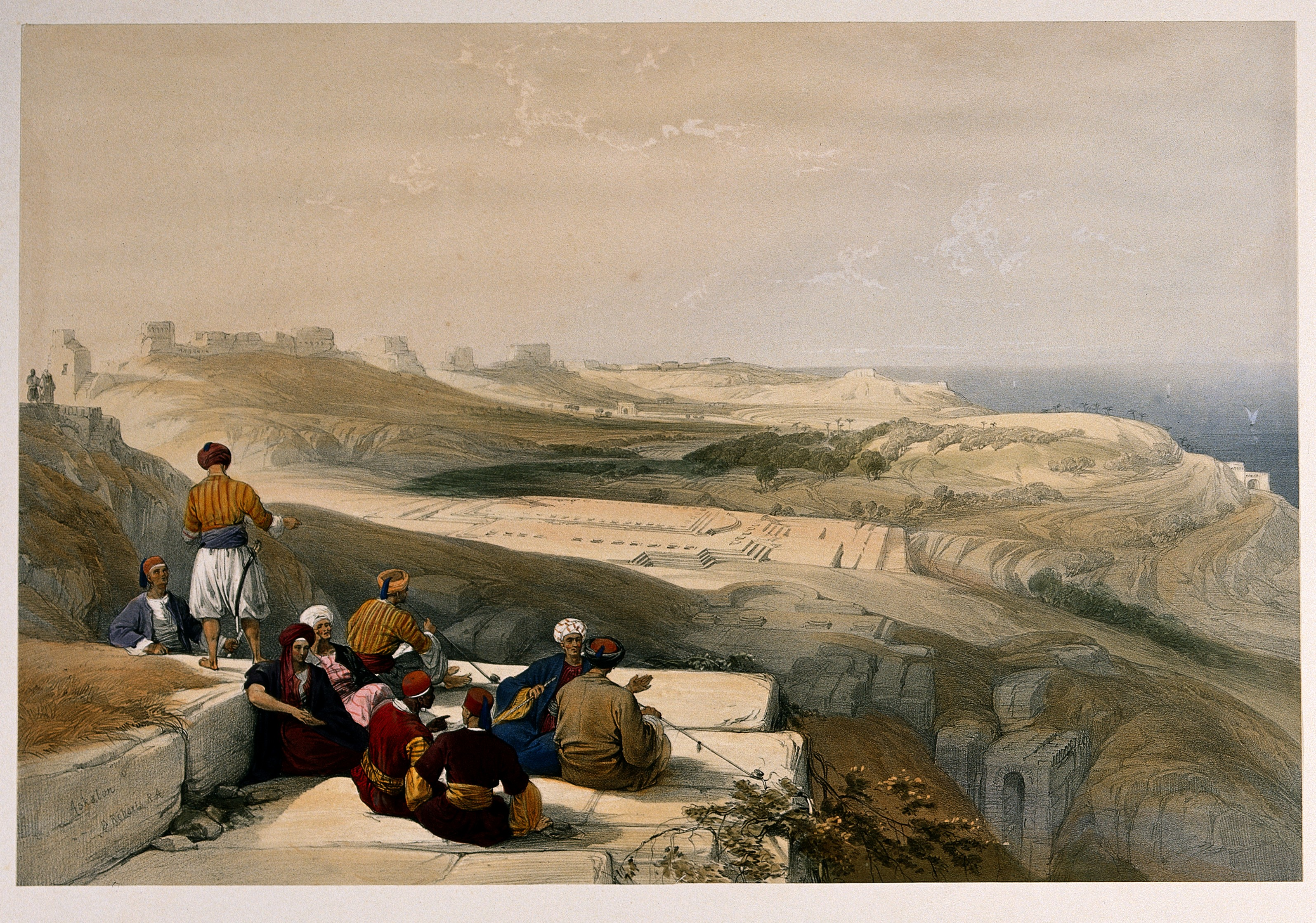
57. عسقلان.
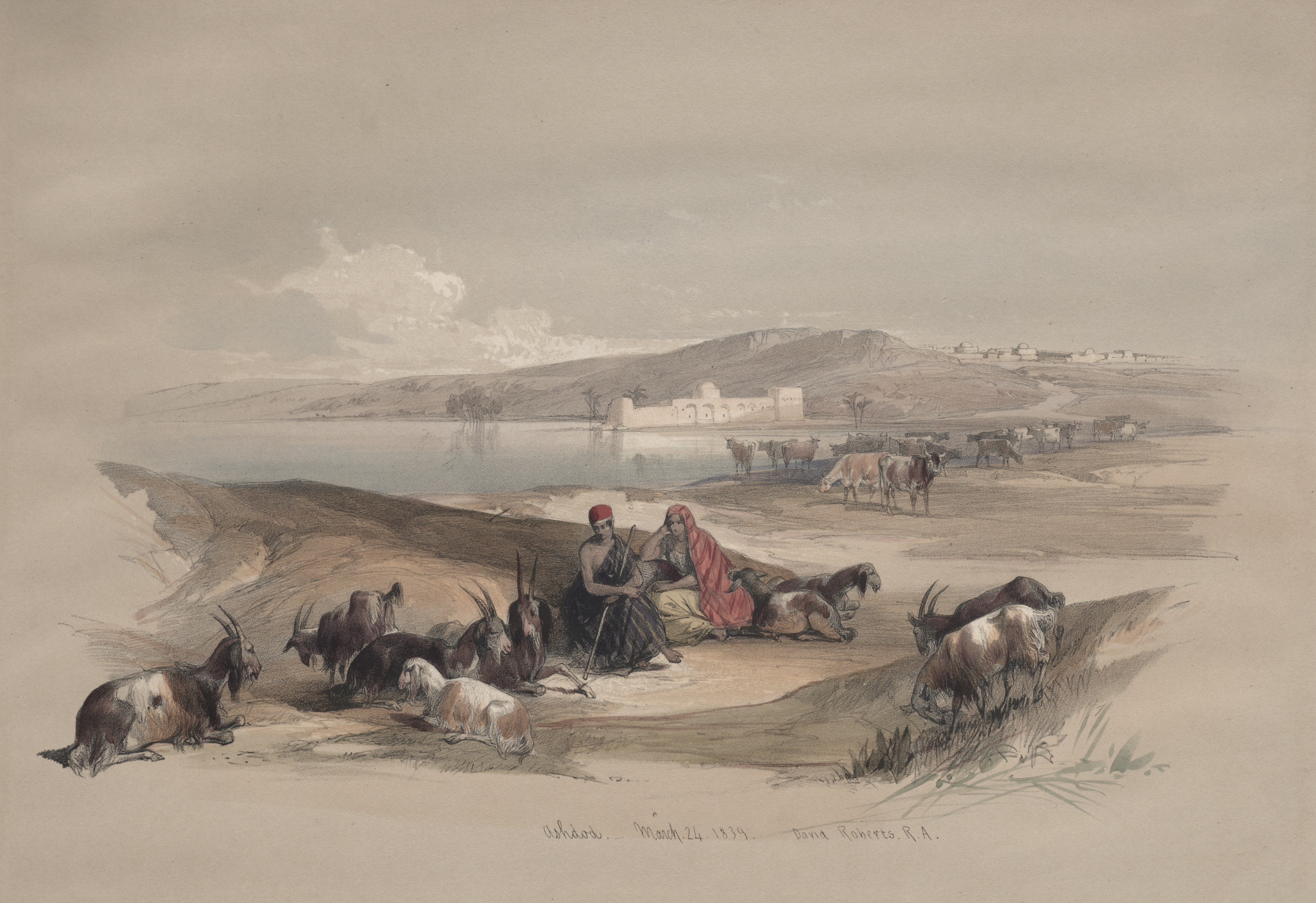
58. أسدود.
59- غزة.
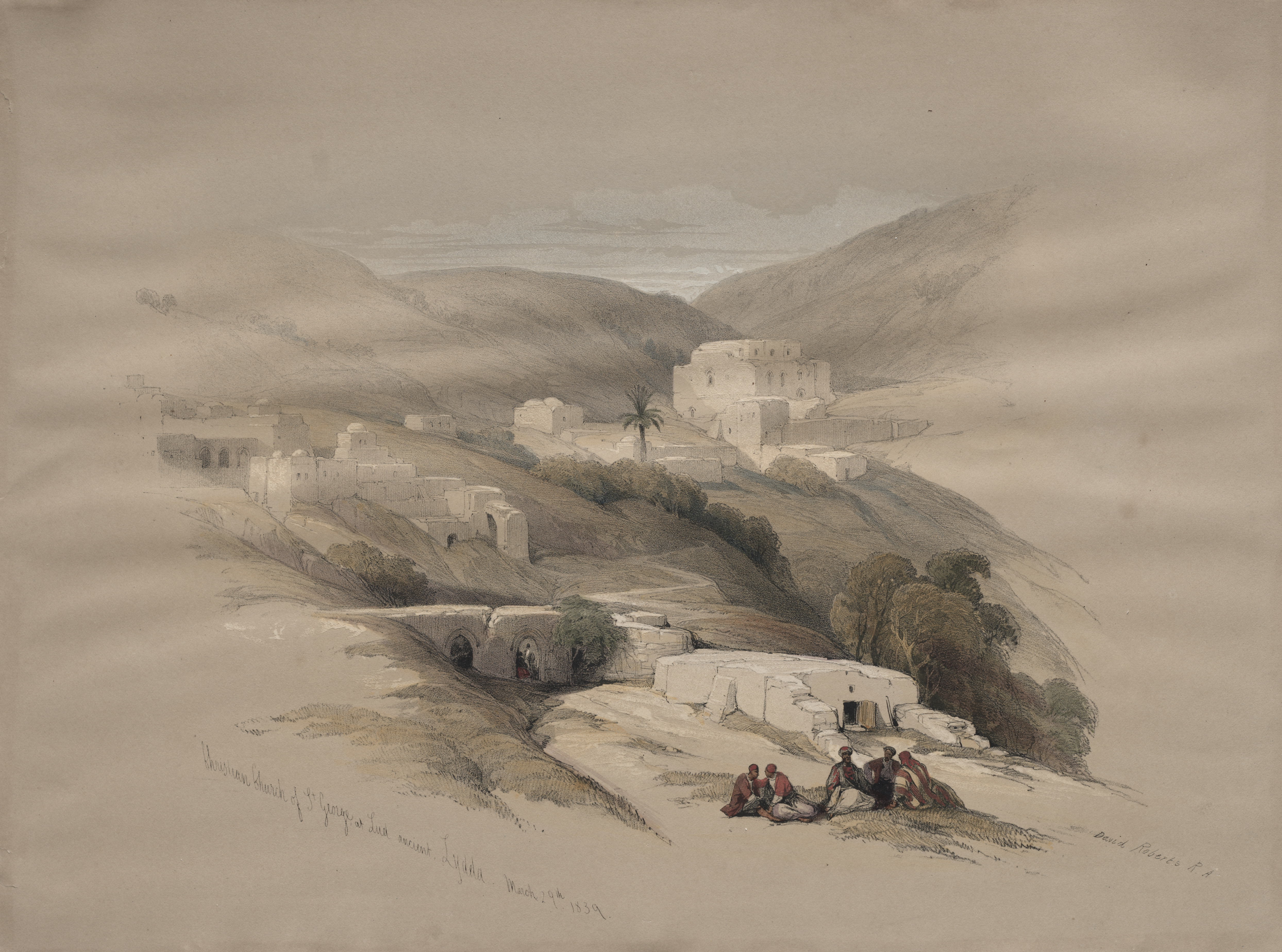
60. اللد.
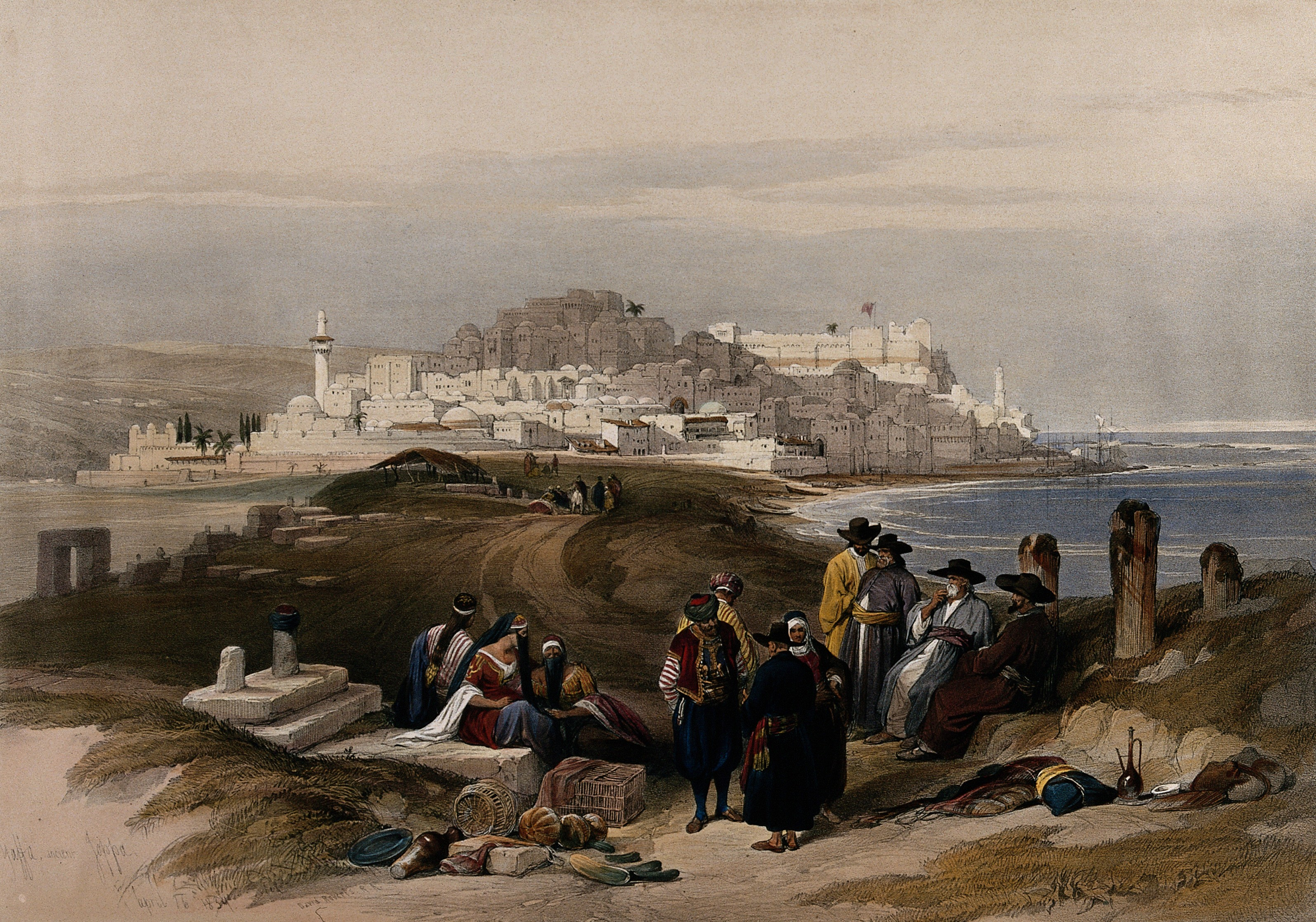
61. يافا، باتجاه الجنوب.
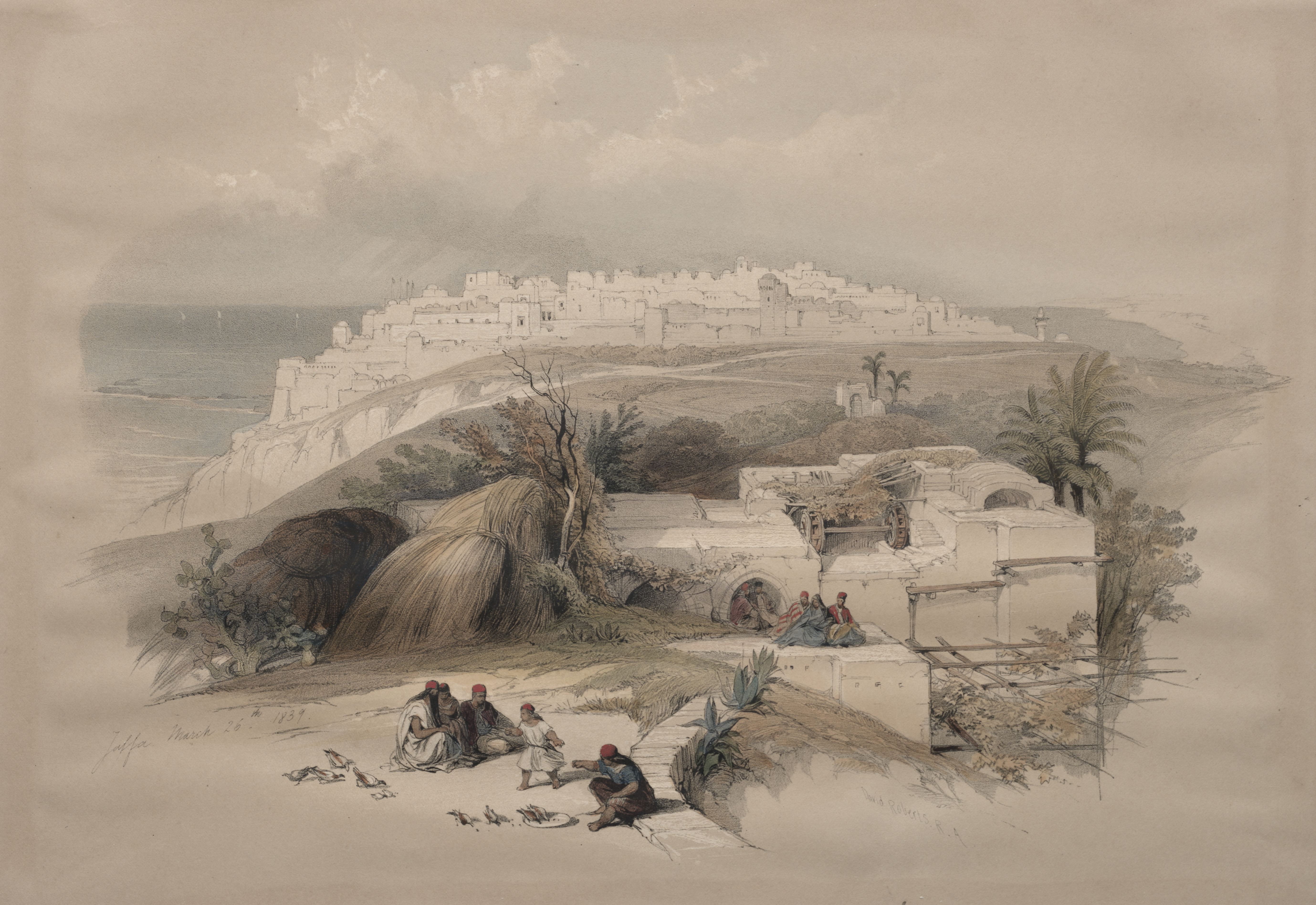
62. يافا، باتجاه الشمال.
63. Caipha، يتطلع نحو جبل الكرمل.
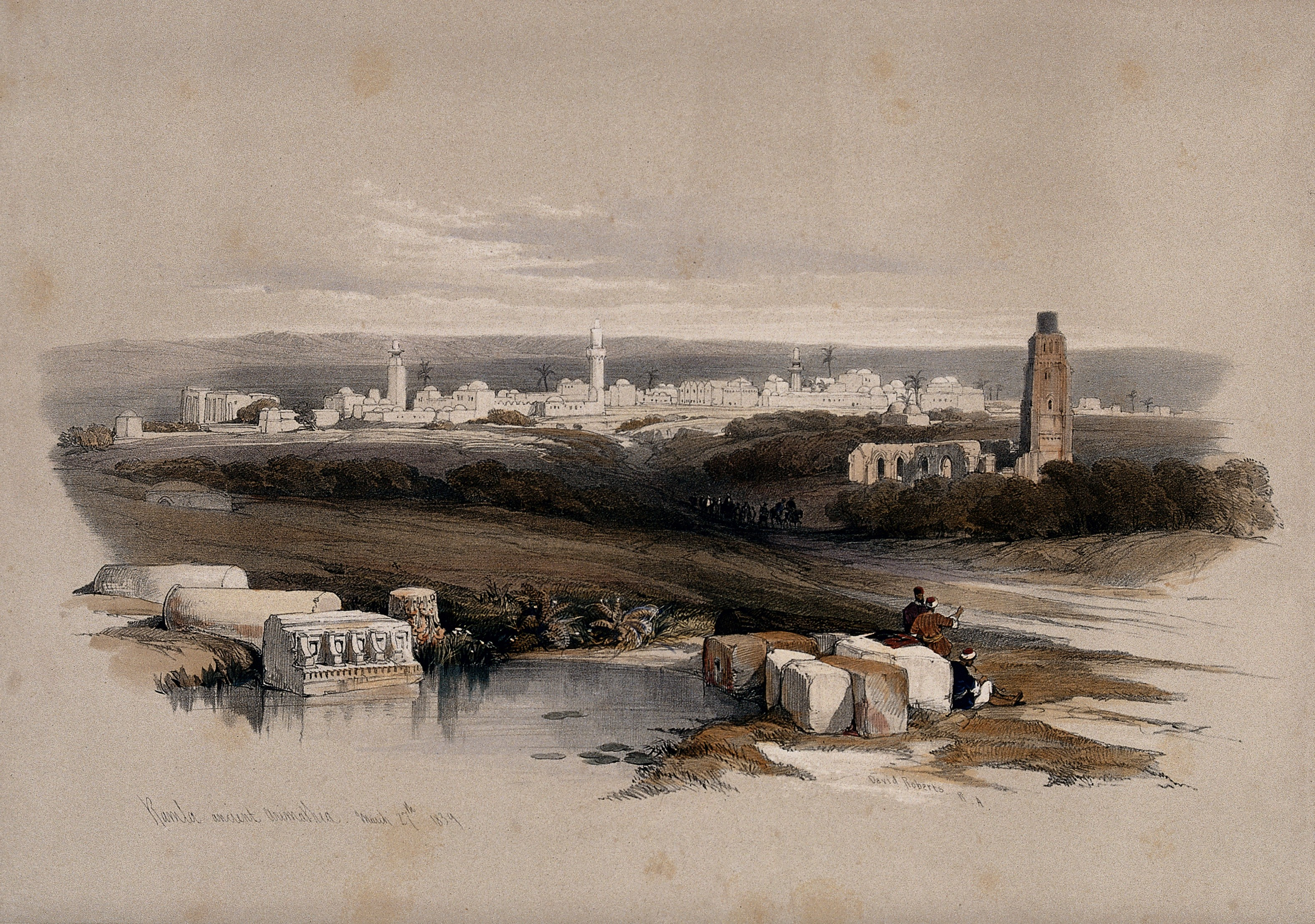
64. الرملة.
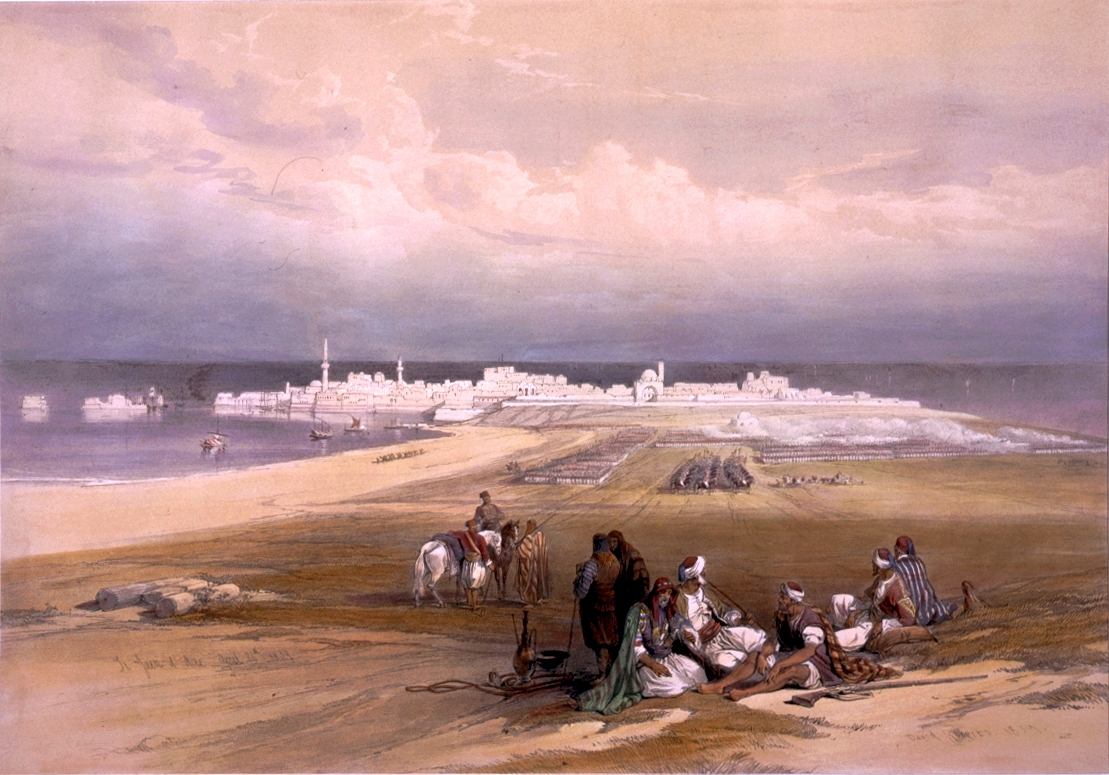
65. القديس جان داكري، من الأرض.
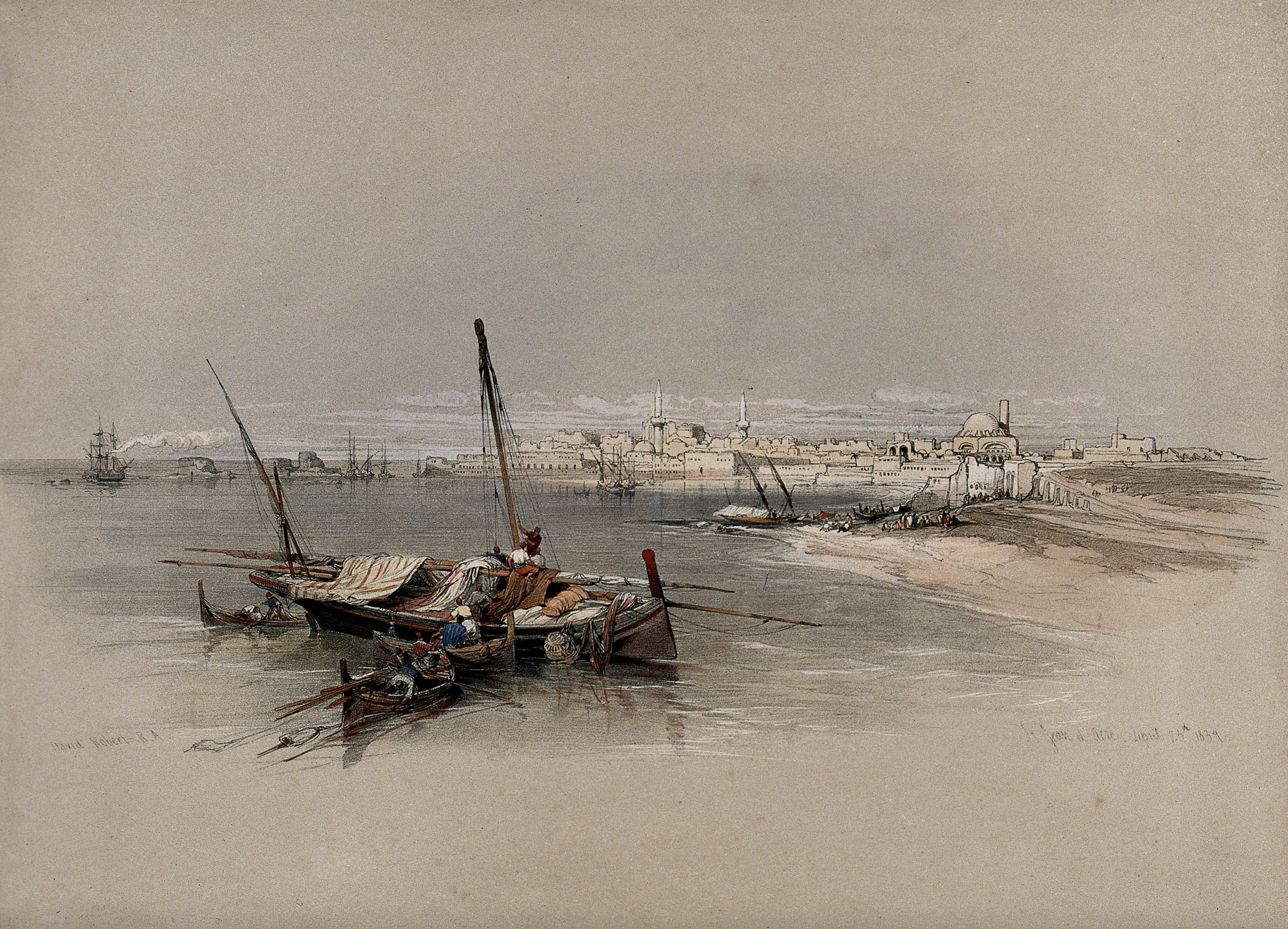
66. القديس جان داكري من البحر.
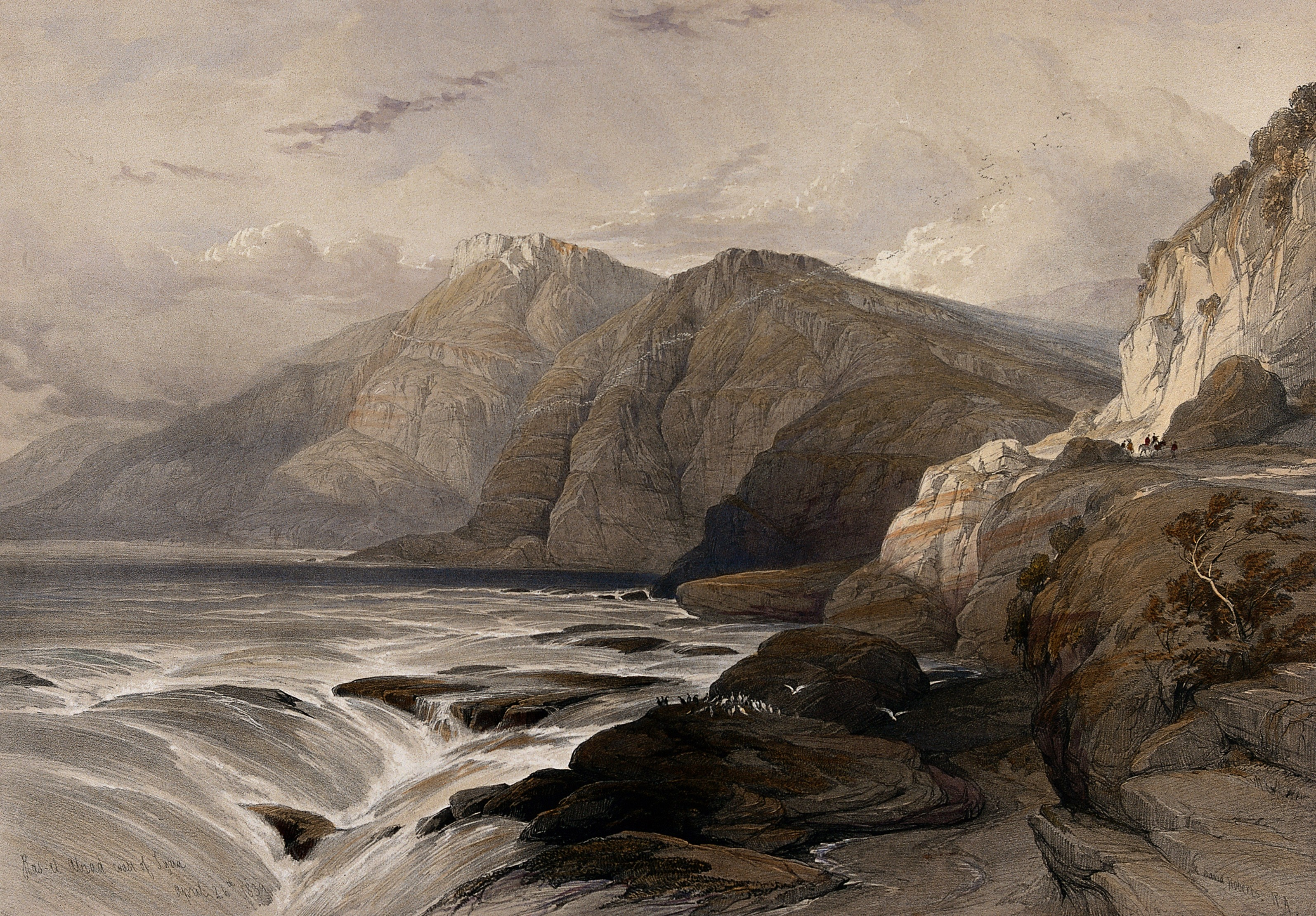
67- كيب بلانكو.
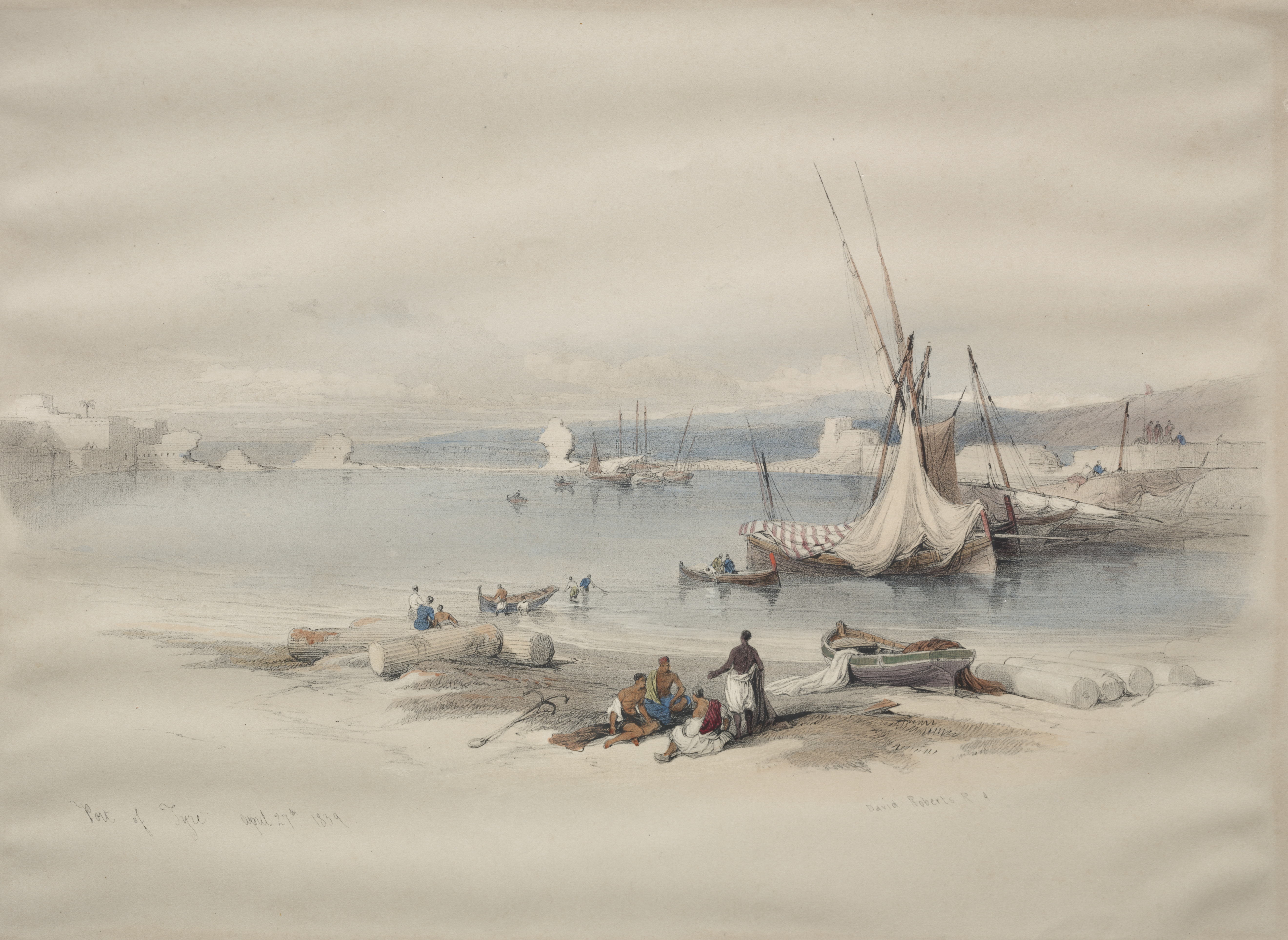
68 - ميناء صور.
69. منظر عام لصور.
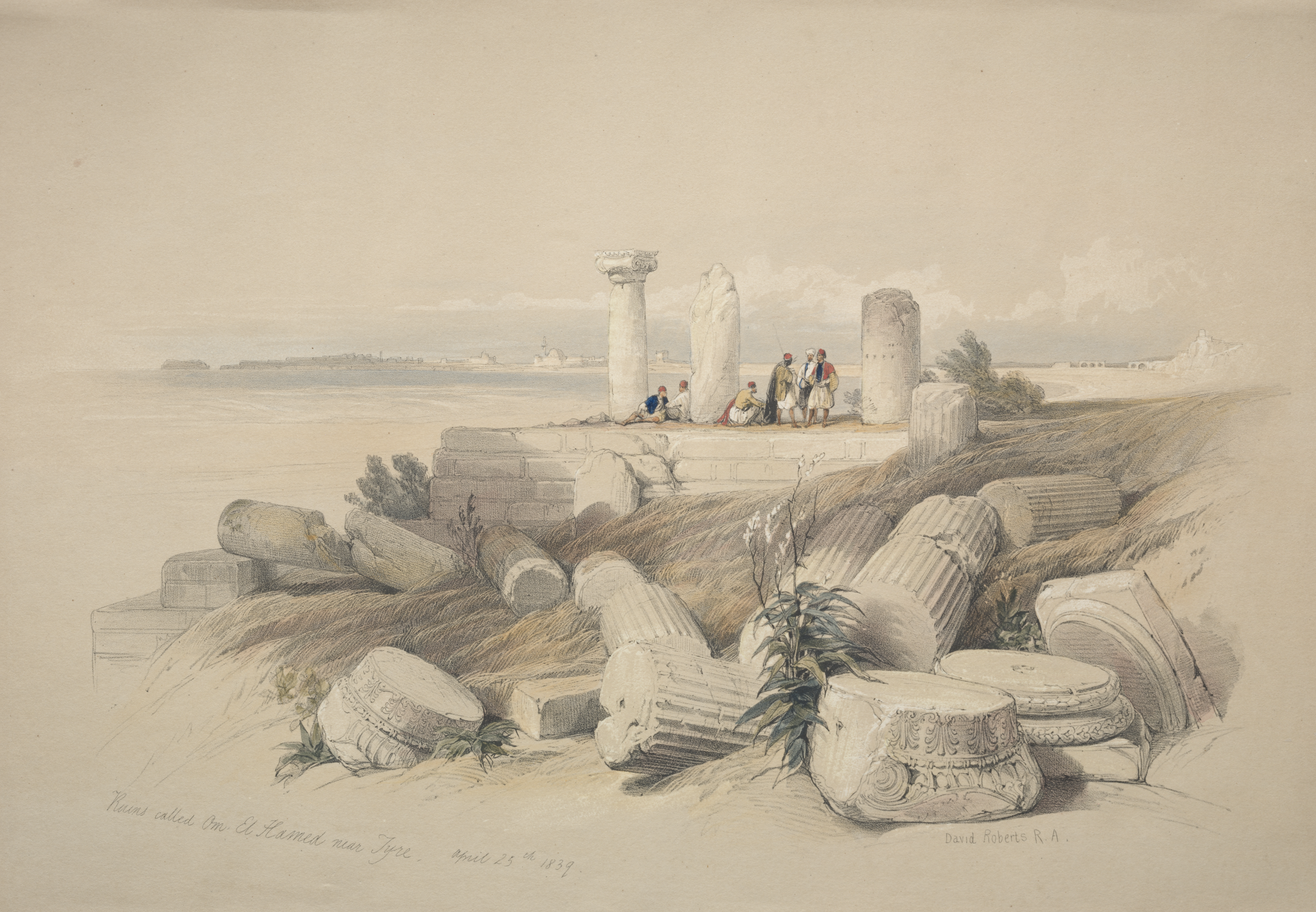
70. أطلال معبد أم الحامد الأيوني بالقرب من صور
71. صور من البرزخ.
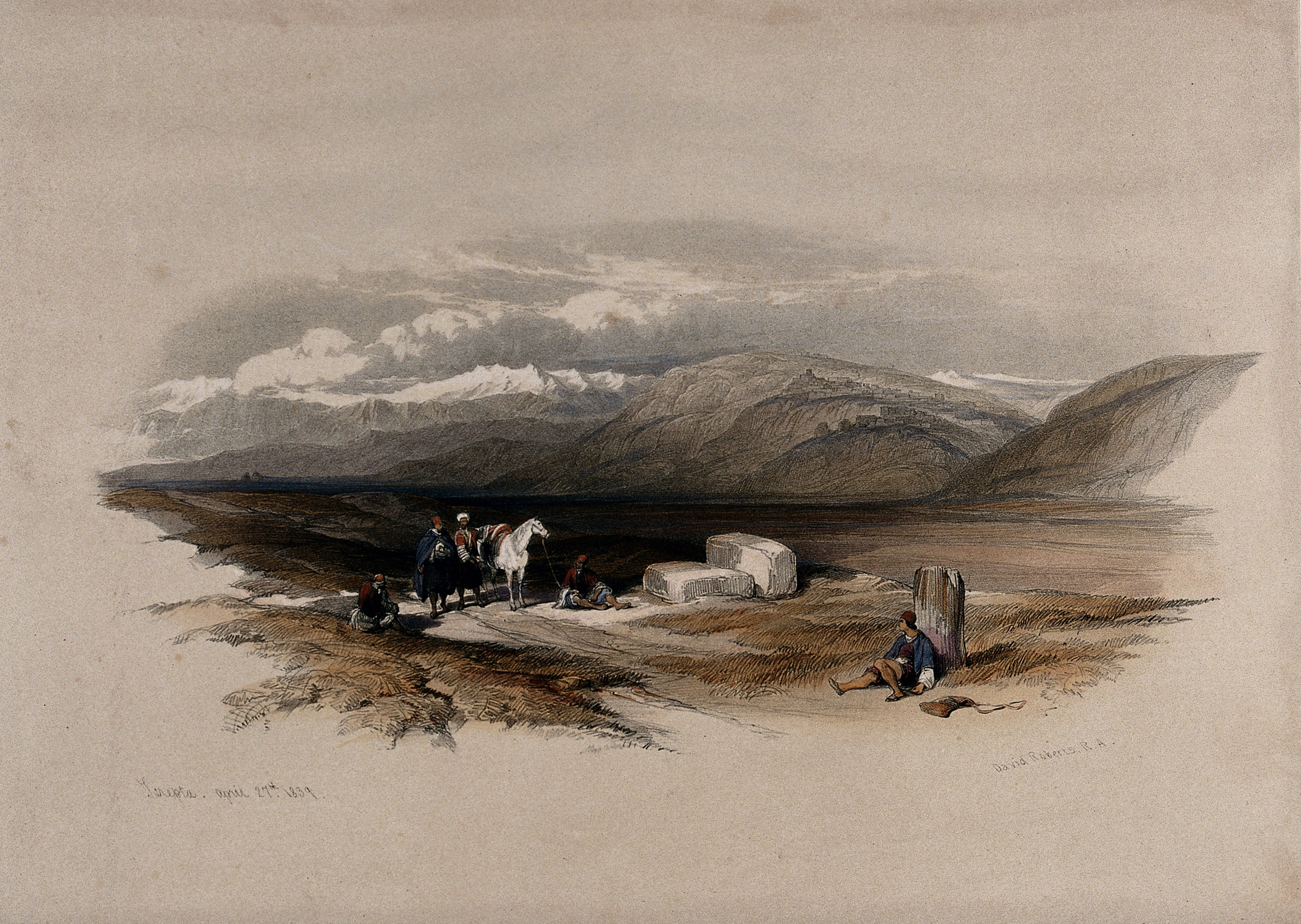
72. ساريبتا
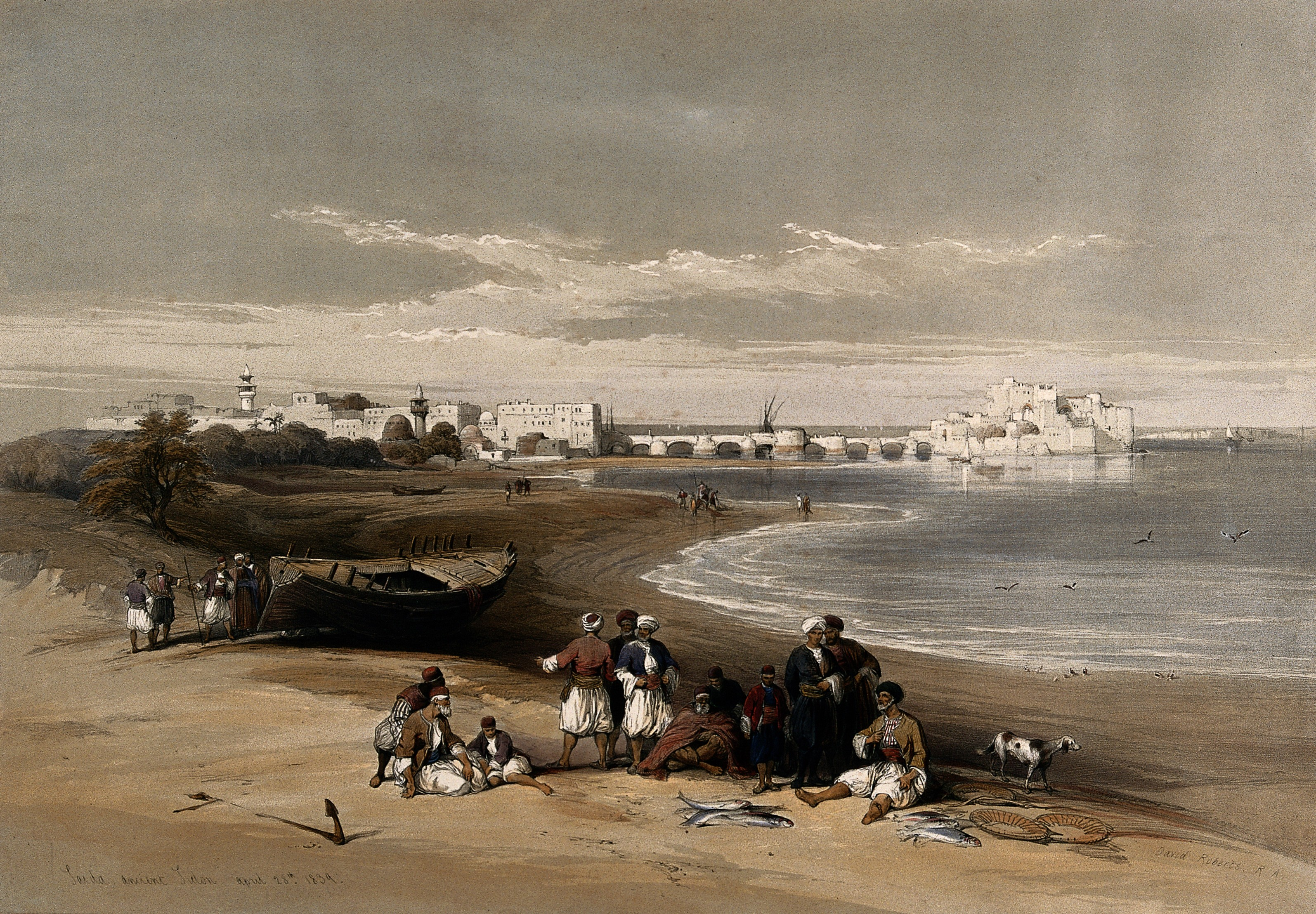
73. صيدا.
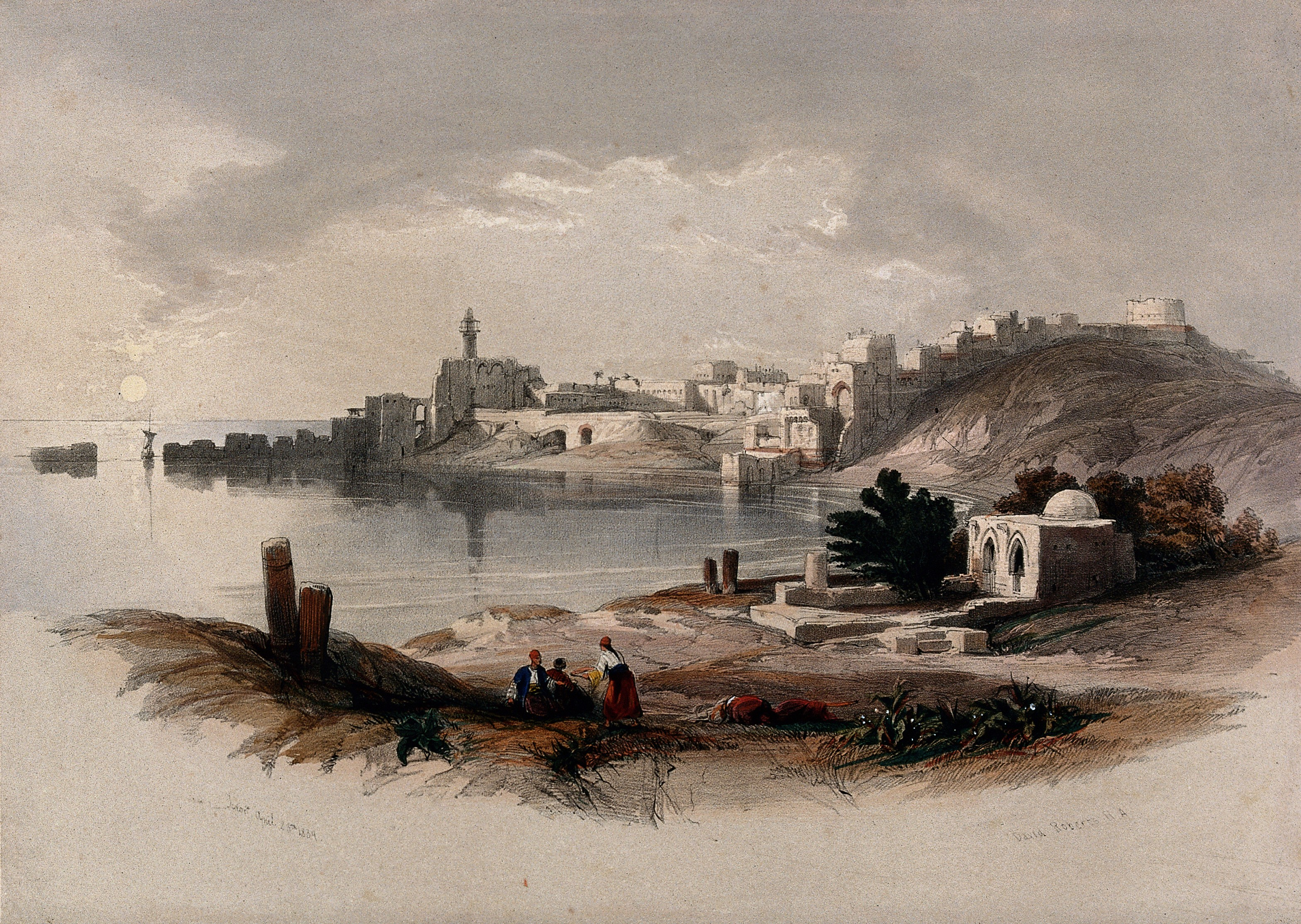
74 ـ صيدا من الشمال.
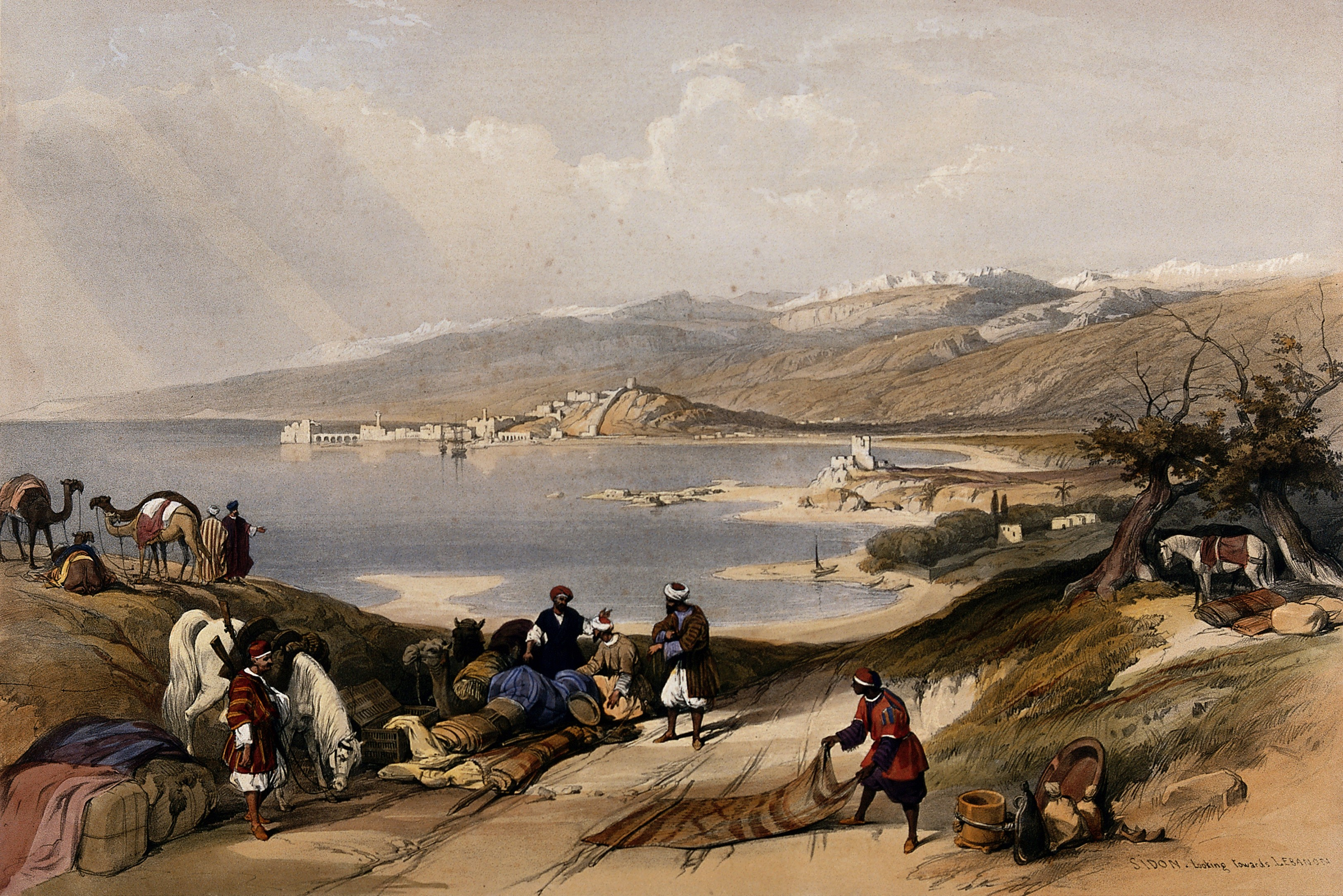
75. صيدا، باتجاه لبنان.
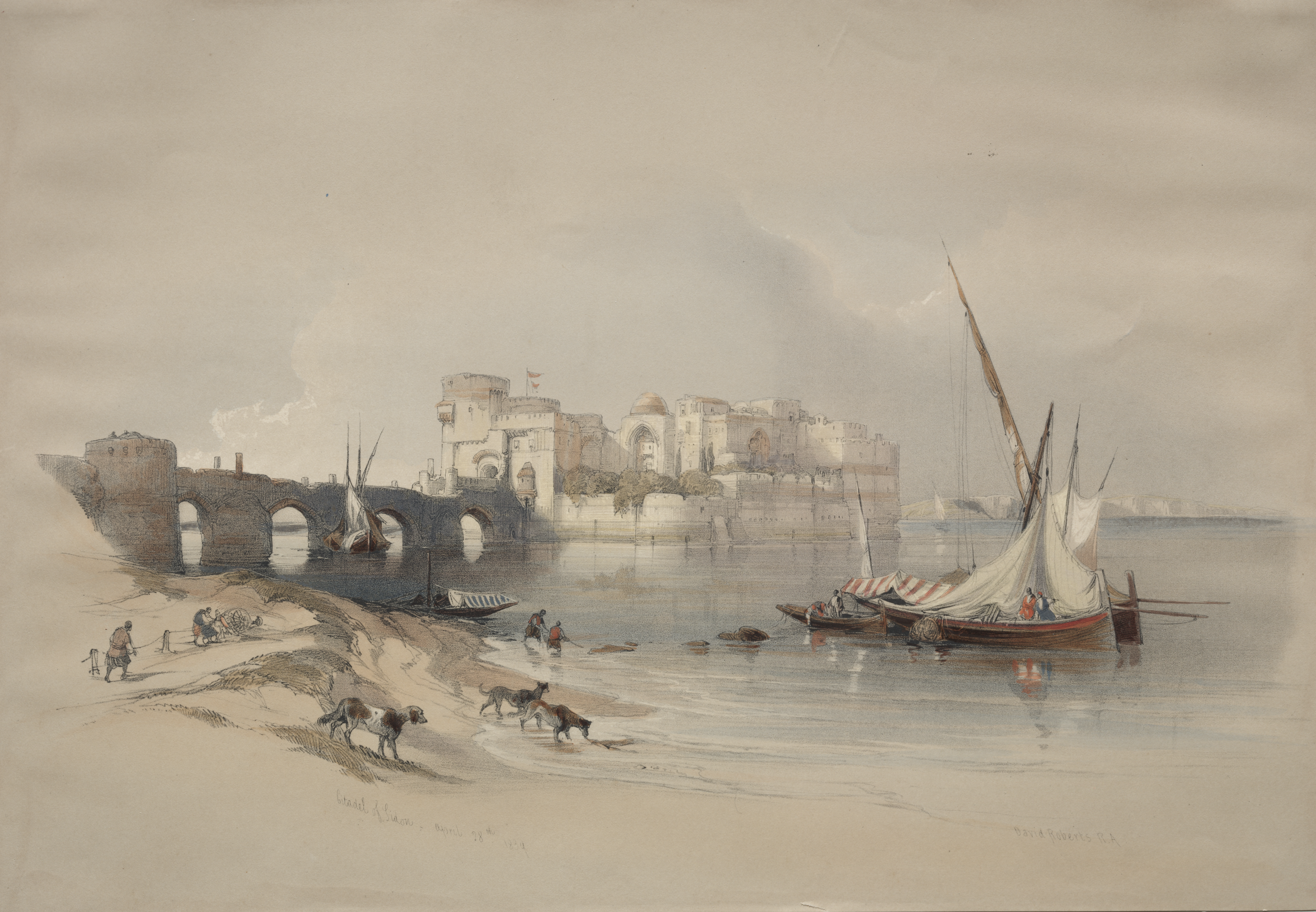
76. قلعة صيدا.
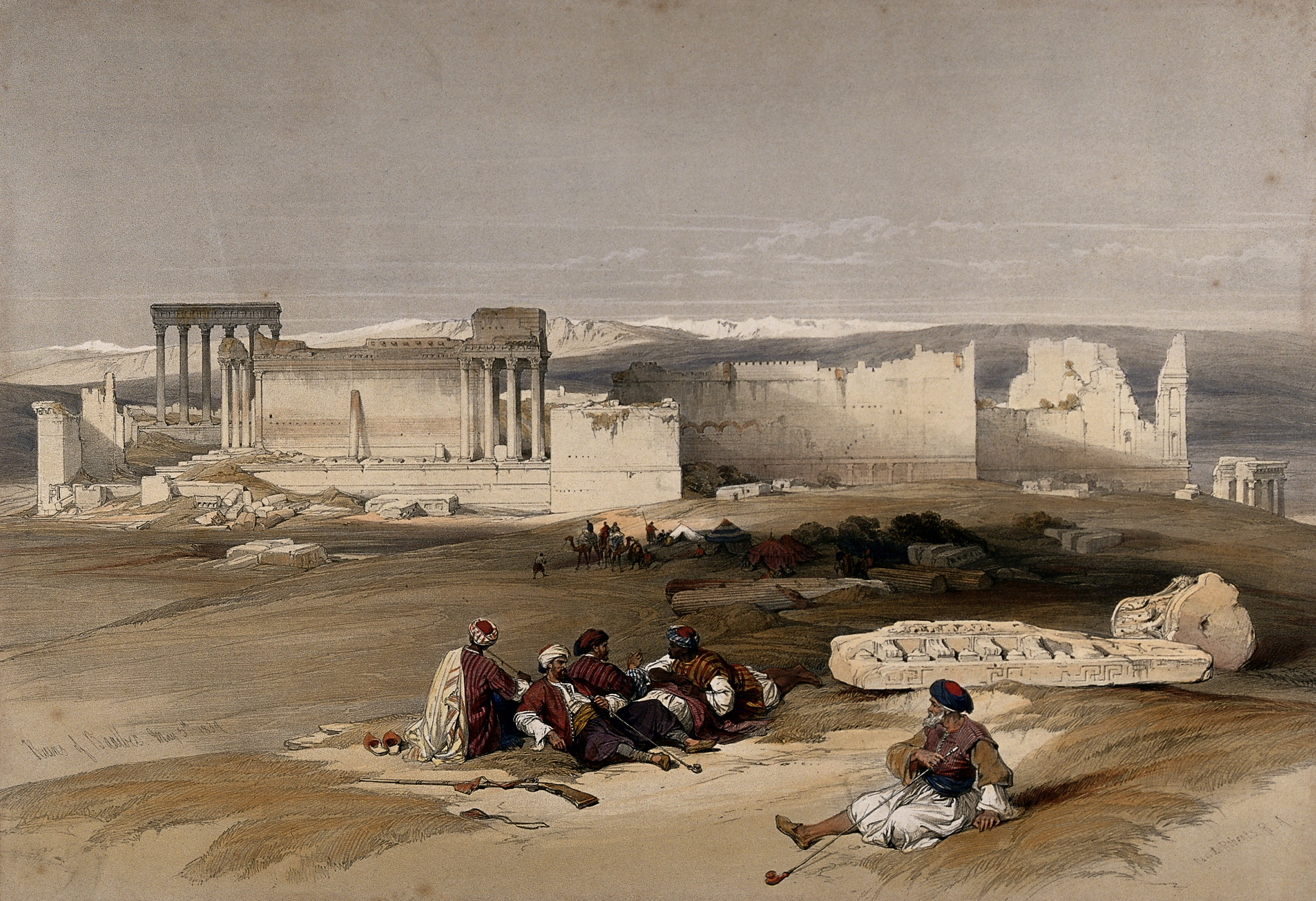
77. بعلبك، منظر عام.
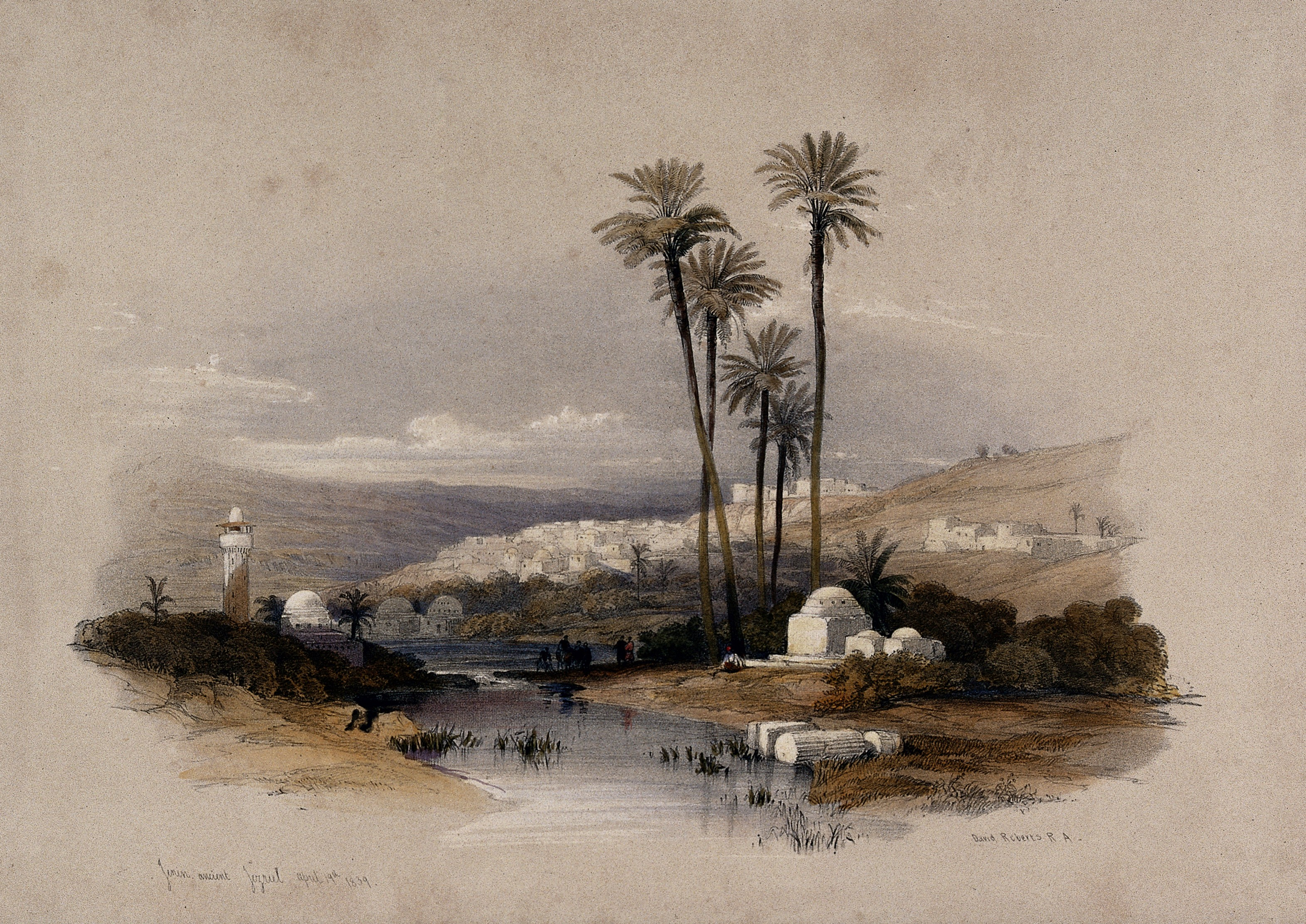
78. جنين، جرزريل القديمة.
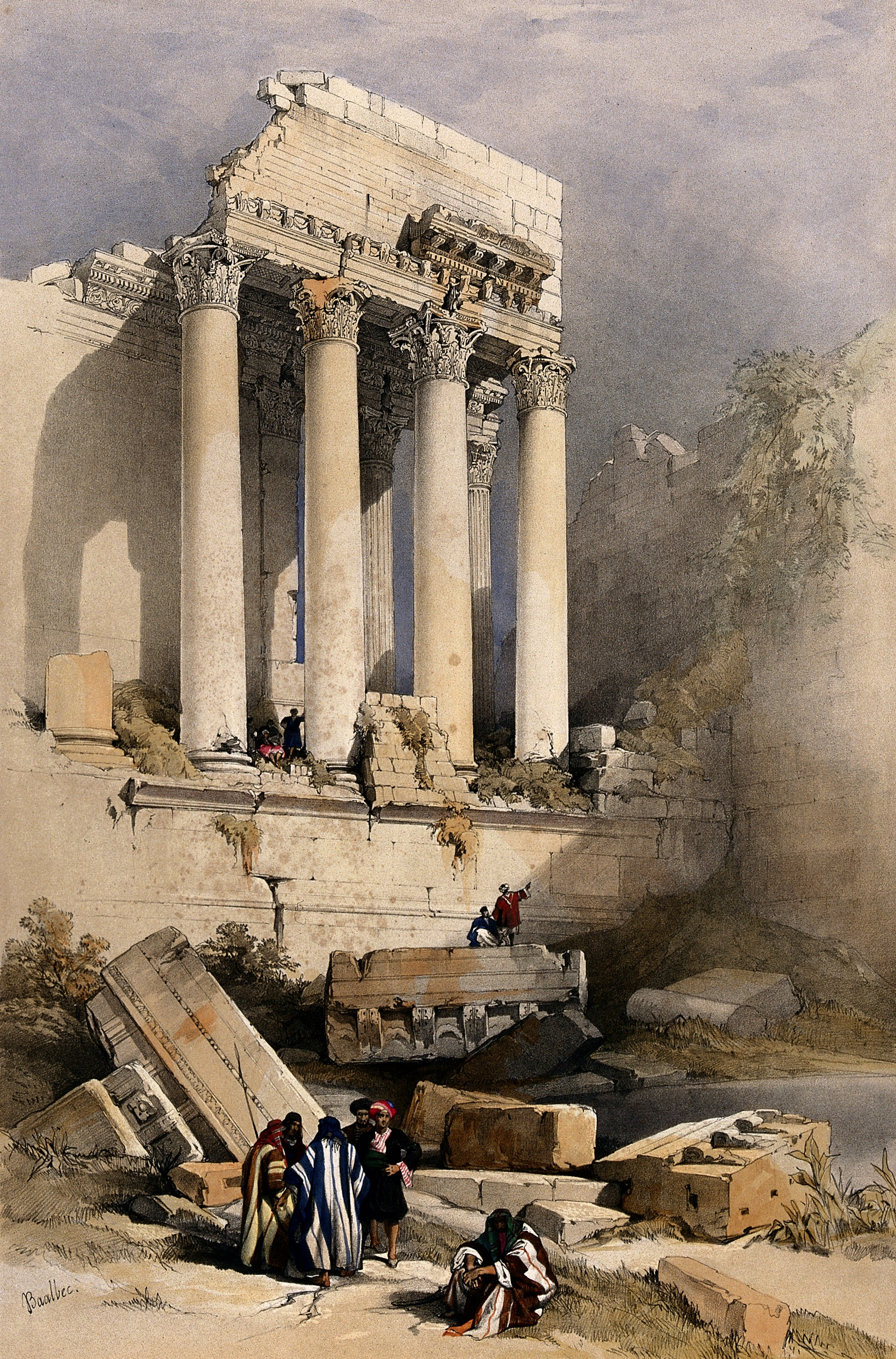
79. بعلبك، الرواق الغربي.
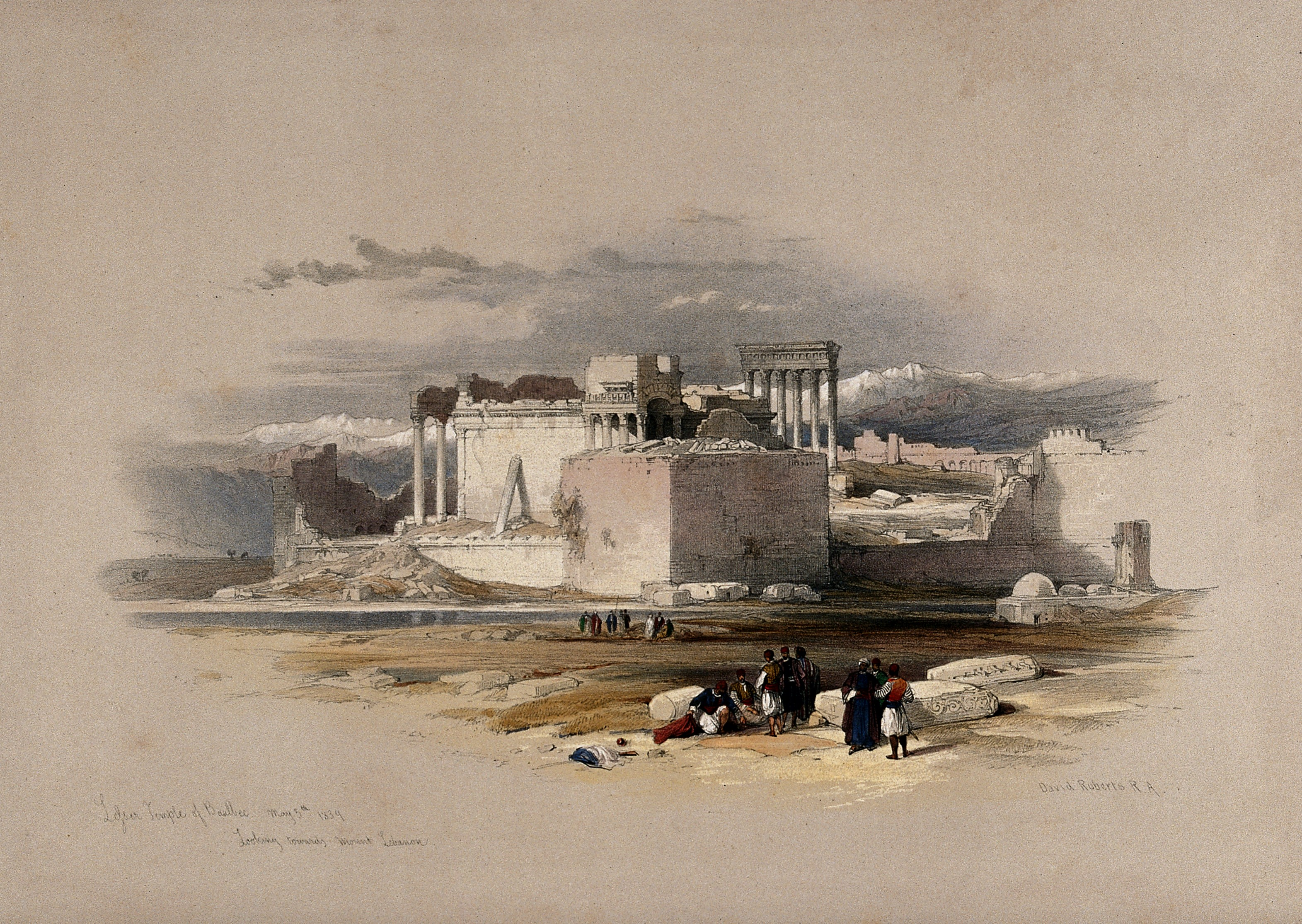
80. بعلبك، نظرة نحو لبنان.
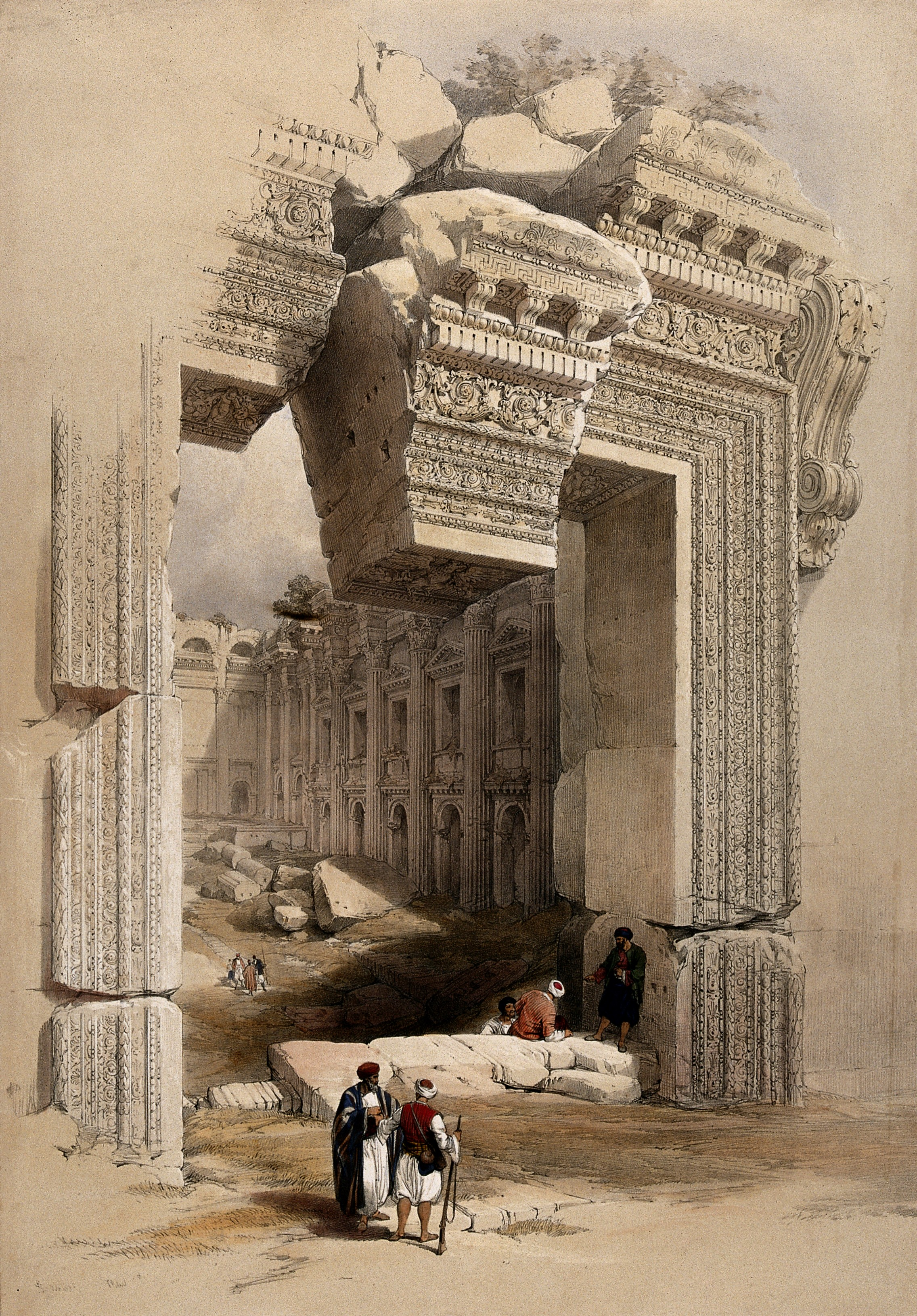
81. المدخل، بعلبك.
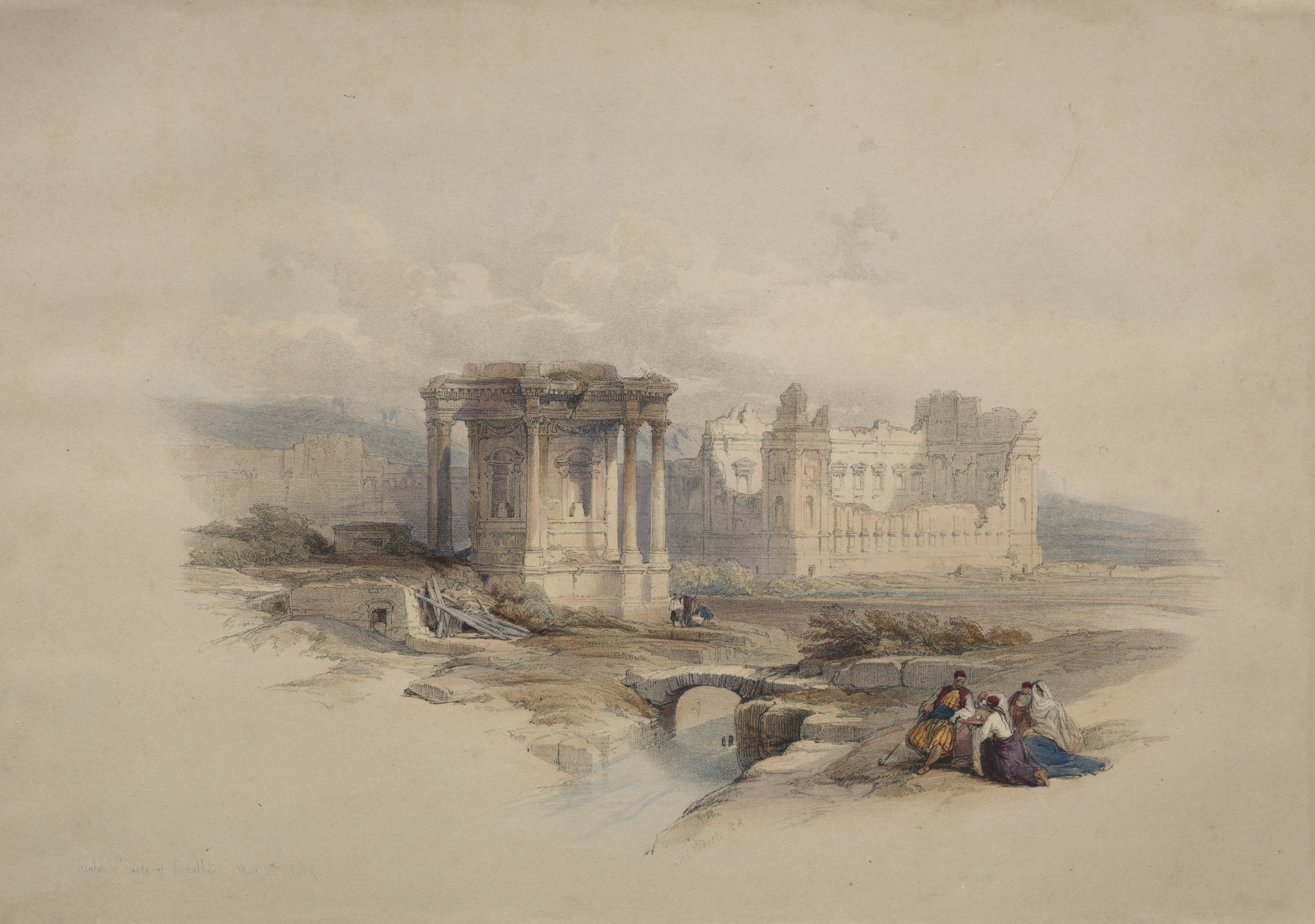
82. المعبد الدائري بعلبك.
83. جزء من الرواق الشرقي، بعلبك.
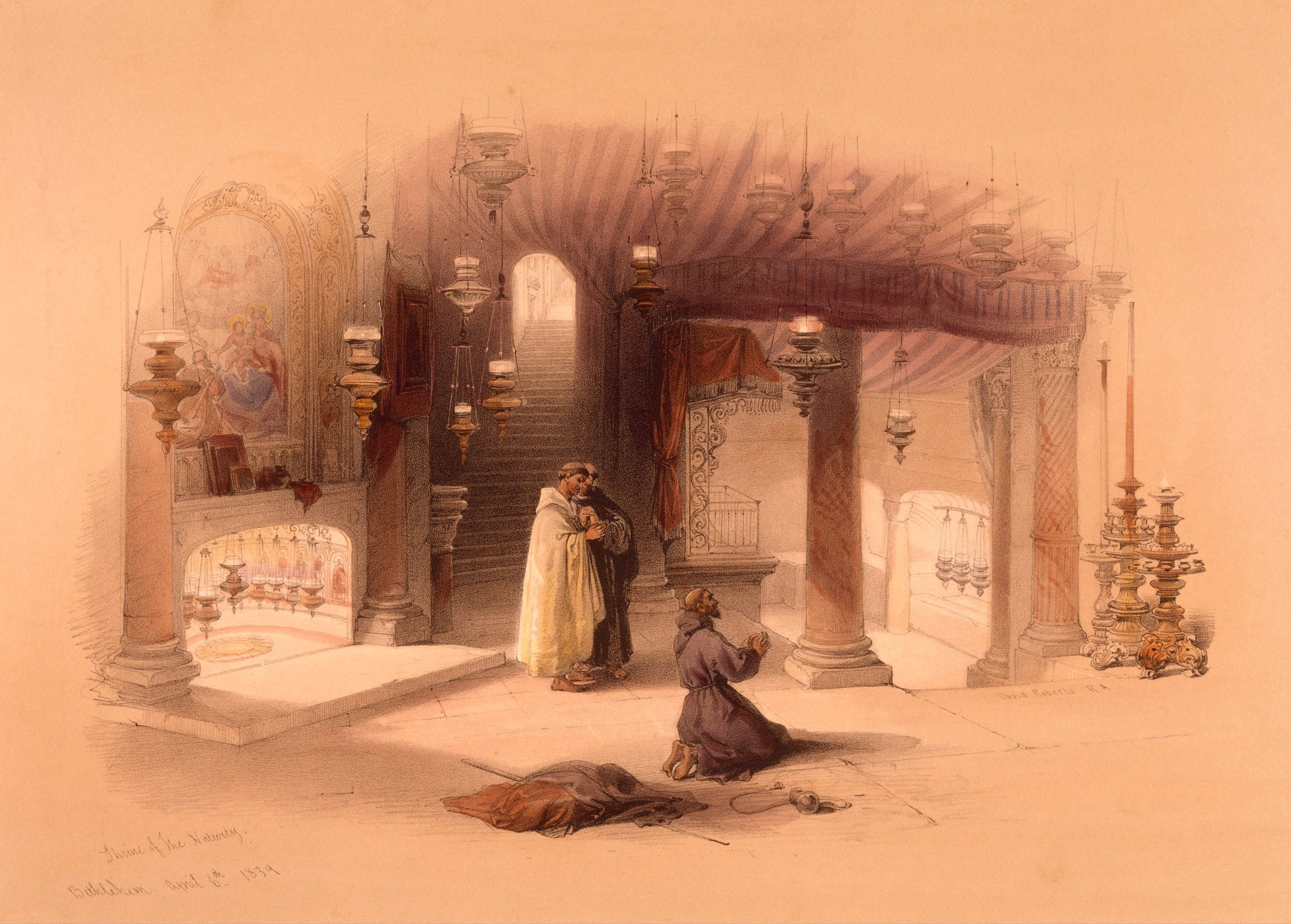
84. مرقد الميلاد، بيت لحم.
85- بيت لحم.
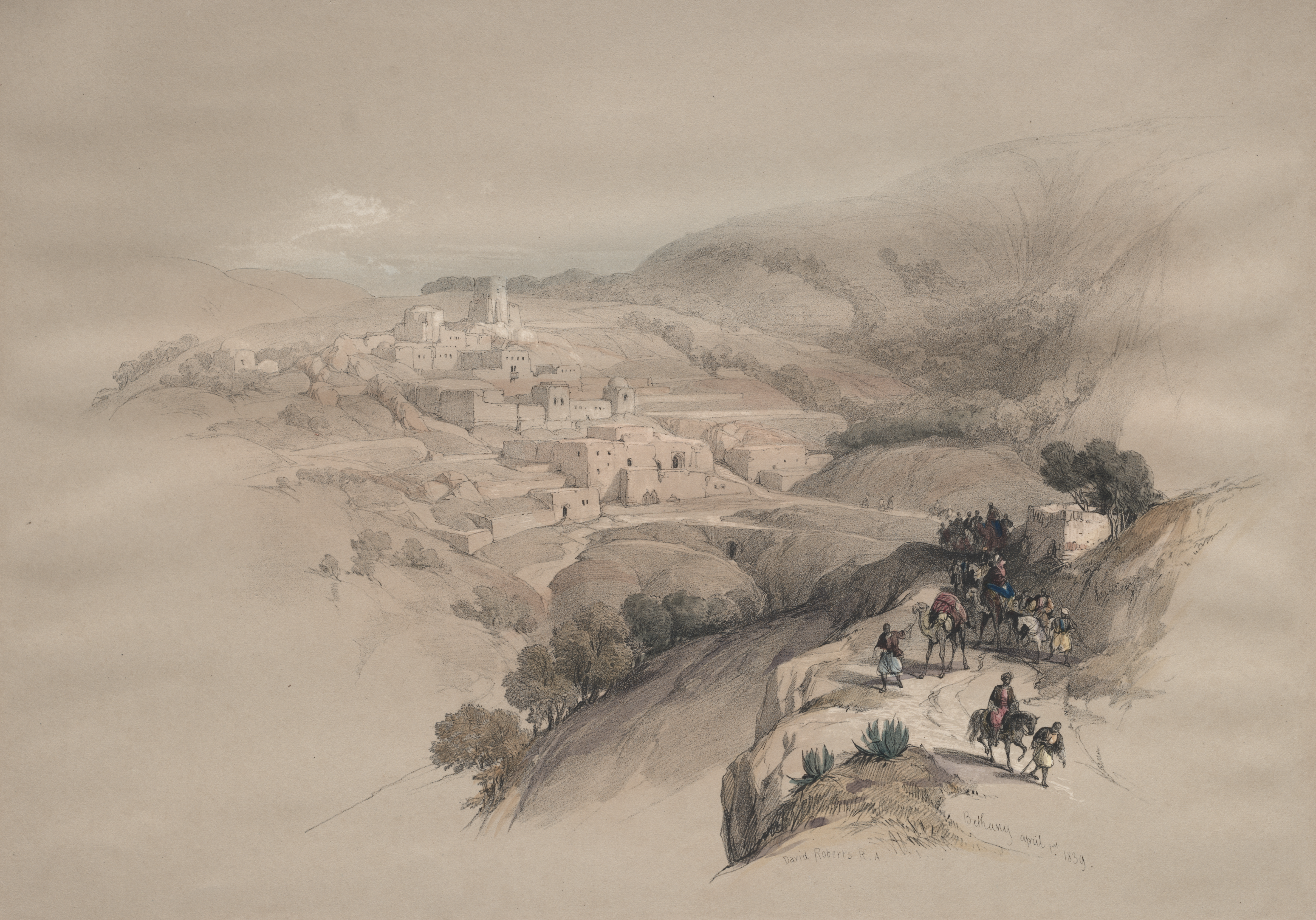
86. بيثاني.
87. مذبح كنيسة سانت هيلانة

### المجلد 3
88. صفحة العنوان. معبد الخصن البتراء.

 89. عرب الصحراء.

 90. الدير، البتراء.

 91. نصب الألوين في وادي شبه الجزيرة العربية.

 92. الخاسن، البتراء.

 93. برج المراقبة القديم.

 94. الجزء السفلي من الخاسنة، البتراء.

 95. القوس عبر الوادي، البتراء.

 96. البتراء، تُظهر الطرف العلوي أو الشرقي للوادي.

 97. مقبرة هرون، قمة جبل هور.

 98. المسرح، البتراء.

 99. جبل هور، من المنحدرات التي تحيط بترا.

 100. بقايا قوس النصر في البتراء.

 101. مؤتمر العرب.

 102. الأكروبول (Kusr Faron) الطرف السفلي من الوادي.

 103. الحفريات في الطرف الشرقي من الوادي، البتراء.

 104. الوادي، البتراء.

 105. المقبرة.

 106. موقع البتراء جنوبا.

 107. حصن عقبة، شبه الجزيرة العربية البتراء.

 108. جزيرة جرايا، خليج العقبة.

 109. دير سانت كاترين، جبل سيناء.

 110. مخيم أولاد سعيد، جبل سيناء.

 111. صخرة موسى، وادي اللجة، جبل حوريب.

 112. مصلى دير القديسة كاترين.

 113. الكنائس المسيحية والمحمودية في جبل سيناء.

 114. صعود النطاق السفلي من سيناء.

 115. الصعود إلى قمة جبل سيناء.

 116. دير سانت كاترين، جبل سيناء.

 117. كنيسة إيليا، جبل سيناء.

 118. دير القديسة كاترين وجبل حوريب.

 119. المعبد المصري القديم بجبل جرابي.

 120- المحكمة الرئيسية لدير سانت كاترين.

 121. عيون موسى - آبار موسى، برية تايه.

 122. مدخل جبل سيناء.

 123. مشهد على رصيف السويس.

 124. السويس. نظرة عامة.

 125. [خريطة] طريق ديفيد روبرتس في الأرض المقدسة، بيتريا وسوريا.

### المجلد 4
126- واجهة المبنى. منظر تحت جراند بورتيكو، فيلو.

 127. صفحة البلاط. مدخل معبد أبو سمبل الكبير، النوبة.

 128. أهرامات الجيزة من النيل.

 129. منظر يطل على أهرامات الداشور وساكارا - قارب العبيد على النيل.

 130. عمود بومبي، الإسكندرية.

 131. أطلال معبد كوم امبو بصعيد مصر.

 132. معبد طفا بالنوبة.

 133. ارقام ضخمة امام معبد أبو سمبل الكبير.

 134. معبد غيرشي المحفور، النوبة.

 135. رواق معبد ادفو بصعيد مصر.

 136. تماثيل ممنون، في سهل جورنا في طيبة.

 137. طيبة. التماثيل الضخمة لأمينوف الثالث.

 138. معبد أبو سمبل، النوبة.

 139. داخل معبد أبو سمبل الكبير، النوبة.

 140. أطلال الأقصر من جنوب غرب

 141. منظر عام لأنقاض مدينة الأقصر من النيل.

 142. منظر جانبي لأبو الهول.

 143. رئيس أهرامات سفينكس الكبرى، مصر.

 144. معبد دكة - النوبة.

 145. الجادة المركزية لقاعة الأعمدة الكبرى في كارناك.

 146. إبرة كليوباترا.

 147. مسلة الأقصر.

 148. أطلال مهاراكا، النوبة.

 149. داخل معبد إسني، صعيد مصر.

 150. معبد وادي كرداسي، النوبة.

 151. منظر عام لجزيرة فيلو بالنوبة.

 152. العبيد الحبشيون في كورث.

 153- بورتيكو معبد كلابشة، النوبة.

 154. منظر في الأقصر، طيبة.

 155. سلسلة جبال ليبية من معبد الأقصر.

 156. الاقتراب من معبد وادي صبوع، النوبة.

 157. منظر من تحت رواق معبد إدفو بصعيد مصر.

 158. تمثال ضخم عند مدخل معبد الأقصر.

 159. معبد ادفو: أبولينوبوليس القديمة، صعيد مصر.

 160. بوابة دندرة.

 161. رواق معبد دندرة.

 162. سيوت.

 163. منظر عام لأطلال الكرنك من الغرب.

 164. النوبيات في كورتي.

 165. جراند بورتيكو لمعبد فيلو، النوبة.

 166. مدخل الكهوف ببني حسن.

 167. نهج كبير لمعبد فيلو، النوبة.

 168. معبد وادي صبوع، النوبة.

### المجلد 5

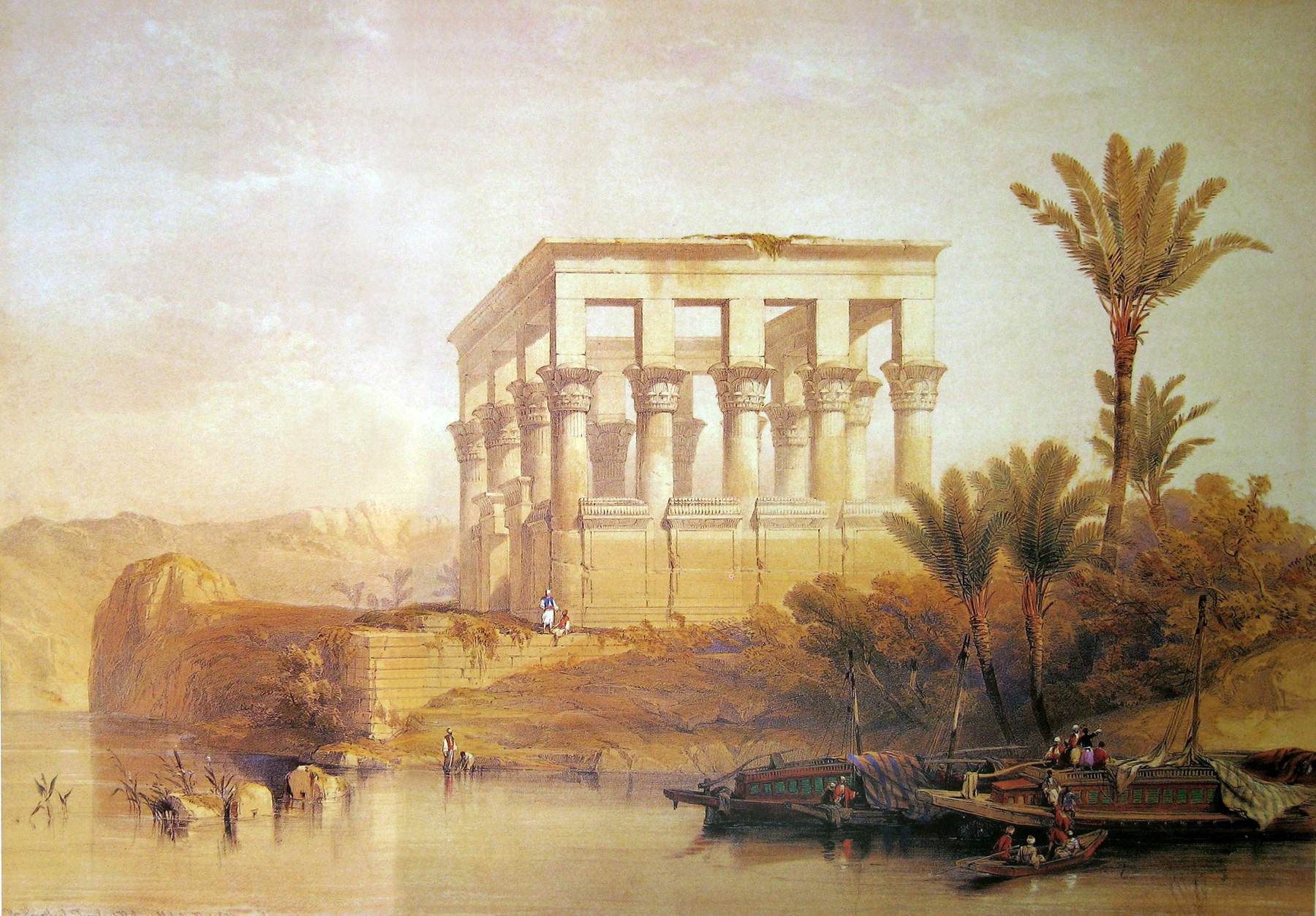
معبد هايثيرال في فيلة، 1838

169. الواجهة. الارتفاع الأمامي لمعبد أبو سمبل العظيم.

 170. صفحة البلاط. بوابة عظيمة، تؤدي إلى معبد الكرنك، طيبة.

 171. مجموعة نوبيين في وادي كرديسي.

 172. قطعة من تمثال ضخم في ممنونيوم، طيبة.

 173. حصن إبريم، النوبة.

 174. الاقتراب من حصن إبريم.

 175. كولوسي في وادي صابوة.

 176. أطلال ممنونيوم، طيبة.

 177. عجلة الماء الفارسية، تستخدم لري النوبة.

 178. مجموعة عند مدخل معبد آمون، في جورنا، طيبة.

 179- جزيرة فيلو عند الغروب.

 180. حجار سلسلس، أو صخرة السلسلة.

 181. جزء من قاعة الأعمدة في الكرنك، من الخارج.

 182. منظر يطل على قاعة الأعمدة، كارناك.

 183. جزء من أنقاض معبد في جزيرة بيغ، النوبة.

 184. الدروموس، أو المحكمة الأولى لمعبد الكرنك.

 185. أطلال معبد مداموت بالقرب من طيبة.

 186. أطلال كنيسة مسيحية في الفناء الكبير بمعبد مدينة أبو.

 187. معبد عمادة بالحسائية - النوبة.

 188. مدينة أبو طيبة.

 189. معبد دندور، النوبة.

 190. معبد هايثرال في فيلة، يُدعى سرير فرعون.

 191. معبد إيزيس، على سطح معبد دندرة الكبير.

 192. أهرامات الجيزة.

 193 - منظر جانبي لتيفونايوم في دندرة.

 194. منظر من تحت رواق معبد دندرة.

 195. معبد وادي كرداسي - النوبة.

 196. أسوان وجزيرة الفنتين.

 197. مسلة أون.

 198. منظر مائل لقاعة كولونمز، كارناك.

 199. معبد وادي دابود - النوبة.

 200. منظر عام لكرناك، باتجاه بيبان الملوك.

 201. منظر من تحت رواق دير المدينة، طيبة.

 202. مدخل مقابر الملوك، بيبان الملوك.

 203. معابد أبو سمبل من النيل.

 204. تماثيل ضخمة في سهل طيبة، أثناء غمر النيل.

 205. مشهد على النيل بالقرب من وادي دابود مع التماسيح.

 206. مدخل كبير لمعبد الأقصر.

 207. منظر عام لكلابشة، سابقا تولميس، النوبة.

 208. واجهة Pronaos لمعبد ادفو.

 209. أطلال Erment، Hermontis القديمة، صعيد مصر.

 210. أطلال كوم أمبو.

 211. جزيرة فيلو تطل على النيل.

 212. [خريطة] توضح رسومات ديفيد روبرتس، في مصر والنوبة، 1849.

### المجلد 6
213. فرونتبيس. مقابلة مع محمد علي في قصره بالإسكندرية.

 214. صفحة العنوان. مشهد في شارع بالقاهرة.

 215. باب النصر أو باب النصر ومسجد الحكيم. القاهرة.

 216. نهج الإسكندرية.

 217. باب المتولى، باب زويلة، القاهرة.

 218. مآذن باب زويلة ومدخل مسجد المتولى

 219. مساجد مدمرة في الصحراء غربي القلعة.

 220. منظر داخلي لمسجد السلطان حسن.

 221. أحد مقابر الخلفاء، القاهرة.

 222. بازار سيلك ميرسر أو الغاطرية، القاهرة.

 223. مقابر الخلفاء، القاهرة. القلعة في المسافة.

 224. جامع السلطان قايتباي، القاهرة.

 225. مئذنة مسجد الخمري.

 226. منظر عام للقاهرة من الغرب.

 227. شجرة المقدرية المقدسة.

 228. مدخل قلعة القاهرة.

 229. مسجد عايد بك بصحراء السويس.

 230. بازار مصانع النحاس، القاهرة.

 231. مئذنة الجامع الرئيسي بسيوت، صعيد مصر.

 232. منظر داخلي لمسجد المتولى.

 233. مقابر الميموز بجنازة عربية.

 234. المدخل الكبير لمسجد السلطان حسن.

 235. القاهرة، قناة النيل من جزيرة الروضة.

 236. بازار الشارع المؤدي إلى جامع الموريستان بالقاهرة.

 237. المسجد الرئيسي ببولاق.

 238. القاهرة، من بوابة المواطن، باتجاه صحراء السويس.

 239. مجموعة في سوق العبيد بالقاهرة.

 240. سيموم في الصحراء.

 241. مقياس النيل في جزيرة الروضة، القاهرة.

 242- منظر على النيل وجزيرة الروضة وعبّارة الجيزه.

 243. كاتب الرسالة، القاهرة.

 244. مدخل قصر خاص، القاهرة.

 245. مقابر الذكريات، القاهرة.

 246. قلعة القاهرة مقر إقامة الباشية.

 247. كوفي شوب القاهرة.

 248. منظر داخلي لمسجد السلطان الغوري.

 249. الغوازي أو بنات القاهرة الراقصات.

 250. مسجد السلطان حسن من ميدان الرميلة الكبير.

## قائمة المراجع
- Baram، Uzi (2007). "Images of the Holy Land: The David Roberts paintings as artifacts of 1830s Palestine". Historical Archaeology. ج. 41 ع. 1: 106–117. JSTOR:25617429.
- Bendiner، Kenneth (1983). "David Roberts in the Near East: Social and religious themes". Art History. ج. 6 ع. 1: 67–81. DOI:10.1111/j.1467-8365.1983.tb00794.x.
- Chander، Manu Samriti (2011). "Framing difference: the orientalist aesthetics of David Roberts and Percy Shelley". Keats-Shelley Journal. ج. 60: 77–94. JSTOR:41409556.
- Meyers، Eric M. (1996). "The British and American Rediscovery of the Holy Land in the Early-Nineteenth Century and David Roberts". في Davies، W.D.؛ Meyers، E.M.؛ Schroth، S.W. (المحررون). Jerusalem and the Holy Land Rediscovered: The Prints of David Roberts (1796 1864). San Francisco, CA: Harper and Row. ISBN:978-0-938989-15-8.
- Proctor، J. Harris (1998). "David Roberts and the ideology of imperialism". The Muslim World. ج. 38 ع. 1: 47–66. DOI:10.1111/j.1478-1913.1998.tb03645.x.
- Schroth، Sarah W. (1996). "David Roberts in context". في Davies، W.D.؛ Meyers، E.M.؛ Schroth، S.W. (المحررون). Jerusalem and the Holy Land Rediscovered: The Prints of David Roberts (1796–1864). Durham, NC: Duke University Museum of Art. ص. 39–49.
- Wharton، Annabel Jane (2006). Selling Jerusalem: Relics, Replicas, Theme Parks. University of Chicago Press. ISBN:978-0-226-89422-5. مؤرشف من الأصل في 2020-06-04.
- Wheatley-Irving، Linda (2007). "Holy Land photographs and their worlds: Francis Bedford and the 'Tour in the East'" (PDF). The Jerusalem Quarterly. ج. 31: 79–96. مؤرشف من الأصل (PDF) في 2020-02-25.

## الإصدارات عبر الإنترنت
- المجلدان 1 و2
- المجلدان 3 و4
- المجلدان 5 و6